# 2019 a jogalkotásban
2019-ben a következő jogszabályokat alkották meg:

## Magyarország

### Magyarország Alaptörvénye
- Magyarország Alaptörvénye (egységes szerkezetben)[1]
- Magyarország Alaptörvényének nyolcadik módosítása (2019. december 12.)[2]
- Magyarország Alaptörvénye (egységes szerkezetben)[3]

### Törvények
- 2019. évi I. törvény A Magyarország Kormánya és a Moldovai Köztársaság Kormánya között a katasztrófák esetén történő együttműködésről és kölcsönös segítségnyújtásról szóló egyezmény kihirdetéséről[4]
- 2019. évi II. törvény A jogalkotásról szóló 2010. évi CXXX. törvénynek az Alaptörvény hetedik módosításával összefüggő módosításáról[5]
- 2019. évi III. törvény A Magyarország Kormánya és a Luxemburgi Nagyhercegség Kormánya között a minősített adatok cseréjéről és kölcsönös védelméről szóló egyezmény kihirdetéséről[6]
- 2019. évi IV. törvény A Magyarország Kormánya és a Török Köztársaság Kormánya között a védelmi ipari minősített adatok kölcsönös védelméről szóló egyezmény kihirdetéséről[6]
- 2019. évi V. törvény A Magyarország és az Argentin Köztársaság között az ideiglenesen munkát vállaló turisták programjáról szóló Megállapodás kihirdetéséről[6]
- 2019. évi VI. törvény A Magyarország Kormánya és a Szlovák Köztársaság Kormánya között a közös államhatáron, Dunakiliti és Doborgaz (Dobrohošť) között létesítendő, kerékpárosok és gyalogosok közlekedésére szolgáló híd, valamint a hídhoz kapcsolódó létesítmények felépítéséről szóló Megállapodás kihirdetéséről[6]
- 2019. évi VII. törvény A Magyarország Kormánya és a Szlovák Köztársaság Kormánya között a két ország közös államhatárán, Őrhalom és Ipolyvarbó (Vrbovka) települések közötti közúti Ipoly-híd és a kapcsolódó létesítmények megépítéséről szóló megállapodás kihirdetéséről[6]
- 2019. évi VIII. törvény Az Európai Unió és tagállamai, valamint Japán közötti Stratégiai Partnerségi Megállapodás kihirdetéséről[6]
- 2019. évi IX. törvény A Magyarország Kormánya és Mongólia Kormánya között a nemzetközi közúti személyszállításról és árufuvarozásról szóló Megállapodás kihirdetéséről[6]
- 2019. évi X. törvény A Magyarország Kormánya és a Szerb Köztársaság Kormánya között a közúti, a vasúti és a vízi határforgalom ellenőrzéséről szóló, Magyarország Kormánya és a Szerb Köztársaság Kormánya közötti Megállapodás módosításáról és kiegészítéséről szóló Egyezmény kihirdetéséről[6]
- 2019. évi XI. törvény A Nemzetközi Beruházási Bank és Magyarország Kormánya között a Nemzetközi Beruházási Bank Magyarországi Székhelyéről szóló Megállapodás kihirdetéséről és a 2015. évi XLI. törvénnyel kihirdetett, a Nemzetközi Beruházási Bank megalapítása tárgyában, Moszkvában, 1970. július 10-én aláírt és 1990. december 20. napján módosított Egyezményhez csatolt Alapszabály módosításának kihirdetéséről[6]
- 2019. évi XII. törvény Az egyrészről az Európai Közösségek és azok tagállamai, másrészről a Kirgiz Köztársaság közötti partnerséget létrehozó partnerségi és együttműködési megállapodáshoz a Horvát Köztársaság Európai Unióhoz történő csatlakozásának figyelembevétele céljából készült jegyzőkönyv kihirdetéséről[6]
- 2019. évi XIII. törvény A vagyonkezelő alapítványokról[6]
- 2019. évi XIV. törvény A 2020. évi Dubaji Világkiállításon történő magyar megjelenés sikeres megvalósításához, továbbá egyes nemzetközi nagyeseményekhez kapcsolódó rendelkezésekről[6]
- 2019. évi XV. törvény Egyes törvények Nagy-Britannia és Észak-Írország Egyesült Királysága Európai Unióból történő rendezetlen kilépése esetére szükséges módosításáról[7]
- 2019. évi XVI. törvény A Magyarország Kormánya és a Belarusz Köztársaság Kormánya között a beruházások ösztönzéséről és kölcsönös védelméről szóló Megállapodás kihirdetéséről[7]
- 2019. évi XVII. törvény Az egyrészről az Európai Közösségek és tagállamai, valamint másrészről az Üzbég Köztársaság közötti partnerség létrehozásáról szóló partnerségi és együttműködési megállapodáshoz csatolt, a kétoldalú textilkereskedelmi megállapodás lejártára tekintettel a megállapodás rendelkezéseinek a kétoldalú textilkereskedelemre történő kiterjesztéséről szóló jegyzőkönyv kihirdetéséről[7]
- 2019. évi XVIII. törvény A kulturális örökség védelméről szóló 2001. évi LXIV. törvény módosításáról[7]
- 2019. évi XIX. törvény A nemzeti felsőoktatásról szóló 2011. évi CCIV. törvény módosításáról[7]
- 2019. évi XX. törvény Az egyrészről az Európai Közösség és tagállamai, másrészről a Svájci Államszövetség közötti, a személyek szabad mozgásáról szóló megállapodáshoz csatolt, a Horvát Köztársaságnak az Európai Unióhoz történő csatlakozása következtében a megállapodásban szerződő félként való részvételéről szóló Jegyzőkönyv kihirdetéséről[8]
- 2019. évi XXI. törvény Az egyrészről az Európai Unió, az Európai Atomenergia-közösség és tagállamaik, másrészről az Örmény Köztársaság közötti átfogó és megerősített partnerségi megállapodás kihirdetéséről[8]
- 2019. évi XXII. törvény A Magyarország Kormánya és az Oroszországi Föderáció Kormánya között a végzettségek, a képesítések és a tudományos fokozatok kölcsönös elismeréséről szóló Egyezmény kihirdetéséről[8]
- 2019. évi XXIII. törvény A mezőgazdasági, agrár-vidékfejlesztési, valamint halászati támogatásokhoz és egyéb intézkedésekhez kapcsolódó eljárás egyes kérdéseiről szóló 2007. évi XVII. törvény módosításáról[8]
- 2019. évi XXIV. törvény A közigazgatási bíróságok függetlenségét biztosító további garanciákról[9]
- 2019. évi XXV. törvény A Televíziós Film Mecenatúra 2019. évi költségvetéséről[10]
- 2019. évi XXVI. törvény Egyes pénzügyi tárgyú törvények módosításáról[10]
- 2019. évi XXVII. törvény A tőkepiacról szóló 2001. évi CXX. törvény módosításáról[10]
- 2019. évi XXVIII. törvény Az egyes klímapolitikai tárgyú törvények módosításáról[10]
- 2019. évi XXIX. törvény A sportról szóló 2004. évi I. törvény módosításáról[10]
- 2019. évi XXX. törvény A Maecenas Universitatis Corvini Alapítványról, a Maecenas Universitatis Corvini Alapítvány és a Budapesti Corvinus Egyetem részére történő vagyonjuttatásról[11]
- 2019. évi XXXI. törvény A Nemzetközi Gyermekmentő Szolgálat Magyar Egyesület tevékenységével érintett egyes állami tulajdonú ingatlanok vagyonkezelésének rendezéséről[11]
- 2019. évi XXXII. törvény A családvédelmi akcióterv bevezetéséhez szükséges törvénymódosításokról[11]
- 2019. évi XXXIII. törvény Az Erzsébet-programról szóló 2012. évi CIII. törvény módosításáról[11]
- 2019. évi XXXIV. törvény Az Európai Unió adatvédelmi reformjának végrehajtása érdekében szükséges törvénymódosításokról[11]
- 2019. évi XXXV. törvény Az idegenrendészeti szervvel összefüggő egyes törvények módosításáról[11]
- 2019. évi XXXVI. törvény A lelkiismereti és vallásszabadság jogáról, valamint az egyházak, vallásfelekezetek és vallási közösségek jogállásáról szóló 2011. évi CCVI. törvény módosításához kapcsolódóan egyes törvények módosításáról[11]
- 2019. évi XXXVII. törvény Az Állami Számvevőszékről szóló 2011. évi LXVI. törvény, valamint a közszolgálati tisztviselőkről szóló 2011. évi CXCIX. törvény módosításáról[11]
- 2019. évi XXXVIII. törvény A Magyarország és Románia között a minősített adatok kölcsönös védelméről szóló egyezmény kihirdetéséről[12]
- 2019. évi XXXIX. törvény Az atomenergiáról szóló 1996. évi CXVI. törvény és a nemzetgazdasági szempontból kiemelt jelentőségű beruházások megvalósításának gyorsításáról és egyszerűsítéséről szóló 2006. évi LIII. törvény módosításáról[12]
- 2019. évi XL. törvény A mezőgazdasági termékpiacok szervezésének egyes kérdéseiről, a termelői és a szakmaközi szervezetekről szóló 2015. évi XCVII. törvény módosításáról, valamint a Nemzeti Földügyi Központ létrehozásával összefüggő egyes törvénymódosításokról[12]
- 2019. évi XLI. törvény Az Európai Hírközlési Hivatal (ECO) létrehozásáról szóló egyezmény kihirdetéséről[13]
- 2019. évi XLII. törvény A Magyarország Kormánya és a Nemzetközi Távközlési Egyesület között, a Nemzetközi Távközlési Egyesület ITU Telecom World 2019 rendezvényének lebonyolításáról, szervezéséről és finanszírozásáról szóló, a fogadó országgal kötött Megállapodás kihirdetéséről[13]
- 2019. évi XLIII. törvény A Nemzetközi Mobil Műholdas Szervezet létrehozásáról szóló egyezmény és annak 2008. évi módosítása kihirdetéséről[13]
- 2019. évi XLIV. törvény Az Európai filmkoprodukciós egyezmény kihirdetéséről[13]
- 2019. évi XLV. törvény Az Európa Tanács felülvizsgált filmkoprodukciós egyezménye kihirdetéséről[13]
- 2019. évi XLVI. törvény A Magyarország és a Brazil Szövetségi Köztársaság között létrejött kiadatási egyezmény kihirdetéséről[13]
- 2019. évi XLVII. törvény A Magyarország Kormánya és a Laoszi Népi Demokratikus Köztársaság Kormánya között a diplomata- és szolgálati útlevéllel rendelkező állampolgáraik kölcsönös vízummentességéről szóló megállapodás kihirdetéséről[13]
- 2019. évi XLVIII. törvény A szociális hozzájárulási adó mértékének csökkentéséről és az ezzel összefüggő más törvények módosításáról [13]
- 2019. évi XLIX. törvény A pénzmosás és a terrorizmus finanszírozása megelőzéséről és megakadályozásáról szóló 2017. évi LIII. törvény módosításáról[14]
- 2019. évi L. törvény a Londonban, 1985. október 16-án kelt, „a hajókon telepíthető INMARSAT földi állomások használatáról a területi vizeken és kikötőkben” tárgyú megállapodás kihirdetéséről[15]
- 2019. évi LI. törvény A Magyarország Kormánya és az Amerikai Egyesült Államok Kormánya közötti, a védelmi együttműködésről szóló megállapodás kihirdetéséről
- 2019. évi LII. törvény A Magyarország Kormánya és a Horvát Köztársaság Kormánya között a katonai repülés és légvédelmi tevékenységek területén folytatott együttműködésről szóló Megállapodás kihirdetéséről
- 2019. évi LIII. törvény Az egyrészről az Európai Unió és tagállamai, másrészről a Szingapúri Köztársaság közötti beruházásvédelmi megállapodás kihirdetéséről
- 2019. évi LIV. törvény A Magyarország Kormánya és a Zöld-foki Köztársaság Kormánya között a beruházások ösztönzéséről és kölcsönös védelméről szóló Megállapodás kihirdetéséről
- 2019. évi LV. törvény Egyes ügyintézési folyamatok egyszerűsítéséről
- 2019. évi LVI. törvény Az állattenyésztés szabályozásához szükséges törvényi szintű rendelkezésekről
- 2019. évi LVII. törvény Az Észak-Macedón Köztársaságnak az Észak-atlanti Szerződéshez való csatlakozásáról szóló Jegyzőkönyv kihirdetéséről
- 2019. évi LVIII. törvény Magyarország Kormánya és a Szlovák Köztársaság Kormánya között a két ország közös államhatárán, Drégelypalánk és Ipolyhídvég (Ipeľské Predmostie) települések közötti közúti Ipoly-híd és a kapcsolódó létesítmények megépítéséről szóló megállapodás kihirdetéséről
- 2019. évi LIX. törvény Egyes közszolgálati tárgyú törvények módosításáról
- 2019. évi LX. törvény Egyes vagyongazdálkodást érintő rendelkezésekről, valamint a nemzeti pénzügyi szolgáltatásokkal összefüggő egyes törvények módosításáról
- 2019. évi LXI. törvény A közigazgatási bíróságokról szóló törvény hatálybalépésének elhalasztásáról
- 2019. évi LXII. törvény A babaváró támogatás igénylésével, valamint a nagycsaládosok személygépkocsi-szerzési támogatásával kapcsolatos eljárások illetékmentességének megteremtése érdekében az illetékekről szóló 1990. évi XCIII. törvény módosításáról
- 2019. évi LXIII. törvény A médiaszolgáltatással kapcsolatos egyes törvények módosításáról
- 2019. évi LXIV. törvény Egyes törvényeknek az épített és a természeti környezet védelmével, valamint a kulturális örökség-védelemmel összefüggő módosításáról
- 2019. évi LXV. törvény A képviselők mentelmi jogával összefüggésben egyes törvények módosításáról
- 2019. évi LXVI. törvény	Magyarország 2020. évi központi költségvetésének megalapozásáról
- 2019. évi LXVII. törvény A hosszú távú részvényesi szerepvállalás ösztönzéséről és egyes törvények jogharmonizációs célú módosításáról
- 2019. évi LXVIII. törvény A kutatás, fejlesztés és innovációs rendszer intézményrendszerének és finanszírozásának átalakításához szükséges egyes törvények módosításáról
- 2019. évi LXIX. törvény A személy- és vagyonvédelmi, valamint a magánnyomozói tevékenység szabályairól szóló 2005. évi CXXXIII. törvény módosításáról
- 2019. évi LXX. törvény A közneveléssel összefüggő egyes törvények módosításáról és a nemzeti köznevelés tankönyvellátásáról szóló 2013. évi CCXXXII. törvény hatályon kívül helyezéséről
- 2019. évi LXXI. törvény Magyarország 2020. évi központi költségvetéséről
- 2019. évi LXXII. törvény Az egyes adótörvények és más kapcsolódó törvények uniós jogharmonizációs kötelezettségek miatt szükséges módosításáról
- 2019. évi LXXIII. törvény Az egyes adótörvények és más kapcsolódó törvények módosításáról
- 2019. évi LXXIV. törvény „A terrorizmushoz vezető radikalizáció megelőzése: regionális politikai válaszok és kockázatcsökkentés” című regionális konferenciáról szóló, levélváltás útján létrejövő megállapodás kihirdetéséről
- 2019. évi LXXV. törvény A Genfben, 1949. év szeptember hó 19. napján kelt közúti közlekedési Egyezmény, a Genfben, 1949. év szeptember hó 19-én kelt közúti jelzésekre vonatkozó Jegyzőkönyv, a Genfben, 1950. év szeptember hó 16-án kelt, az 1949. szeptember hó 19-én Genfben aláírt közúti közlekedésre vonatkozó Egyezményt és a közúti jelzésekre vonatkozó Jegyzőkönyvet kiegészítő európai Megállapodás, a Genfben, 1955. év december hó 16-án kelt, az 1949. évi közúti közlekedésre vonatkozó Egyezményt és az 1949. évi közúti jelzésekre vonatkozó Jegyzőkönyvet kiegészítő, az 1950. szeptember 16-án kötött európai Megállapodás módosítása tárgyában létrejött, a közúti munkálatok jelzéséről szóló Megállapodás, valamint a Genfben, 1957. év december hó 13. napján kelt, az útjelzésekre vonatkozó európai Egyezmény kihirdetéséről
- 2019. évi LXXVI. törvény A Magyarország Kormánya és Georgia Kormánya között a katasztrófák esetén történő együttműködésről és kölcsönös segítségnyújtásról szóló egyezmény kihirdetéséről
- 2019. évi LXXVII. törvény A Magyarország Kormánya és a Szerb Köztársaság Kormánya között a Magyarországon és a Szerb Köztársaságban kiállított, államilag elismert bizonyítványok és oklevelek, továbbá a tudományos fokozatot tanúsító okiratok kölcsönös elismeréséről szóló Egyezmény kihirdetéséről

- 2019. évi LXXXV. törvény Az egyrészről az Európai Unió és tagállamai, másrészről a Vietnámi Szocialista Köztársaság közötti beruházásvédelmi megállapodás kihirdetéséről
- 2019. évi LXXXVI. törvény Az egyrészről az Európai Közösség és tagállamai, másrészről a Mexikói Egyesült Államok között létrejött gazdasági partnerségi, politikai koordinációs és együttműködési megállapodáshoz, a Horvát Köztársaság Európai Unióhoz történő csatlakozásának figyelembevétele céljából készült harmadik kiegészítő jegyzőkönyv kihirdetéséről
- 2019. évi LXXXVII. törvény A szabad mozgás és tartózkodás jogával rendelkező személyek beutazásáról és tartózkodásáról szóló 2007. évi I. törvény, valamint az egyes törvények Nagy-Britannia és Észak-Írország Egyesült Királysága Európai Unióból történő rendezetlen kilépése esetére szükséges módosításáról szóló 2019. évi XV. törvény módosításáról
- 2019. évi LXXXVIII. törvény A Magyarország Kormánya és a Bahreini Királyság Kormánya között a diplomata-, szolgálati és különleges útlevéllel rendelkező állampolgáraik vízummentességéről szóló Megállapodás kihirdetéséről
- 2019. évi LXXXIX. törvény A Magyarország Kormánya és a Bolgár Köztársaság Kormánya között a Bolgár Köztársaság budapesti diplomáciai képviseletének ingatlanszükségleteit illető kérdések rendezéséről szóló megállapodás kihirdetéséről
- 2019. évi XC. törvény A Magyarország Kormánya és a Marokkói Királyság Kormánya között létrejött, az elítélt személyek átszállításáról szóló egyezmény kihirdetéséről
- 2019. évi XCI. törvény A Magyarország és a Marokkói Királyság között létrejött kiadatási egyezmény kihirdetéséről
- 2019. évi XCII. törvény A Magyarország Kormánya és Montenegró Kormánya között a Magyar Népköztársaság/Magyar Köztársaság és a Jugoszláv Szövetségi Népköztársaság/Jugoszláv Szocialista Szövetségi Köztársaság/Jugoszláv Szövetségi Köztársaság/Szerbia és Montenegró között létrejött kétoldalú nemzetközi szerződésekben való államutódlásról szóló Jegyzőkönyv kihirdetéséről
- 2019. évi XCIII. törvény	A Magyarország Kormánya és a Türk Nyelvű Államok Együttműködési Tanácsa Titkársága közötti, a Türk Nyelvű Államok Együttműködési Tanácsa magyarországi Képviseleti Irodájáról szóló székhely-megállapodás kihirdetéséről
- 2019. évi XCIV. törvény A Nemzeti Média- és Hírközlési Hatóság 2018. évi egységes költségvetésének végrehajtásáról
- 2019. évi XCV. törvény A Nemzeti Média- és Hírközlési Hatóság 2020. évi egységes költségvetéséről
- 2019. évi XCVI. törvény Az Európai Határregisztrációs Rendszerrel, valamint az Európai Utasinformációs és Engedélyezési Rendszerrel összefüggő egyes törvények jogharmonizációs célú módosításáról
- 2019. évi XCVII. törvény A magyar állampolgársággal összefüggő egyes törvények módosításáról
- 2019. évi XCVIII. törvény Egyes törvényeknek a nagyszülői gyermekgondozási díj bevezetésével kapcsolatos módosításáról
- 2019. évi XCIX. törvény Az illetékekről szóló 1990. évi XCIII. törvény módosításáról
- 2019. évi C. törvény A Versenyképesebb Magyarországért program egyes adóintézkedéseinek megvalósítását szolgáló törvények módosításáról
- 2019. évi CI. törvény Egyes energetikai tárgyú törvények jogharmonizációs célú módosításáról
- 2019. évi CII. törvény A nemzeti köznevelésről szóló 2011. évi CXC. törvény módosításáról
- 2019. évi CIII. törvény A fiatalkorúak dohányzásának visszaszorításával és a nemdohányzók védelmével összefüggő egyes törvények módosításáról
- 2019. évi CIV. törvény A halgazdálkodásról és a hal védelméről szóló 2013. évi CII. törvény módosításáról
- 2019. évi CV. törvény Egyes törvények honvédelmi kérdésekkel összefüggő módosításáról
- 2019. évi CVI. törvény Egyes törvényeknek a Nemzeti Filmintézet Közhasznú Nonprofit Zrt. létrehozásával összefüggő módosításáról
- 2019. évi CVII. törvény A különleges jogállású szervekről és az általuk foglalkoztatottak jogállásáról
- 2019. évi CVIII. törvény Az Országgyűlés működését és a képviselők jogállását érintő egyes törvények módosításáról
- 2019. évi CIX. törvény A kormányzati igazgatásról szóló 2018. évi CXXV. törvény, valamint egyes törvényeknek a kormányzati igazgatásról szóló 2018. évi CXXV. törvénnyel kapcsolatos módosításáról
- 2019. évi CX. törvény A fővárosi és megyei kormányhivatalok működésének egyszerűsítése érdekében egyes törvények módosításáról
- 2019. évi CXI. törvény Egyes törvényeknek az egészségügyi szolgáltatások fejlesztésével, valamint a bizonytalan minőségű, tisztázatlan hátterű egészségügyi szolgáltatók tevékenységének visszaszorításával összefüggő módosításáról
- 2019. évi CXII. törvény A szakképzésről szóló 2019. évi LXXX. törvény hatálybalépésével összefüggő módosító és hatályon kívül helyező rendelkezésekről
- 2019. évi CXIII. törvény Az öntözéses gazdálkodásról
- 2019. évi CXIV. törvény Egyes vagyongazdálkodási tárgyú törvények módosításáról, valamint egyes vagyongazdálkodást érintő rendelkezésekről
- 2019. évi CXV. törvény Egyes törvények jogharmonizációs célú módosításáról
- 2019. évi CXVI. törvény Egyes eljárások egyszerűsítése és elektronizálása érdekében szükséges törvénymódosításokról
- 2019. évi CXVII. törvény Egyes igazságügyi tárgyú törvények módosításáról
- 2019. évi CXVIII. törvény A pénzügyi közvetítőrendszert, valamint az államháztartást és a gazdasági stabilitást érintő egyes jogszabályok módosításáról
- 2019. évi CXIX. törvény A pénzmosás és a terrorizmus finanszírozása megelőzéséről és megakadályozásáról szóló 2017. évi LIII. törvény és egyes kapcsolódó törvények módosításáról
- 2019. évi CXX. törvény A közbeszerzésekre vonatkozó egyes törvények módosításáról
- 2019. évi CXXI. törvény Egyes egészségügyi tárgyú törvények jogharmonizációs célú módosításáról
- 2019. évi CXXII. törvény A társadalombiztosítás ellátásaira jogosultakról, valamint ezen ellátások fedezetéről
- 2019. évi CXXIII. törvény A tudományos kutatásról, fejlesztésről és innovációról szóló 2014. évi LXXVI. törvény és egyes kapcsolódó törvényi rendelkezések módosításáról
- 2019. évi CXXIV. törvény A Nemzeti Kulturális Tanácsról, a kultúrstratégiai intézményekről, valamint egyes kulturális vonatkozású törvények módosításáról
- 2019. évi CXXV. törvény A társasági adóról és az osztalékadóról szóló 1996. évi LXXXI. törvény módosításáról
- 2019. évi CXXVI. törvény A családvédelmi akciótervvel összefüggő egyes törvények módosításáról
- 2019. évi CXXVII. törvény Az egyes törvényeknek az egyfokú járási hivatali eljárások megteremtésével összefüggő módosításáról
- 2019. évi CXXVIII. törvény A védelmi és biztonsági célú beszerzésekről szóló 2016. évi XXX. törvény módosításáról

### Kormányrendeletek

#### Január (1–7)
- 1/2019. (I. 18.) Korm. rendelet A Kossuth-díj, a Széchenyi-díj adományozásának rendjéről, valamint a Magyar Köztársaság Kiváló Művésze, a Magyar Köztársaság Érdemes Művésze, a Magyar Köztársaság Babérkoszorúja díj alapításáról és adományozásáról szóló 271/2008. (XI. 18.) Korm. rendelet módosításáról[16]
- 2/2019. (I. 22.) Korm. rendelet Az egyes rendvédelmi és szociális tárgyú kormányrendeletek módosításáról[17]
- 3/2019. (I. 24.) Korm. rendelet Az egyes gazdaságfejlesztési célú és munkahelyteremtő beruházásokkal összefüggő közigazgatási hatósági ügyek nemzetgazdasági szempontból kiemelt jelentőségű üggyé nyilvánításáról, valamint egyes nemzetgazdasági szempontból kiemelt jelentőségű üggyé nyilvánításról szóló kormányrendeletek módosításáról szóló 141/2018. (VII. 27.) Korm. rendelet módosításáról[18]
- 4/2019. (I. 24.) Korm. rendelet A felsőoktatási minőségértékelés és -fejlesztés egyes kérdéseiről szóló 19/2012. (II. 22.) Korm. rendelet, és a nemzeti felsőoktatási kiválóságról szóló 24/2013. (II. 5.) Korm. rendelet módosításáról[18]
- 5/2019. (I. 25.) Korm. rendelet A nemesfémtárgyak ellenőrzéséről és jelöléséről szóló, Bécsben, 1972. november 15. napján aláírt Egyezmény 2018. április 20. napján elfogadott PMC/W2/2000 számú módosítása kihirdetéséről[19]
- 6/2019. (I. 25.) Korm. rendelet A Sopron rendezvényterületének kialakítására irányuló beruházással összefüggő közigazgatási hatósági ügyek nemzetgazdasági szempontból kiemelt jelentőségű üggyé nyilvánításáról[19]
- 7/2019. (I. 28.) Korm. rendelet Az ÓAM ÓZDI ACÉLMŰVEK Korlátolt Felelősségű Társaság üzletrészének Magyar Állam javára történő megszerzésére irányuló ügylet nemzetstratégiai jelentőségűnek minősítéséről[20]

#### Február (8–26)
- 8/2019. (II. 5.) Korm. rendelet A Magyarország Kormánya és a Nigériai Szövetségi Köztársaság Kormánya közötti gazdasági és műszaki együttműködésről szóló Megállapodás kihirdetéséről[21]
- 9/2019. (II. 5.) Korm. rendelet A VERITAS Történetkutató Intézet és Levéltárról[21]
- 10/2019. (II. 5.) Korm. rendelet A polgári nemzetbiztonsági szolgálatoknál rendvédelmi igazgatási szolgálati jogviszonyban betölthető munkakörök egyes szabályairól[21][21]
- 11/2019. (II. 5.) Korm. rendelet A rendvédelmi igazgatási szolgálati jogviszonnyal összefüggésben egyes kormányrendeletek módosításáról[21]
- 12/2019. (II. 5.) Korm. rendelet Az államháztartásról szóló törvény végrehajtásáról szóló 368/2011. (XII. 31.) Korm. rendelet módosításáról[21]
- 13/2019. (II. 11.) Korm. rendelet Építésügyi tárgyú kormányrendeletek módosításáról[22]
- 14/2019. (II. 11.) Korm. rendelet Az egyes közlekedésfejlesztési projektekkel összefüggő közigazgatási hatósági ügyek nemzetgazdasági szempontból kiemelt jelentőségű üggyé nyilvánításáról és az eljáró hatóságok kijelöléséről szóló 345/2012. (XII. 6.) Korm. rendelet módosításáról[22]
- 15/2019. (II. 11.) Korm. rendelet Az Európai Unió vagy más nemzetközi szervezet felé vállalt kötelezettséggel összefüggő, a 2007–2013 programozási időszakban a Kormány által a nemzeti fejlesztési miniszter hatáskörébe utalt beruházások, valamint a 2014–2020 programozási időszakban a szennyvízelvezetési és -tisztítási, a hulladékgazdálkodási és az ivóvízminőség-javító beruházások megvalósításáról szóló 339/2014. (XII. 19.) Korm. rendelet módosításáról[22]
- 16/2019. (II. 13.) Korm. rendelet A kormányzati igazgatásról szóló 2018. évi CXXV. törvény egyes átmeneti rendelkezéseinek végrehajtásáról[23]
- 17/2019. (II. 14.) Korm. rendelet Az egységes külképviseleti rendszer adminisztratív-technikai működésével és fenntartásával kapcsolatos feladatokról, valamint egyes kormányrendeletek módosításáról[24]
- 18/2019. (II. 14.) Korm. rendelet A Modern Városok Program keretében egyes turisztikai és városfejlesztési célra irányuló beruházásokkal összefüggő közigazgatási hatósági ügyek nemzetgazdasági szempontból kiemelt jelentőségű üggyé nyilvánításáról szóló 202/2017. (VII. 10.) Korm. rendelet módosításáról[24]
- 19/2019. (II. 18.) Korm. rendelet A Széchenyi-díjjal elismert személyek tudományos alkotói járadékban részesítésének szabályairól[25]
- 20/2019. (II. 22.) Korm. rendelet A tömeges bevándorlás okozta válsághelyzet Magyarország egész területére történő elrendeléséről, valamint a válsághelyzet elrendelésével, fennállásával és megszüntetésével összefüggő szabályokról szóló 41/2016. (III. 9.) Korm. rendelet módosításáról[26]
- 21/2019. (II. 25.) Korm. rendelet A 2019/2020. tanévre vonatkozó szakmaszerkezeti döntésről és a 2019/2020. tanévben a Szabóky Adolf Szakképzési Ösztöndíjra jogosító szakképesítésekről[27]
- 22/2019. (II. 25.) Korm. rendelet A közgyűjteményekben őrzött vitatott tulajdonú kulturális javak visszaadásának rendjéről szóló 449/2013. (XI. 28.) Korm. rendelet hatályon kívül helyezéséről és az azzal összefüggő átmeneti rendelkezésekről[28]
- 23/2019. (II. 25.) Korm. rendelet A rendeltetésmódosítási eljárás során alkalmazandó részletes szabályokról szóló 143/2018. (VIII. 13.) Korm. rendelet módosításáról[28]
- 24/2019. (II. 27.) Korm. rendelet Az üvegházhatású gázok közösségi kereskedelmi rendszerében és az erőfeszítés megosztási határozat végrehajtásában való részvételről szóló 2012. évi CCXVII. törvény végrehajtásának egyes szabályairól szóló 410/2012. (XII. 28.) Korm. rendelet, valamint a fluortartalmú üvegházhatású gázokkal és az ózonréteget lebontó anyagokkal kapcsolatos tevékenységek végzésének feltételeiről szóló 14/2015. (II. 10.) Korm. rendelet módosításáról[29]
- 25/2019. (II. 27.) Korm. rendelet A Róheim-villa rekonstrukciója érdekében szükséges beruházással összefüggő közigazgatási hatósági ügyek nemzetgazdasági szempontból kiemelt jelentőségű üggyé nyilvánításáról[29]
- 26/2019. (II. 28.) Korm. rendelet A Magyar Export-Import Bank Zártkörűen Működő Részvénytársaság és a Magyar Exporthitel Biztosító Zártkörűen Működő Részvénytársaság működésével összefüggő egyes kormányrendeletek módosításáról[4]

#### Március (27–66)
- 27/2019. (III. 1.) Korm. rendelet A 2007–2013. programozási időszakban az Európai Szomszédsági és Partnerségi Támogatási Eszközből társfinanszírozott Magyarország–Szlovákia–Románia–Ukrajna ENPI Határon Átnyúló Együttműködési Program végrehajtásáról szóló 228/2008. (IX. 12.) Korm. rendelet módosításáról[30]
- 28/2019. (III. 1.) Korm. rendelet A légiközlekedésről szóló 1995. évi XCVII. törvény végrehajtásáról szóló 141/1995. (XI. 30.) Korm. rendelet módosításáról[30]
- 29/2019. (III. 1.) Korm. rendelet Az egyes közérdeken alapuló kényszerítő indok alapján eljáró szakhatóságok kijelöléséről szóló 531/2017. (XII. 29.) Korm. rendelet módosításáról[30]
- 30/2019. (III. 1.) Korm. rendelet A légiközlekedési hatóság kiegészítő eljárásjogi szabályairól szóló 532/2017. (XII. 29.) Korm. rendelet módosításáról[30]
- 31/2019. (III. 1.) Korm. rendelet A Nemzeti Hírközlési és Informatikai Tanácsról, valamint a Digitális Kormányzati Ügynökség Zártkörűen Működő Részvénytársaság és a kormányzati informatikai beszerzések központosított közbeszerzési rendszeréről szóló 301/2018. (XII. 27.) Korm. rendelet módosításáról[30]
- 32/2019. (III. 5.) Korm. rendelet A kormányzati igazgatásról szóló 2018. évi CXXV. törvény illetménykülönbözet-számítással összefüggő átmeneti rendelkezéseinek alkalmazásáról[31]
- 33/2019. (III. 5.) Korm. rendelet Az igazságügyi szolgáltatásokkal, valamint az emberkereskedelem áldozatainak azonosításával összefüggő egyes kormányrendeletek módosításáról[31]
- 34/2019. (III. 5.) Korm. rendelet Az egyes közlekedésfejlesztési projektekkel összefüggő közigazgatási hatósági ügyek nemzetgazdasági szempontból kiemelt jelentőségű üggyé nyilvánításáról és az eljáró hatóságok kijelöléséről szóló 345/2012. (XII. 6.) Korm. rendelet módosításáról[31]
- 35/2019. (III. 5.) Korm. rendelet Az egyes gazdaságfejlesztési célú és munkahelyteremtő beruházásokkal összefüggő közigazgatási hatósági ügyek nemzetgazdasági szempontból kiemelt jelentőségű üggyé nyilvánításáról, valamint egyes nemzetgazdasági szempontból kiemelt jelentőségű üggyé nyilvánításról szóló kormányrendeletek módosításáról szóló 141/2018. (VII. 27.) Korm. rendelet módosításáról[31]
- 36/2019. (III. 5.) Korm. rendelet A beruházás ösztönzési célelőirányzat felhasználásáról szóló 210/2014. (VIII. 27.) Korm. rendelet módosításáról[31]
- 37/2019. (III. 5.) Korm. rendelet A komáromi ipari park bővítésével összefüggő közigazgatási hatósági ügyek nemzetgazdasági szempontból kiemelt jelentőségű üggyé nyilvánításáról szóló 344/2017. (XI. 15.) Korm. rendelet módosításáról[31]
- 38/2019. (III. 6.) Korm. rendelet A településtervezéssel összefüggésben az örökségvédelmi feladatellátás egyszerűsítését szolgáló kormányrendeletek módosításáról[32]
- 39/2019. (III. 7.) Korm. rendelet A látvány-csapatsportok támogatására nyújtható támogatási keretösszeg megállapításáról[33]
- 40/2019. (III. 7.) Korm. rendelet A látvány-csapatsport támogatását biztosító támogatási igazolás kiállításáról, felhasználásáról, a támogatás elszámolásának és ellenőrzésének, valamint visszafizetésének szabályairól szóló 107/2011. (VI. 30.) Korm. rendelet módosításáról[33]
- 41/2019. (III. 8.) Korm. rendelet Az „Ösztöndíjprogram Keresztény Fiataloknak” elnevezésű ösztöndíjprogramról és a felsőoktatásban részt vevő hallgatók juttatásairól és az általuk fizetendő egyes térítésekről szóló 51/2007. (III. 26.) Korm. rendelet módosításáról szóló 120/2017. (VI. 1.) Korm. rendelet módosításáról[34]
- 42/2019. (III. 11.) Korm. rendelet A HEPA Magyar Exportfejlesztési Ügynökség Nonprofit Zártkörűen Működő Részvénytársaság és a Közép-európai Gazdaságfejlesztési Hálózat Nonprofit Korlátolt Felelősségű Társaság feladatainak meghatározásáról, valamint a Digitális Jólét Program végrehajtásával összefüggő egyes feladatokról, valamint a Kormányzati Informatikai Fejlesztési Ügynökségről szóló 268/2010. (XII. 3.) Korm. rendelet módosításáról szóló 127/2017. (VI. 8.) Korm. rendelet módosításáról szóló 163/2018. (IX. 10.) Korm. rendelet módosításáról[35]
- 43/2019. (III. 12.) Korm. rendelet Az autóbuszos közúti személyszállítási tevékenységre, a közlekedésszervező tevékenységére vonatkozó piacfelügyeleti eljárásra és a piacfelügyeleti díj megfizetésére vonatkozó részletes szabályokról, továbbá a piacfelügyeleti bírság mértékére és alkalmazására vonatkozó szabályokról[36]
- 44/2019. (III. 12.) Korm. rendelet A babaváró támogatásról[37]
- 45/2019. (III. 12.) Korm. rendelet A nagycsaládosok személygépkocsi-szerzési támogatásáról[37]
- 46/2019. (III. 12.) Korm. rendelet Az egyes otthonteremtési tárgyú kormányrendeletek módosításáról[37]
- 47/2019. (III. 12.) Korm. rendelet Egyes foglalkoztatási és pénzügyi tárgyú, valamint a nemzeti vagyon kezeléséért felelős tárca nélküli miniszter feladatkörét érintő egyes kormányrendeleteknek a kormányzati igazgatásról szóló törvénnyel összefüggő módosításáról[37]
- 48/2019. (III. 13.) Korm. rendelet A Nemzeti Jogszabálytárról szóló 338/2011. (XII. 29.) Korm. rendeletnek az Alaptörvény hetedik módosításával összefüggő módosításáról[5]
- 49/2019. (III. 13.) Korm. rendelet Az európai uniós versenyjogi értelemben vett állami támogatásokkal kapcsolatos eljárásról és a regionális támogatási térképről szóló 37/2011. (III. 22.) Korm. rendelet módosításáról[5]
- 50/2019. (III. 14.) Korm. rendelet Egyes kormányrendeleteknek a vagyonkezelő alapítványok működésével kapcsolatos módosításáról[6]
- 51/2019. (III. 14.) Korm. rendelet A 2020. évi Dubaji Világkiállítással kapcsolatos egyes rendelkezésekről, valamint a Magyar Turisztikai Ügynökség Zártkörűen Működő Részvénytársaság turizmussal és vendéglátással kapcsolatos egyes feladatainak meghatározásáról szóló 61/2017. (III. 20.) Korm. rendelet módosításáról[6]
- 52/2019. (III. 14.) Korm. rendelet A Magyar Közigazgatási Ösztöndíjról[38]
- 53/2019. (III. 14.) Korm. rendelet A Magyar Export-Import Bank Részvénytársaság kamatkiegyenlítési rendszeréről szóló 85/1998. (V. 6.) Korm. rendelet módosításáról[38]
- 54/2019. (III. 18.) Korm. rendelet A Magyarország Kormánya és Eritrea Állam Kormánya között a gazdasági és műszaki együttműködési Megállapodás kihirdetéséről[39]
- 55/2019. (III. 18.) Korm. rendelet A társadalombiztosítási nyugellátásról szóló 1997. évi LXXXI. törvény végrehajtásáról szóló 168/1997. (X. 6.) Korm. rendelet módosításáról[39]
- 56/2019. (III. 18.) Korm. rendelet A Nemzeti Humanitárius Koordinációs Tanácsról szóló 178/2013. (VI. 4.) Korm. rendelet módosításáról[39]
- 57/2019. (III. 18.) Korm. rendelet A fegyverekről és lőszerekről szóló 253/2004. (VIII. 31.) Korm. rendeletnek a lőfegyver tartására jogosító hatósági engedélyek visszavonásával összefüggő módosításáról[39]
- 58/2019. (III. 18.) Korm. rendelet Az egyes gazdaságfejlesztési célú és munkahelyteremtő beruházásokkal összefüggő közigazgatási hatósági ügyek nemzetgazdasági szempontból kiemelt jelentőségű üggyé nyilvánításáról, valamint egyes nemzetgazdasági szempontból kiemelt jelentőségű üggyé nyilvánításról szóló kormányrendeletek módosításáról szóló 141/2018. (VII. 27.) Korm. rendelet módosításáról[39]
- 59/2019. (III. 25.) Korm. rendelet az ingatlan-nyilvántartási és térképészeti feladatok átrendezéséről és az azzal összefüggő egyes kormányrendeletek módosításáról[40]
- 60/2019. (III. 25.) Korm. rendelet Az egyes veszélyes anyagok elektromos és elektronikus berendezésekben való alkalmazásának korlátozásáról szóló 374/2012. (XII. 18.) Korm. rendelet módosításáról[40]
- 61/2019. (III. 26.) Korm. rendelet A környezeti zaj és rezgés elleni védelem egyes szabályairól szóló 284/2007. (X. 29.) Korm. rendelet módosításáról[7]
- 62/2019. (III. 26.) Korm. rendelet A kulturális örökség védelmével kapcsolatos szabályokról szóló 68/2018. (IV. 9.) Korm. rendelet módosításáról[7]
- 63/2019. (III. 27.) Korm. rendelet A 2019. évben Budapesten zajló World Urban Games sportesemény és a 2022. évi magyar–szlovák közös rendezésű férfi kézilabda Európa-bajnokság megrendezéséhez szükséges egyes létesítmények megvalósítását szolgáló kiemelten közérdekű beruházások helyszínének meghatározásáról[8]
- 64/2019. (III. 27.) Korm. rendelet A 2022. évi férfi kézilabda Európa-bajnokság Budapesten való megrendezéséhez szükséges létesítményfejlesztés kiemelt budapesti fejlesztéssé, valamint a beruházással összefüggő közigazgatási hatósági ügyek nemzetgazdasági szempontból kiemelt jelentőségű üggyé nyilvánításáról, továbbá a beruházással kapcsolatos sajátos szabályok megállapításáról[8]
- 65/2019. (III. 27.) Korm. rendelet Sportinfrastruktúra-fejlesztések megvalósításával összefüggő közigazgatási hatósági ügyek nemzetgazdasági szempontból kiemelt jelentőségű üggyé nyilvánításáról[8]
- 66/2019. (III. 27.) Korm. rendelet Egyes kormányrendeleteknek az elektronikus közbeszerzés szabályainak rendezésével összefüggő módosításáról[8]

#### Április (67–99)
- 67/2019. (IV. 3.) Korm. rendelet A közjegyzői kamarák által ellátott egyes hatósági feladatokról[41]
- 68/2019. (IV. 3.) Korm. rendelet Az egyes vadgazdálkodási eljárásokra vonatkozó szabályokról szóló 412/2017. (XII. 15.) Korm. rendelet módosításáról[41]
- 69/2019. (IV. 4.) Korm. rendelet A Közszolgálati Döntőbizottságról[42]
- 70/2019. (IV. 4.) Korm. rendelet A személyügyi központról, a kiválasztási eljárásról és a közzétételi eljárásról[42]
- 71/2019. (IV. 4.) Korm. rendelet A tartalékállományra vonatkozó egyes szabályokról[42]
- 72/2019. (IV. 4.) Korm. rendelet A központosított közbeszerzési rendszerről, valamint a központi beszerző szervezet feladat- és hatásköréről szóló 168/2004. (V. 25.) Korm. rendelet, valamint a Közbeszerzési és Ellátási Főigazgatóságról szóló 250/2014. (X. 2.) Korm. rendelet módosításáról[42]
- 73/2019. (IV. 5.) Korm. rendelet Az agrárminiszter, valamint az igazságügyi miniszter felelősségi körébe tartozó egyes kormányrendeleteknek a kormányzati igazgatásról szóló törvénnyel összefüggő módosításáról[43]
- 74/2019. (IV. 8.) Korm. rendelet A Televíziós Film Mecenatúrából nyújtható támogatások részletszabályairól, valamint a Televíziós Filmkollégium és a Mecenatúra Felügyelő Bizottsága tagjai delegálására jogosult miniszterek kijelöléséről[9]
- 75/2019. (IV. 9.) Korm. rendelet Az önkormányzati ASP rendszerről szóló 257/2016. (VIII. 31.) Korm. rendelet, valamint az elektronikus ügyintézés részletszabályairól szóló 451/2016. (XII. 19.) Korm. rendelet módosításáról[44]
- 76/2019. (IV. 10.) Korm. rendelet Az egyes klímapolitikai tárgyú kormányrendeletek módosításáról[10]
- 77/2019. (IV. 11.) Korm. rendelet Az árva mű felhasználásának részletes szabályairól szóló 138/2014. (IV. 30.) Korm. rendelet módosításáról[11]
- 78/2019. (IV. 12.) Korm. rendelet Az életüktől és szabadságuktól politikai okból megfosztottak kárpótlásáról szóló 1992. évi XXXII. törvény végrehajtásáról szóló 111/1992. (VII. 1.) Korm. rendelet módosításáról[12]
- 79/2019. (IV. 12.) Korm. rendelet Az Uniós fejlesztések fejezetbe tartozó fejezeti kezelésű előirányzatok felhasználásának rendjéről szóló 549/2013. (XII. 30.) Korm. rendelet módosításáról[12]
- 80/2019. (IV. 15.) Korm. rendelet Az energetikai tárgyú és egyéb kapcsolódó kormányrendeletek módosításáról[45]
- 81/2019. (IV. 18.) Korm. rendelet A központosított infokommunikációs közszolgáltatásokkal kapcsolatos egyes kormányrendeletek módosításáról[46]
- 82/2019. (IV. 18.) Korm. rendelet Egyes kormányrendeleteknek a társadalmi felzárkózási területet érintő módosításáról[46]
- 83/2019. (IV. 18.) Korm. rendelet Egyes kormányrendeleteknek a Digitális Kormányzati Ügynökség feladataival kapcsolatos módosításáról[46]
- 84/2019. (IV. 18.) Korm. rendelet A Kormány tagjainak feladat- és hatásköréről szóló 94/2018. (V. 22.) Korm. rendelet módosításáról[46]
- 85/2019. (IV. 23.) Korm. rendelet A kiemelt településkép-védelmi környezettel kapcsolatos egyes kormányrendeletek módosításáról[47]
- 86/2019. (IV. 23.) Korm. rendelet A fővárosi és megyei kormányhivatalokról, valamint a járási (fővárosi kerületi) hivatalokról[48]
- 87/2019. (IV. 23.) Korm. rendelet A közszolgálati személyügyi nyilvántartásra és statisztikai adatgyűjtésre, a közszolgálati alkalmazottak és a munkavállalók személyi irataira vonatkozó szabályokról, valamint a kormányzati igazgatási szervek álláshelyeinek nyilvántartásáról[48]
- 88/2019. (IV. 23.) Korm. rendelet A kormányzati igazgatási létszámgazdálkodásról, valamint a kormányzati igazgatási szerveket és azok foglalkoztatottjait érintő egyes személyügyi kérdésekről[48]
- 89/2019. (IV. 23.) Korm. rendelet A kormányzati igazgatási szerveknél foglalkoztatott kormánytisztviselők teljesítményértékeléséről[48]
- 90/2019. (IV. 23.) Korm. rendelet A közszolgálati tisztviselők továbbképzéséről szóló 273/2012. (IX. 28.) Korm. rendelet módosításáról[48]
- 91/2019. (IV. 23.) Korm. rendelet Az egyházi elismerésről és az egyházi jogi személyek jogállásának és működésének sajátos szabályairól szóló 295/2013. (VII. 29.) Korm. rendelet módosításáról[48]
- 92/2019. (IV. 23.) Korm. rendelet A 2014–2020 programozási időszakban az európai területi együttműködés célkitűzés keretében megvalósuló transznacionális és interregionális együttműködési programok végrehajtásáról szóló 396/2015. (XII. 12.) Korm. rendelet módosításáról[48]
- 93/2019. (IV. 23.) Korm. rendelet Az egyes gazdaságfejlesztési célú és munkahelyteremtő beruházásokkal összefüggő közigazgatási hatósági ügyek nemzetgazdasági szempontból kiemelt jelentőségű üggyé nyilvánításáról, valamint egyes nemzetgazdasági szempontból kiemelt jelentőségű üggyé nyilvánításról szóló kormányrendeletek módosításáról szóló 141/2018. (VII. 27.) Korm. rendelet módosításáról[48]
- 94/2019. (IV. 23.) Korm. rendelet A Szeged külterületén megvalósuló élelmiszeripari, illetve kapcsolódó logisztikai beruházással összefüggő közigazgatási hatósági ügyek nemzetgazdasági szempontból kiemelt jelentőségű üggyé nyilvánításával összefüggésben egyes kormányrendeletek módosításáról[48]
- 95/2019. (IV. 25.) Korm. rendelet A Mádl Ferenc Összehasonlító Jogi Intézet létrehozásáról[49]
- 96/2019. (IV. 25.) Korm. rendelet A KAF Központi Adatgyűjtő és Feldolgozó Zártkörűen Működő Részvénytársaság „felszámolás alatt” stratégiailag kiemelt jelentőségű gazdálkodó szervezetté minősítéséről[49]
- 97/2019. (IV. 30.) Korm. rendelet A Magyarország Kormánya és a Szerb Köztársaság Kormánya között a fenntartható vízgazdálkodás terén a határvizeken és a közös érdekű vízgyűjtőkön történő együttműködésről szóló egyezmény kihirdetéséről[50]
- 98/2019. (IV. 30.) Korm. rendelet A rendkívüli öntözési célú vízhasználatról[50]
- 99/2019. (IV. 30.) Korm. rendelet A megújuló energiaforrásból termelt villamos energia kötelező átvételi és prémium típusú támogatásáról szóló 299/2017. (X. 17.) Korm. rendelet módosításáról[50]

#### Május (100–130)
- 100/2019. (V. 2.) Korm. rendelet A Magyarország Kormánya és Mongólia Kormánya közötti pénzügyi együttműködési keretprogram kialakításáról szóló megállapodás módosításáról szóló jegyzékváltással létrejött megállapodás kihirdetéséről[51]
- 101/2019. (V. 2.) Korm. rendelet A lakáscélú állami támogatások elszámolási rendszerének egyszerűsítéséről[51]
- 102/2019. (V. 6.) Korm. rendelet Az emberi erőforrások minisztere feladatkörébe tartozó egyes kormányrendeleteknek a kormányzati igazgatásról szóló törvénnyel összefüggő módosításáról[52]
- 103/2019. (V. 7.) Korm. rendelet A Kormány tagjainak feladat- és hatásköréről szóló 94/2018. (V. 22.) Korm. rendelet módosításáról[53]
- 104/2019. (V. 8.) Korm. rendelet A Magyarország Kormánya és a Zöld-foki Köztársaság Kormánya közötti pénzügyi együttműködési keretprogram kialakításáról szóló megállapodás kihirdetéséről[54]
- 105/2019. (V. 8.) Korm. rendelet A higanyról és az 1102/2008/EK rendelet hatályon kívül helyezéséről szóló, 2017. május 17-i 2017/852/EU európai parlamenti és tanácsi rendelet végrehajtásával kapcsolatos egyes rendelkezésekről[54]
- 106/2019. (V. 8.) Korm. rendelet Nemzetgazdasági szempontból kiemelt jelentőségű üggyé nyilvánításról szóló kormányrendeletek módosításáról[54]
- 107/2019. (V. 8.) Korm. rendelet Az „Ösztöndíjprogram Keresztény Fiataloknak” elnevezésű ösztöndíjprogramról és a felsőoktatásban részt vevő hallgatók juttatásairól és az általuk fizetendő egyes térítésekről szóló 51/2007. (III. 26.) Korm. rendelet módosításáról szóló 120/2017. (VI. 1.) Korm. rendelet módosításáról[54]
- 108/2019. (V. 10.) Korm. rendelet Az Agrárgazdasági Kutató Intézet átalakításával összefüggésben egyes kormányrendeletek módosításáról[55]
- 109/2019. (V. 13.) Korm. rendelet A Magyar Falu Program megvalósulása érdekében a használt lakás vásárlásához, bővítéséhez igényelhető családi otthonteremtési kedvezményről szóló 17/2016. (II. 10.) Korm. rendelet módosításáról, valamint az egyes otthonteremtési tárgyú kormányrendeletek módosításáról szóló 46/2019. (III. 12.) Korm. rendelet eltérő szöveggel történő hatálybalépéséről[56] (beceneve:Falusi CSOK)
- 110/2019. (V. 14.) Korm. rendelet A gyógyszerek társadalombiztosítási támogatásba történő befogadásának, a befogadás és a támogatás mértéke megállapításának, valamint a támogatás megváltoztatásának részletes szabályairól szóló 452/2017. (XII. 27.) Korm. rendelet módosításáról[57]
- 111/2019. (V. 15.) Korm. rendelet A Magyarország Kormánya és a Koszovói Köztársaság Kormánya közötti pénzügyi együttműködési keretprogram kialakításáról szóló megállapodás módosításáról szóló jegyzékváltással létrejött megállapodás kihirdetéséről[58]
- 112/2019. (V. 15.) Korm. rendelet A minimális vagyonvédelmi szolgáltatási rezsióradíj 2019. évi mértékéről[58]
- 113/2019. (V. 15.) Korm. rendelet Egyes egészségügyi tárgyú kormányrendeletek módosításáról[58]
- 114/2019. (V. 15.) Korm. rendelet A hallgatói hitelrendszerről szóló 1/2012. (I. 20.) Korm. rendelet módosításáról[58]
- 115/2019. (V. 16.) Korm. rendelet Az egyéb kötöttpályás közlekedési tevékenység bejelentésével összefüggő bírságról[59]
- 116/2019. (V. 16.) Korm. rendelet A felsőoktatásban részt vevő hallgatók juttatásairól és az általuk fizetendő egyes térítésekről szóló 51/2007. (III. 26.) Korm. rendelet módosításáról[59]
- 117/2019. (V. 16.) Korm. rendelet Az Európai Unió vagy más nemzetközi szervezet felé vállalt kötelezettséggel összefüggő, a 2014–2020 programozási időszakban a Kormány által a nemzeti fejlesztési miniszter hatáskörébe utalt energiahatékonyság növelését célzó beruházások megvalósításáról szóló 435/2015. (XII. 28.) Korm. rendelet módosításáról[59]
- 118/2019. (V. 17.) Korm. rendelet Az egyes otthonteremtési tárgyú kormányrendeletek módosításáról szóló 46/2019. (III. 12.) Korm. rendelet eltérő szöveggel történő hatálybalépéséről[60]
- 119/2019. (V. 17.) Korm. rendelet Egyes kormányrendeleteknek Szűcsi település másik járási hivatal illetékességi területéhez történő átcsatolásával összefüggő módosításáról[60]
- 120/2019. (V. 17.) Korm. rendelet A Magyarország Kormánya és a Zöld-foki Köztársaság Kormánya közötti gazdasági és műszaki együttműködésről szóló megállapodás kihirdetéséről[61]
- 121/2019. (V. 27.) Korm. rendelet Egyes kormányrendeletek területrendezéssel összefüggő módosításáról[62]
- 122/2019. (V. 27.) Korm. rendelet A kulturális értéket műfaja alapján létrehozó filmalkotások körébe nem tartozó filmalkotások meghatározásáról[62]
- 123/2019. (V. 27.) Korm. rendelet Az egyházi és nem állami fenntartású szociális, gyermekjóléti és gyermekvédelmi szolgáltatók, intézmények és hálózatok állami támogatásáról szóló 489/2013. (XII. 18.) Korm. rendelet módosításáról[62]
- 124/2019. (V. 27.) Korm. rendelet A büntetés-végrehajtási intézetek férőhely-bővítési programjához kapcsolódó, az új börtönépítési beruházásokkal összefüggő közigazgatási hatósági ügyek nemzetgazdasági szempontból kiemelt jelentőségű üggyé nyilvánításáról szóló 268/2016. (VIII. 31.) Korm. rendelet módosításáról[62]
- 125/2019. (V. 30.) Korm. rendelet Magyarország Kormánya és a Szerb Köztársaság Kormánya közötti környezetügyi együttműködésről szóló egyezmény kihirdetéséről[63]
- 126/2019. (V. 30.) Korm. rendelet Az idegenrendészeti szerv kijelöléséről és hatásköréről[63]
- 127/2019. (V. 30.) Korm. rendelet A külpolitikáért felelős miniszter feladatkörébe tartozó egyes kormányrendeleteknek a kormányzati igazgatásról szóló törvénnyel összefüggő, valamint a tartós külszolgálathoz kapcsolódó felkészítésről szóló 238/2017. (VIII. 18.) Korm. rendelet módosításáról[63]
- 128/2019. (V. 30.) Korm. rendelet Az országos működési engedély alapján végzett vasúti személyszállítás részletes feltételeiről szóló 271/2009. (XII. 1.) Korm. rendelet, valamint a közlekedési igazgatási feladatokkal összefüggő hatósági feladatokat ellátó szervek kijelöléséről szóló 382/2016. (XII. 2.) Korm. rendelet módosításáról[63]
- 129/2019. (V. 30.) Korm. rendelet A VERITAS Történetkutató Intézet és Levéltárról szóló 9/2019. (II. 5.) Korm. rendelet módosításáról[63]
- 130/2019. (V. 31.) Korm. rendelet A felsőoktatásban részt vevő hallgatók juttatásairól és az általuk fizetendő egyes térítésekről szóló 51/2007. (III. 26.) Korm. rendelet, valamint a felsőoktatási intézmények alaptevékenységének finanszírozásáról szóló 389/2016. (XII. 2.) Korm. rendelet módosításáról[64]

#### Június (131–160)[65]
- 131/2019. (VI. 5.) Korm. rendelet Az állam tulajdonában álló Nemzeti Kataszteri Program Nonprofit Korlátolt Felelősségű Társaság megszüntetéséről és állami feladatellátásának központi költségvetési szerv által történő átvételéről[66]
- 132/2019. (VI. 5.) Korm. rendelet A halottvizsgálatról és a halottakkal kapcsolatos eljárásról szóló 351/2013. (X. 4.) Korm. rendelet módosításáról[66]
- 133/2019. (VI. 5.) Korm. rendelet Az innovációért és technológiáért felelős miniszter felelősségi körébe tartozó egyes kormányrendeleteknek a kormányzati igazgatásról szóló 2018. évi CXXV. törvény hatálybalépésével összefüggő módosításáról[66]
- 134/2019. (VI. 7.) Korm. rendelet A Nemzeti Kommunikációs Hivatalról és a kormányzati kommunikációs beszerzések központosított közbeszerzési rendszeréről szóló 247/2014. (X. 1.) Korm. rendelet módosításáról[67]
- 135/2019. (VI. 11.) Korm. rendelet A szakképzési megállapodásról[68]
- 136/2019. (VI. 11.) Korm. rendelet Beruházások megvalósításával összefüggő kormányrendeletek módosításáról[68]
- 137/2019. (VI. 11.) Korm. rendelet A közfeladatot ellátó szervek iratkezelésének általános követelményeiről szóló 335/2005. (XII. 29.) Korm. rendelet módosításáról[68]
- 138/2019. (VI. 12.) Korm. rendelet A Stipendium Hungaricumról szóló 285/2013. (VII. 26.) Korm. rendelet, valamint a Kormány tagjainak feladat- és hatásköréről szóló 94/2018. (V. 22.) Korm. rendelet módosításáról[69]
- 139/2019. (VI. 14.) Korm. rendelet Az egészségügyi szakdolgozók és védőnők humánerőforrás megtartását, fejlesztését szolgáló bérintézkedésekkel, valamint a Tuberkulózis Esetfinanszírozási Program meghosszabbításával összefüggő egyes kormányrendeletek módosításáról[70]
- 140/2019. (VI. 14.) Korm. rendelet A támogató szolgáltatás és a közösségi ellátások finanszírozásának rendjéről szóló 191/2008. (VII. 30.) Korm. rendeletnek, valamint az egyházi és nem állami fenntartású szociális, gyermekjóléti és gyermekvédelmi szolgáltatók, intézmények és hálózatok állami támogatásáról szóló 489/2013. (XII. 18.) Korm. rendeletnek a 2019. évi minimálbér-kompenzációval összefüggő módosításáról
- 141/2019. (VI. 19.) Korm. rendelet Az Európai Unió vagy más nemzetközi szervezet felé vállalt kötelezettséggel összefüggő, a 2007–2013 programozási időszakban a Kormány által a nemzeti fejlesztési miniszter hatáskörébe utalt beruházások, valamint a 2014–2020 programozási időszakban a szennyvízelvezetési és -tisztítási, a hulladékgazdálkodási és az ivóvízminőség-javító beruházások megvalósításáról szóló 339/2014. (XII. 19.) Korm. rendelet módosításáról[71]
- 142/2019. (VI. 19.) Korm. rendelet Az egészségügyi szolgáltatások Egészségbiztosítási Alapból történő finanszírozásának részletes szabályairól szóló 43/1999. (III. 3.) Korm. rendelet módosításáról[71]
- 143/2019. (VI. 20.) Korm. rendelet Nemzetgazdasági szempontból kiemelt jelentőségű üggyé nyilvánításról szóló kormányrendeletek módosításáról[72]
- 144/2019. (VI. 20.) Korm. rendelet A Szigetszentmiklósi Testgyakorlók Köre „felszámolás alatt” stratégiailag kiemelt jelentőségű gazdálkodó szervezetté minősítéséről[72]
- 145/2019. (VI. 25.) Korm. rendelet A Magyar Gáz Tranzit Zártkörűen Működő Részvénytársaság üzletágának és állami tulajdonú részesedésének FGSZ Földgázszállító Zártkörűen Működő Részvénytársaság általi megszerzése nemzetstratégiai jelentőségűnek minősítéséről[73]
- 146/2019. (VI. 25.) Korm. rendelet A Magyarország Kormánya és a Kambodzsai Királyság Kormánya között a gazdasági együttműködési megállapodás kihirdetéséről
- 147/2019. (VI. 25.) Korm. rendelet A Társadalombiztosítási Azonosító Jel generálás és nyilvántartás feladatának a Magyar Állam-kincstár által történő átvételéhez kapcsolódó egyes kormányrendeletek módosításáról
- 148/2019. (VI. 25.) Korm. rendelet Az állami vagyonnal való gazdálkodásról szóló 254/2007. (X. 4.) Korm. rendelet, valamint a postai szolgáltatások nyújtásának és a hivatalos iratokkal kapcsolatos postai szolgáltatás részletes szabályairól, valamint a postai szolgáltatók általános szerződési feltételeiről és a postai szolgáltatásból kizárt vagy feltételesen szállítható küldeményekről szóló 335/2012. (XII. 4.) Korm. rendelet módosításáról
- 149/2019. (VI. 25.) Korm. rendelet A földművelésügyi hatósági és igazgatási feladatokat ellátó szervek kijelöléséről szóló 383/2016. (XII. 2.) Korm. rendelet módosításáról
- 150/2019. (VI. 25.) Korm. rendelet A Magyar Testgyakorlók Köre Budapest létesítményfejlesztési programjának megvalósításával összefüggő közigazgatási hatósági ügyek nemzetgazdasági szempontból kiemelt jelentőségű üggyé nyilvánításáról és az eljáró hatóságok kijelöléséről
- 154/2019. (VI. 27.) Korm. rendelet A honvédelmi miniszter feladatkörébe tartozó egyes kormányrendeleteknek a kormányzati igazgatásról szóló 2018. évi CXXV. törvény hatálybalépésével összefüggő módosításáról
- 155/2019. (VI. 27.) Korm. rendelet A szálláshely-szolgáltatási tevékenységgel kapcsolatos egyes kormányrendeletek módosításáról
- 156/2019. (VI. 28.) Korm. rendelet A veszélyes áruk szállításáról szóló egyes kormányrendeletek módosításáról
- 157/2019. (VI. 28.) Korm. rendelet A Kormány tagjainak feladat- és hatásköréről szóló 94/2018. (V. 22.) Korm. rendelet módo-sításáról
- 158/2019. (VI. 28.) Korm. rendelet A Nemzeti Földügyi Központ feladatairól
- 159/2019. (VI. 28.) Korm. rendelet A Nemzeti Földalapba tartozó földrészletek hasznosításával, valamint a Nemzeti Földügyi Központ létrehozásával összefüggő egyes kormányrendeletek módosításáról
- 160/2019. (VI. 28.) Korm. rendelet Az egyes gazdaságfejlesztési célú és munkahelyteremtő beruházásokkal összefüggő közigazgatási hatósági ügyek nemzetgazdasági szempontból kiemelt jelentőségű üggyé nyilvánításáról, valamint egyes nemzetgazdasági szempontból kiemelt jelentőségű üggyé nyilvánításról szóló kormányrendeletek módosításáról szóló 141/2018. (VII. 27.) Korm. rendelet módosításáról

#### Július (161–194)[74]
- 161/2019. (VII. 4.) Korm. rendelet A közlekedési létfontosságú rendszerek és létesítmények azonosításáról, kijelöléséről és védelméről
- 162/2019. (VII. 5.) Korm. rendelet A közszférabeli szervezetek honlapjainak és mobilalkalmazásainak akadálymentesítéséről szóló 2018. évi LXXV. törvényben foglalt kötelezettségek teljesítése ellenőrzésének részletes szabályairól
- 163/2019. (VII. 5.) Korm. rendelet Az egyes központosított egészségügyi szolgáltatók által nyújtott szolgáltatások igénybevételéről, valamint a külön meghatározott személyek tekintetében fennálló egészségügyi ellátás rendjéről szóló 175/2007. (VI. 30.) Korm. rendelet módosításáról
- 164/2019. (VII. 8.) Korm. rendelet A budapesti Istvánmező rehabilitációs programjával, kiemelten a Budapesti Olimpiai Központ integrált rekonstrukciójával összefüggő közigazgatási hatósági ügyek kiemelt jelentőségű üggyé nyilvánításáról és az eljáró hatóságok kijelöléséről szóló 364/2011. (XII. 30.) Korm. rendelet módosításáról
- 165/2019. (VII. 8.) Korm. rendelet A haditechnikai tevékenység engedélyezésének és a vállalkozások tanúsításának részletes szabályairól szóló 156/2017. (VI. 16.) Korm. rendelet módosításáról
- 166/2019. (VII. 8.) Korm. rendelet Az egyes gazdaságfejlesztési célú és munkahelyteremtő beruházásokkal összefüggő közigazgatási hatósági ügyek nemzetgazdasági szempontból kiemelt jelentőségű üggyé nyilvánításáról, valamint egyes nemzetgazdasági szempontból kiemelt jelentőségű üggyé nyilvánításról szóló kormányrendeletek módosításáról szóló 1
- 167/2019. (VII. 9.) Korm. rendelet A légiközlekedésről szóló 1995. évi XCVII. törvény végrehajtásáról szóló 141/1995. (XI. 30.) Korm. rendelet módosításáról
- 168/2019. (VII. 9.) Korm. rendelet A társadalombiztosítás ellátásaira és a magánnyugdíjra jogosultakról, valamint e szolgáltatások fedezetéről szóló 1997. évi LXXX. törvény végrehajtásáról szóló 195/1997. (XI. 5.) Korm. rendelet módosításáról
- 169/2019. (VII. 9.) Korm. rendelet A turisztikai térségek és a kiemelt turisztikai térségek meghatározásáról szóló 429/2016. (XII. 15.) Korm. rendelet, valamint a turisztikai térségek fejlesztésének állami feladatairól szóló 2016. évi CLVII. törvény végrehajtásáról szóló 237/2018. (XII. 10.) Korm. rendelet módosítás
- 170/2019. (VII. 12.) Korm. rendelet A fogyasztóvédelmi jogszabályok végrehajtásáért felelős nemzeti hatóságok közötti együtt-működéssel összefüggésben egyes kormányrendeletek módosításáról és hatályon kívül helyezéséről
- 171/2019. (VII. 12.) Korm. rendelet A pénzbeli és természetbeni szociális ellátások igénylésének és megállapításának, valamint folyósításának részletes szabályairól szóló 63/2006. (III. 27.) Korm. rendelet módosításáról
- 172/2019. (VII. 12.) Korm. rendelet Az állami projektértékelői jogviszonyról, valamint egyes kapcsolódó törvények módosításáról szóló 2016. évi XXXIII. törvény végrehajtásáról szóló 110/2016. (V. 25.) Korm. rendelet módosításáról
- 173/2019. (VII. 16.) Korm. rendelet A nem közúti mozgó gépek belső égésű motorjaival kapcsolatos típusjóváhagyási eljárás egyes kiegészítő szabályairól és az ezen motorokkal kapcsolatos piacfelügyeleti eljárás szabályairól
- 174/2019. (VII. 16.) Korm. rendelet Egyes kormányrendeleteknek a nem közúti mozgó gépek belső égésű motorjainak a gáz- és szilárd halmazállapotú szennyezőanyag-kibocsátási határértékeire és típusjóváhagyására vonatkozó követelményekről, az 1024/2012/EU és a 167/2013/EU rendelet módosításáról, valamint a 97/68/EK irányelv módosításáról és hatályon kívül helyezéséről szóló, 2016. szeptember 14-i (EU) 2016/1628 európai parlamenti és tanácsi rendelet végrehajtásával összefüggésben történő módosításáról
- 175/2019. (VII. 16.) Korm. rendelet A budapesti fejlesztések előkészítésével, megvalósításával és a kiemelt nemzetközi sportesemények rendezési jogának megszerzésével kapcsolatos egyes feladatok ellátásáról
- 176/2019. (VII. 18.) Korm. rendelet Az egyes ügyintézési folyamatok egyszerűsítéséről szóló törvény végrehajtásához kapcsolódó kormányrendeletek módosításáról
- 177/2019. (VII. 18.) Korm. rendelet A rendőrség ellenérték fejében végezhető szolgáltató tevékenységéről szóló 16/1999. (II. 5.) Korm. rendelet módosításáról
- 178/2019. (VII. 18.) Korm. rendelet A mérésügyről szóló törvény végrehajtásáról szóló 127/1991. (X. 9.) Korm. rendelet, valamint a Budapest Főváros Kormányhivatalának egyes ipari és kereskedelmi ügyekben eljáró hatóságként történő kijelöléséről, valamint a területi mérésügyi és műszaki biztonsági hatóságokról szóló 365/2016. (XI. 29.) Korm. rendelet módosításáról
- 179/2019. (VII. 18.) Korm. rendelet A gyámhatóságokról, valamint a gyermekvédelmi és gyámügyi eljárásról szóló 149/1997. (IX. 10.) Korm. rendelet módosításáról
- 180/2019. (VII. 26.) Korm. rendelet A Társadalmi Esélyteremtési Főigazgatóságról, valamint egyes kormányrendeleteknek a Szociális és Gyermekvédelmi Főigazgatóság egyes feladatainak átadásával kapcsolatos módosításáról
- 181/2019. (VII. 26.) Korm. rendelet A belügyi tárgyú kormányrendeletek adatvédelmi szempontú módosításáról
- 182/2019. (VII. 26.) Korm. rendelet A kormányzati informatikai beszerzésekkel kapcsolatos egyes kormányrendeletek módosításáról
- 183/2019. (VII. 26.) Korm. rendelet A közúti közlekedés szabályairól szóló 1/1975. (II. 5.) KPM–BM együttes rendelet módosításáról
- 184/2019. (VII. 26.) Korm. rendelet Az egyes veszélyes anyagok elektromos és elektronikus berendezésekben való alkalmazásának korlátozásáról szóló 374/2012. (XII. 18.) Korm. rendelet módosításáról
- 185/2019. (VII. 26.) Korm. rendelet Az Uniós fejlesztések fejezetbe tartozó fejezeti kezelésű előirányzatok felhasználásának rendjéről szóló 549/2013. (XII. 30.) Korm. rendelet módosításáról
- 186/2019. (VII. 26.) Korm. rendelet A bioüzemanyagok és folyékony bio-energiahordozók fenntarthatósági követelményeiről és igazolásáról szóló 279/2017. (IX. 22.) Korm. rendelet módosításáról
- 187/2019. (VII. 30.) Korm. rendelet Egyes továbbadott támogatások kihelyezésének részletes szabályairól
- 188/2019. (VII. 30.) Korm. rendelet Az állattenyésztésről
- 189/2019. (VII. 30.) Korm. rendelet A földművelésügyi hatósági és igazgatási feladatokat ellátó szervek kijelöléséről szóló 383/2016. (XII. 2.) Korm. rendelet módosításáról
- 190/2019. (VII. 30.) Korm. rendelet Egyes kormányrendeleteknek az egészségügyi szakfelügyelettel összefüggő módosításáról
- 191/2019. (VII. 30.) Korm. rendelet A felsőoktatás szabályozására vonatkozó és egyes kapcsolódó kormányrendeletek módosításáról
- 192/2019. (VII. 30.) Korm. rendelet Az Emberi Erőforrás Fejlesztési Operatív Program keretében megvalósuló egyes beruházásokkal összefüggő közigazgatási hatósági ügyek nemzetgazdasági szempontból kiemelt jelentőségű üggyé nyilvánításáról szóló 25/2018. (II. 26.) Korm. rendelet módosításáról
- 193/2019. (VII. 30.) Korm. rendelet A honvédelemért felelős miniszter tulajdonosi joggyakorlói körébe tartozó gazdasági társaságnak a honvédelmi, rendvédelmi, nemzetbiztonsági, valamint egyéb állami fegyveres szervek irányában fennálló egyes ellátási kötelezettségeiről
- 194/2019. (VII. 30.) Korm. rendelet A kötelező egészségbiztosítás ellátásairól szóló 1997. évi LXXXIII. törvény végrehajtásáról szóló 217/1997. (XII. 1.) Korm. rendelet módosításáról

#### Augusztus (195–?)[75]
- 195/2019. (VIII. 1.) Korm. rendelet A kiadványok kötelespéldányainak szolgáltatásáról, megőrzéséről és használatáról
- 196/2019. (VIII. 1.) Korm. rendelet Egyes köznevelési tárgyú kormányrendeletek módosításáról
- 197/2019. (VIII. 1.) Korm. rendelet A felsőoktatási felvételi eljárásról szóló 423/2012. (XII. 29.) Korm. rendelet módosításáról
- 198/2019. (VIII. 1.) Korm. rendelet Egyes kormányrendeleteknek az általános közigazgatási rendtartásról szóló 2016. évi CL. törvény 8. § (3) bekezdésének hatálybalépésével összefüggő, valamint iparszabályozási szempontból történő módosításáról
- 199/2019. (VIII. 1.) Korm. rendelet Az egyes közlekedésfejlesztési projektekkel összefüggő közigazgatási hatósági ügyek nemzetgazdasági szempontból kiemelt jelentőségű üggyé nyilvánításáról és az eljáró hatóságok kijelöléséről szóló 345/2012. (XII. 6.) Korm. rendelet módosításáról
- 200/2019. (VIII. 1.) Korm. rendelet A nemzeti adatvagyon körébe tartozó állami nyilvántartások adatfeldolgozásának biztosításáról szóló 38/2011. (III. 22.) Korm. rendelet módosításáról
- 201/2019. (VIII. 15.) Korm. rendelet a HIPA Nemzeti Befektetési Ügynökség Nonprofit Zártkörűen Működő Részvénytársaság feladatainak meghatározásáról
- 202/2019. (VIII. 23.) Korm. rendelet a nyugellátásokban és egyes más ellátásokban részesülő személyek részére juttatandó rezsiutalványról
- 203/2019. (VIII. 23.) Korm. rendelet A közfoglalkoztatáshoz nyújtható támogatásokról szóló 375/2010. (XII. 31.) Korm. rendelet, valamint a közfoglalkoztatási bér és a közfoglalkoztatási garantált bér megállapításáról szóló 170/2011. (VIII. 24.) Korm. rendelet módosításáról
- 204/2019. (VIII. 23.) Korm. rendelet Egyes kormányrendeleteknek az Eötvös Loránd Kutatási Hálózat (későbbi nevén Magyar Kutatási Hálózat) létrehozásával kapcsolatos módosításáról
- 205/2019. (VIII. 23.) Korm. rendelet A Széchenyi Programiroda Tanácsadó és Szolgáltató Nonprofit Korlátolt Felelősségű Társaságról szóló 197/2018. (X. 24.) Korm. rendelet módosításáról
- 206/2019. (VIII. 23.) Korm. rendelet Egyes sport és kulturális tárgyú kormányrendeletek módosításáról
- 207/2019. (VIII. 23.) Korm. rendelet A Puskás Aréna működtetésével és üzemeltetésével kapcsolatos egyes feladatokról
- 209/2019. (VIII. 27.) Korm. rendelet Az oktatás ágazati irányításának módosításával kapcsolatban egyes kormányrendeletek módosításáról
- 210/2019. (VIII. 27.) Korm. rendelet A Nemzeti Eszközkezelő Programban részt vevő természetes személyek otthonteremtésének biztosításával kapcsolatos egyes kormányrendeletek módosításáról
- 211/2019. (VIII. 27.) Korm. rendelet A honvédelemről és a Magyar Honvédségről, valamint a különleges jogrendben bevezethető intézkedésekről szóló 2011. évi CXIII. törvény egyes rendelkezéseinek végrehajtásáról szóló 290/2011. (XII. 22.) Korm. rendelet módosításáról
- 212/2019. (VIII. 27.) Korm. rendelet A 2022. évi férfi kézilabda Európa-bajnokság Budapesten való megrendezéséhez szükséges létesítményfejlesztés kiemelt budapesti fejlesztéssé, valamint a beruházással összefüggő közigazgatási hatósági ügyek nemzetgazdasági szempontból kiemelt jelentőségű üggyé nyilvánításáról, továbbá a beruházással kapcsolatos sajátos szabályok megállapításáról szóló 64/2019. (III. 27.) Korm. rendelet módosításáról
- 213/2019. (VIII. 27.) Korm. rendelet A nyomástartó berendezések, rendszerek és létesítmények műszaki-biztonsági hatósági felügyeletéről
- 214/2019. (VIII. 30.) Korm. rendelet A Kormányzati Ellenőrzési Hivatalról szóló 355/2011. (XII. 30.) Korm. rendelet módosításáról

#### Szeptember (215–230)[76]
- 215/2019. (IX. 5.) Korm. rendelet A Magyarország Kormánya és Montenegró Kormánya közötti infrastrukturális projektek területén kötött együttműködési megállapodás kihirdetéséről
- 216/2019. (IX. 5.) Korm. rendelet A veszélyes folyadékok vagy olvadékok tárolótartályainak, tároló-létesítményeinek műszaki-biztonsági hatósági felügyeletéről
- 217/2019. (IX. 5.) Korm. rendelet A tömeges bevándorlás okozta válsághelyzet Magyarország egész területére történő elrendeléséről, valamint a válsághelyzet elrendelésével, fennállásával és megszüntetésével összefüggő szabályokról szóló 41/2016. (III. 9.) Korm. rendelet módosításáról
- 218/2019. (IX. 5.) Korm. rendelet A Magyar Művészeti Akadémia tagjainak életjáradékáról, valamint életjáradékban részesített tagjának elhalálozása esetén megállapítható hozzátartozói ellátásokról szóló 208/2013. (VI. 17.) Korm. rendelet módosításáról
- 219/2019. (IX. 10.) Korm. rendelet A mozgásában korlátozott személy parkolási igazolványáról szóló 218/2003. (XII. 11.) Korm. rendelet módosításáról
- 220/2019. (IX. 12.) Korm. rendelet A Nemzeti Földügyi Központ létrehozásával összefüggésben egyes kormányrendeletek módosításáról
- 221/2019. (IX. 17.) Korm. rendelet A Bethlen Gábor Alapról szóló 2010. évi CLXXXII. törvény végrehajtásáról szóló 367/2010. (XII. 30.) Korm. rendelet és a határon túli költségvetési támogatások sajátos szabályairól szóló 98/2012. (V. 15.) Korm. rendelet módosításáról
- 222/2019. (IX. 25.) Korm. rendelet Az államtudományi képzési területen szerezhető képesítések jegyzékéről és a képzések képzési és kimeneti követelményeiről
- 223/2019. (IX. 25.) Korm. rendelet A Nemzeti Közszolgálati Egyetemről, valamint a közigazgatási, rendészeti és katonai felső-oktatásról szóló 2011. évi CXXXII. törvény egyes rendelkezéseinek végrehajtásáról szóló 363/2011. (XII. 30.) Korm. rendelet, továbbá a felsőoktatásban szerezhető képesítések jegyzékéről és új képesítések jegyzékbe történő felvételéről szóló 139/2015. (VI. 9.) Korm. rendelet módosításáról
- 224/2019. (IX. 25.) Korm. rendelet A Dunakeszin alap- és középfokú oktatási intézmények és kulturális központ létrejöttét célzó beruházással összefüggő közigazgatási hatósági ügyek nemzetgazdasági szempontból kiemelt jelentőségű üggyé nyilvánításáról
- 225/2019. (IX. 25.) Korm. rendelet A Debrecen megyei jogú város külterületén, az Észak-Nyugati Gazdasági Övezetben ipari telephely kialakításával és a területen megvalósuló munkahelyteremtő beruházásokkal összefüggő közigazgatási hatósági ügyek nemzetgazdasági szempontból kiemelt jelentőségű üggyé nyilvánításáról szóló 58/2018. (III. 26.) Korm. rendelet módosításáról
- 226/2019. (IX. 25.) Korm. rendelet a munkaerőpiaci mobilitást elősegítő munkásszállás építéséhez nyújtható támogatásról szóló 23/2017. (II. 3.) Korm. rendelet módosításáról
- 227/2019. (IX. 26.) Korm. rendelet A beruházás ösztönzési célelőirányzat felhasználásáról szóló 210/2014. (VIII. 27.) Korm. rendelet módosításáról
- 228/2019. (IX. 26.) Korm. rendelet Az elektronikus ügyintézéssel összefüggő adatok biztonságát szolgáló Kormányzati Adattrezorról szóló 466/2017. (XII. 28.) Korm. rendelet módosításáról
- 229/2019. (IX. 30.) Korm. rendelet Az Országos Képzési Jegyzékről és az Országos Képzési Jegyzék módosításának eljárás-rendjéről szóló 150/2012. (VII. 6.) Korm. rendelet módosításáról
- 230/2019. (IX. 30.) Korm. rendelet A Kormány tagjainak feladat- és hatásköréről szóló 94/2018. (V. 22.) Korm. rendelet módosításáról

#### Október (231–259)[77]
- 231/2019. (X. 4.) Korm. rendelet A lelkiismereti és vallásszabadság jogáról, valamint az egyházak, vallásfelekezetek és vallási közösségek jogállásáról szóló 2011. évi CCVI. törvény végrehajtásáról
- 232/2019. (X. 4.) Korm. rendelet Egyes kormányrendeleteknek a lelkiismereti és vallásszabadság jogáról, valamint az egyházak, vallásfelekezetek és vallási közösségek jogállásáról szóló 2011. évi CCVI. törvény módosításával összefüggő módosításáról
- 233/2019. (X. 4.) Korm. rendelet A nyergesújfalui ipari park bővítésével összefüggő közigazgatási hatósági ügyek nemzetgazdasági szempontból kiemelt jelentőségű üggyé nyilvánításáról szóló 65/2018. (IV. 4.) Korm. rendelet módosításáról
- 234/2019. (X. 15.) Korm. rendelet A nemzetpolitikai tevékenységgel kapcsolatos közigazgatási ösztöndíjakról
- 235/2019. (X. 15.) Korm. rendelet A turisztikai térségek fejlesztésének állami feladatairól szóló törvény végrehajtásáról
- 236/2019. (X. 15.) Korm. rendelet Az üvegházhatású gázok közösségi kereskedelmi rendszerében és az erőfeszítés-megosztási határozat végrehajtásában való részvételről szóló 2012. évi CCXVII. törvény végrehajtásának egyes szabályairól szóló 410/2012. (XII. 28.) Korm. rendelet, továbbá az üvegházhatású gázok kibocsátásával, valamint az éghajlatváltozással kapcsolatos nemzeti jelentés tartalmáról és elkészítésének módjáról, az adatszolgáltatás rendjéről, illetve az adatszolgáltatási kötelezettség megszegése esetén fizetendő bírságról szóló 278/2014. (XI. 14.) Korm. rendelet módosításáról
- 237/2019. (X. 16.) Korm. rendelet A 2019. évi nyugdíjprémiumról és egyes más ellátások után járó egyszeri juttatásról
- 238/2019. (X. 16.) Korm. rendelet A nyugellátások és egyes más ellátások 2019. novemberi kiegészítéséről
- 239/2019. (X. 16.) Korm. rendelet A szakképzésért és felnőttképzésért felelős miniszter által alapított és fenntartott szakképzési centrumok tagintézményeiben történő világításkorszerűsítési feladatok elvégzésére vonatkozó kijelölésről
- 240/2019. (X. 16.) Korm. rendelet A fővárosi és megyei kormányhivatalokról, valamint a járási (fővárosi kerületi) hivatalokról szóló 86/2019. (IV. 23.) Korm. rendelet módosításáról
- 241/2019. (X. 16.) Korm. rendelet A Magyar Honvédség által védendő létesítmények kijelöléséről, valamint a magyar állam folytonosságát és függetlenségét megtestesítő ereklyék köréről és az őrzésükre vonatkozó szabályokról szóló 78/2011. (V. 12.) Korm. rendelet módosításáról
- 242/2019. (X. 16.) Korm. rendelet Az állami tulajdonban levő ÉMI Nonprofit Kft. állami építési beruházásokkal kapcsolatos egyes műszaki szolgáltatási feladatok elvégzésére vonatkozó kijelöléséről szóló 51/2016. (III. 17.) Korm. rendelet módosításáról
- 243/2019. (X. 22.) Korm. rendelet Az elektromobilitás szolgáltatás egyes kérdéseiről
- 244/2019. (X. 22.) Korm. rendelet Az egyszerű bejelentés intézményének felülvizsgálatával összefüggésben egyes kormányrendeletek módosításáról
- 245/2019. (X. 22.) Korm. rendelet Az e-Mobi Elektromobilitás Nonprofit Korlátolt Felelősségű Társaság 100%-os üzletrészének az NKM Mobilitás Kft. általi megvásárlása nemzetstratégiai jelentőségűnek minősítéséről
- 246/2019. (X. 24.) Korm. rendelet A vasúti vizsgaközpont kijelöléséről
- 247/2019. (X. 24.) Korm. rendelet A hajózási vizsgaközpont kijelöléséről
- 248/2019. (X. 24.) Korm. rendelet A Közlekedési Alkalmassági és Vizsgaközpont Nonprofit Korlátolt Felelősségű Társaság működésével összefüggő egyes közlekedési tárgyú kormányrendeletek módosításáról
- 249/2019. (X. 24.) Korm. rendelet A Kormány tagjainak feladat- és hatásköréről szóló 94/2018. (V. 22.) Korm. rendelet módosításáról
- 250/2019. (X. 24.) Korm. rendelet A rendvédelmi feladatokat ellátó szervek hivatásos állományának szolgálati jogviszonyáról szóló 2015. évi XLII. törvény végrehajtásáról szóló 154/2015. (VI. 19.) Korm. rendelet módosításáról
- 251/2019. (X. 24.) Korm. rendelet A kötelező egészségbiztosítás ellátásairól szóló 1997. évi LXXXIII. törvény végrehajtásáról szóló 217/1997. (XII. 1.) Korm. rendelet módosításáról
- 252/2019. (X. 24.) Korm. rendelet A 2014–2020 közötti programozási időszakban a Belső Biztonsági Alapból és a Menekültügyi, Migrációs és Integrációs Alapból származó támogatások felhasználásáról szóló 135/2015. (VI. 2.) Korm. rendelet módosításáról
- 253/2019. (X. 24.) Korm. rendelet Az egyes gazdaságfejlesztési célú és munkahelyteremtő beruházásokkal összefüggő közigazgatási hatósági ügyek nemzetgazdasági szempontból kiemelt jelentőségű üggyé nyilvánításáról, valamint egyes nemzetgazdasági szempontból kiemelt jelentőségű üggyé nyilvánításról szóló kormányrendeletek módosításáról szóló 141/2018. (VII. 27.) Korm. rendelet módosításáról
- 254/2019. (X. 28.) Korm. rendelet Az egyes gazdaságfejlesztési célú és munkahelyteremtő beruházásokkal összefüggő közigazgatási hatósági ügyek nemzetgazdasági szempontból kiemelt jelentőségű üggyé nyilvánításáról, valamint egyes nemzetgazdasági szempontból kiemelt jelentőségű üggyé nyilvánításról szóló kormányrendeletek módosításáról szóló 141/2018. (VII. 27.) Korm. rendelet módosításáról
- 255/2019. (X. 28.) Korm. rendelet Az AQUARIUS-AQUA Kereskedelmi, Ipari és Szolgáltató Korlátolt Felelősségű Társaság „csődeljárás alatt” stratégiailag kiemelt jelentőségű gazdálkodó szervezetté minősítéséről
- 256/2019. (X. 28.) Korm. rendelet A Szarvasi Vas-Fémipari Zrt. „felszámolás alatt” stratégiailag kiemelt jelentőségű gazdálkodó szervezetté minősítéséről
- 257/2019. (X. 30.) Korm. rendelet A kormányzati informatikai beszerzésekkel kapcsolatos egyes kormányrendeletek módosításáról
- 258/2019. (X. 31.) Korm. rendelet A tankönyvellátással kapcsolatos feladatok átadásáról
- 259/2019. (X. 31.) Korm. rendelet Az Oktatási Hivatalról szóló 121/2013. (IV. 26.) Korm. rendelet, valamint a nemzeti köznevelés tankönyvellátásáról szóló 2013. évi CCXXXII. törvény egyes rendelkezéseinek végrehajtásáról, valamint a tankönyvellátásban közreműködők kijelöléséről szóló 501/2013. (XII. 29.) Korm. rendelet módosításáról

#### November (260–285)[78]
- 260/2019. (XI. 7.) Korm. rendelet Az adóigazgatási eljárás részletszabályairól szóló 465/2017. (XII. 28.) Korm. rendelet módosításáról
- 261/2019. (XI. 14.) Korm. rendelet A felsőoktatási felvételi eljárással összefüggésben egyes kormányrendeletek módosításáról
- 262/2019. (XI. 14.) Korm. rendelet A központosított informatikai és elektronikus hírközlési szolgáltatásokról szóló 309/2011. (XII. 23.) Korm. rendelet módosításáról
- 263/2019. (XI. 14.) Korm. rendelet A Modern Városok Program megvalósításáról szóló 250/2016. (VIII. 24.) Korm. rendelet módosításáról
- 264/2019. (XI. 14.) Korm. rendelet A biztosítók és a viszontbiztosítók csoportfelügyeletével kapcsolatos részletes szabályokról szóló 436/2016. (XII. 16.) Korm. rendelet módosításáról
- 265/2019. (XI. 14.) Korm. rendelet Az Erzsébet Táborok infrastrukturális fejlesztésére irányuló beruházással összefüggő közigazgatási hatósági ügyek nemzetgazdasági szempontból kiemelt jelentőségű üggyé nyilvánításáról szóló 266/2017. (IX. 11.) Korm. rendelet módosításáról
- 266/2019. (XI. 14.) Korm. rendelet Az egyes gazdaságfejlesztési célú és munkahelyteremtő beruházásokkal összefüggő közigazgatási hatósági ügyek nemzetgazdasági szempontból kiemelt jelentőségű üggyé nyilvánításáról, valamint egyes nemzetgazdasági szempontból kiemelt jelentőségű üggyé nyilvánításról szóló kormányrendeletek módosításáról szóló 141/2018. (VII. 27.) Korm. rendelet módosításáról
- 267/2019. (XI. 19.) Korm. rendelet A belügyminiszter feladat- és hatáskörét érintő egyes kormányrendeletek módosításáról
- 268/2019. (XI. 19.) Korm. rendelet A katasztrófavédelemről és a hozzá kapcsolódó egyes törvények módosításáról szóló 2011. évi CXXVIII. törvény végrehajtásáról szóló 234/2011. (XI. 10.) Korm. rendelet módosításáról
- 269/2019. (XI. 19.) Korm. rendelet Az országos településrendezési és építési követelményekről szóló 253/1997. (XII. 20.) Korm. rendelet és a településfejlesztési koncepcióról, az integrált településfejlesztési stratégiáról és a településrendezési eszközökről, valamint egyes településrendezési sajátos jogintézményekről szóló 314/2012. (XI. 8.) Korm. rendelet módosításáról
- 270/2019. (XI. 19.) Korm. rendelet A kiemelt nemzeti emlékhely használatának rendjéről szóló 119/2014. (IV. 8.) Korm. rendelet módosításáról
- 271/2019. (XI. 19.) Korm. rendelet A kiemelt nemzeti emlékhely használatának rendjéről szóló 119/2014. (IV. 8.) Korm. rendelet módosításáról
- 272/2019. (XI. 20.) Korm. rendelet A közalkalmazottak jogállásáról szóló 1992. évi XXXIII. törvénynek a szociális, valamint a gyermekjóléti és gyermekvédelmi ágazatban történő végrehajtásáról szóló 257/2000. (XII. 26.) Korm. rendelet, valamint a Nemzeti Tehetség Program finanszírozásáról szóló 104/2015. (IV. 23.) Korm. rendelet módosításáról
- 273/2019. (XI. 20.) Korm. rendelet Az Országos Statisztikai Adatfelvételi Program kötelező adatszolgáltatásairól szóló 388/2017. (XII. 13.) Korm. rendelet, valamint az azzal összefüggő egyes kormányrendeletek módosításáról
- 274/2019. (XI. 21.) Korm. rendelet Az egyes hajózási hatósági eljárások részletes szabályairól szóló 515/2017. (XII. 29.) Korm. rendelet módosításáról
- 275/2019. (XI. 21.) Korm. rendelet Az óvodába járással és tankötelezettséggel kapcsolatos egyes köznevelési tárgyú kormányrendeletek módosításáról
- 276/2019. (XI. 21.) Korm. rendelet Az új lakások építéséhez, vásárlásához kapcsolódó lakáscélú támogatásról szóló 16/2016. (II. 10.) Korm. rendelet, valamint a használt lakás vásárlásához, bővítéséhez igényelhető családi otthonteremtési kedvezményről szóló 17/2016. (II. 10.) Korm. rendelet módosításáról
- 277/2019. (XI. 21.) Korm. rendelet Egyes szociális, gyermekjóléti és gyermekvédelmi tárgyú kormányrendeletek módosításáról
- 278/2019. (XI. 21.) Korm. rendelet Egyes köznevelési tárgyú kormányrendeletek módosításáról
- 279/2019. (XI. 21.) Korm. rendelet A tartós külszolgálathoz kapcsolódó felkészítésről szóló 238/2017. (VIII. 18.) Korm. rendelet módosításáról
- 280/2019. (XI. 21.) Korm. rendelet A nem közművel összegyűjtött háztartási szennyvíz begyűjtésére vonatkozó nem rendszeres közszolgáltatásról szóló 378/2015. (XII. 8.) Korm. rendelet módosításáról
- 281/2019. (XI. 25.) Korm. rendelet A Stipendium Hungaricum ösztöndíjak biztosításáról szóló, módosított Megállapodás kihirdetéséről és a Stipendium Hungaricum ösztöndíjak biztosításáról szóló Megállapodás kihirdetéséről szóló 281/2017. (IX. 22.) Korm. rendelet módosításáról
- 282/2019. (XI. 27.) Korm. rendelet Egyes kormányrendeleteknek a Magyarország 2020. évi központi költségvetésének megalapozásával összefüggő módosításáról
- 283/2019. (XI. 28.) Korm. rendelet A Nemzeti Eszközkezelő Programban részt vevő természetes személyek otthonteremtésének biztosításával kapcsolatos egyes szabályokról szóló 274/2018. (XII. 21.) Korm. rendelet módosításáról
- 284/2019. (XI. 28.) Korm. rendelet Az egészségügyi szolgáltatások Egészségbiztosítási Alapból történő finanszírozásának részletes szabályairól szóló 43/1999. (III. 3.) Korm. rendelet módosításáról
- 285/2019. (XI. 29.) Korm. rendelet Az országos működési engedély alapján végzett vasúti személyszállítás részletes feltételeiről szóló 271/2009. (XII. 1.) Korm. rendelet módosításáról

#### December (286–371)[79]
- 286/2019. (XII. 4.) Korm. rendelet Vízgazdálkodási tárgyú kormányrendeletek módosításáról
- 287/2019. (XII. 4.) Korm. rendelet A közúti közlekedési igazgatási feladatokról, a közúti közlekedési okmányok kiadásáról és visszavonásáról szóló 326/2011. (XII. 28.) Korm. rendelet módosításáról
- 288/2019. (XII. 4.) Korm. rendelet A Nemzeti Köznevelési Infrastruktúra Fejlesztési Program II. ütemében megvalósuló iskolafejlesztésekkel összefüggő közigazgatási hatósági ügyek nemzetgazdasági szempontból kiemelt jelentőségű üggyé nyilvánításáról szóló 3/2018. (II. 1.) Korm. rendelet módosításáról
- 289/2019. (XII. 5.) Korm. rendelet A nukleáris létesítmény és a radioaktívhulladék-tároló biztonsági övezetéről szóló 246/2011. (XI. 24.) Korm. rendelet módosításáról
- 290/2019. (XII. 5.) Korm. rendelet Az építésügyi és az építésüggyel összefüggő szakmagyakorlási tevékenységekről szóló 266/2013. (VII. 11.) Korm. rendelet módosításáról
- 291/2019. (XII. 5.) Korm. rendelet A Robert Bosch Korlátolt Felelősségű Társaság Budapest területén megvalósuló beruházásával összefüggő közigazgatási hatósági ügyek nemzetgazdasági szempontból kiemelt jelentőségű üggyé nyilvánításáról szóló 212/2016. (VII. 21.) Korm. rendelet módosításáról
- 292/2019. (XII. 10.) Korm. rendelet A Magyarország Kormánya és a Tádzsik Köztársaság Kormánya közötti gazdasági együttműködési megállapodás kihirdetéséről
- 293/2019. (XII. 10.) Korm. rendelet A sportbeli dopping elleni nemzetközi egyezmény I. melléklete módosításának kihirdetéséről
- 294/2019. (XII. 10.) Korm. rendelet A nemzetközi sportszövetség alapításához szükséges miniszteri támogató nyilatkozat kiadására irányuló eljárás részletes szabályairól
- 295/2019. (XII. 10.) Korm. rendelet Egyes építésügyi tárgyú kormányrendeletek módosításáról
- 296/2019. (XII. 10.) Korm. rendelet Az ásványi nyersanyagok és a geotermikus energia fajlagos értékének, valamint az értékszámítás módjának meghatározásáról szóló 54/2008. (III. 20.) Korm. rendelet módosításáról
- 297/2019. (XII. 10.) Korm. rendelet Az egyházi és nem állami fenntartású szociális, gyermekjóléti és gyermekvédelmi szolgáltatók, intézmények és hálózatok állami támogatásáról szóló 489/2013. (XII. 18.) Korm. rendelet módosításáról
- 298/2019. (XII. 10.) Korm. rendelet A felszámolási eljárásban az adós vagyontárgyainak elektronikus értékesítéséről szóló 17/2014. (II. 3.) Korm. rendelet módosításáról
- 299/2019. (XII. 10.) Korm. rendelet Az egyes gazdaságfejlesztési célú és munkahelyteremtő beruházásokkal összefüggő közigazgatási hatósági ügyek nemzetgazdasági szempontból kiemelt jelentőségű üggyé nyilvánításáról, valamint egyes nemzetgazdasági szempontból kiemelt jelentőségű üggyé nyilvánításról szóló kormányrendeletek módosításáról szóló 141/2018. (VII. 27.) Korm. rendelet módosításáról
- 300/2019. (XII. 11.) Korm. rendelet a nyugellátások és egyes más ellátások 2020. január havi emeléséről

- 303/2019. (XII. 12.) Korm. rendelet A sportakadémiákról
- 304/2019. (XII. 12.) Korm. rendelet Az egyes migrációs tárgyú kormányrendeletek módosításáról
- 305/2019. (XII. 12.) Korm. rendelet A kötelező egészségbiztosítás ellátásairól szóló 1997. évi LXXXIII. törvény végrehajtásáról szóló 217/1997. (XII. 1.) Korm. rendeletnek a nagyszülői gyermekgondozási díj bevezetésével összefüggő módosításáról
- 306/2019. (XII. 17.) Korm. rendelet A Magyarország Kormánya és Malajzia Kormánya közötti gazdasági együttműködésről szóló megállapodás kihirdetéséről
- 307/2019. (XII. 17.) Korm. rendelet A vendégoktatói ösztöndíjprogram részletes szabályairól, valamint egyes külügyi tárgyú kormányrendeletek módosításáról szóló 333/2017. (XI. 9.) Korm. rendelet módosításáról
- 308/2019. (XII. 17.) Korm. rendelet A Dunakeszi Járási Hivatal új irodaépület és kormányablak kialakításával kapcsolatos beruházás megvalósításával összefüggő közigazgatási hatósági ügyek nemzetgazdasági szempontból kiemelt jelentőségű üggyé nyilvánításáról
- 309/2019. (XII. ?) Korm. rendelet ?
- 310/2019. (XII. 18.) Korm. rendelet Egyes társadalombiztosítási és családpolitikai tárgyú kormányrendeletek módosításáról
- 311/2019. (XII. 18.) Korm. rendelet A gyermekvédelmi és gyámügyi eljárással kapcsolatos egyes kormányrendeletek módosításáról
- 312/2019. (XII. 18.) Korm. rendelet A szociális szolgáltatásokkal kapcsolatos egyes kormányrendeletek módosításáról
- 313/2019. (XII. 18.) Korm. rendelet A szociális pénzbeli ellátásokkal kapcsolatos egyes kormányrendeletek módosításáról
- 314/2019. (XII. 18.) Korm. rendelet A látvány-csapatsport támogatását biztosító támogatási igazolás kiállításáról, felhasználásáról, a támogatás elszámolásának és ellenőrzésének, valamint visszafizetésének szabályairól szóló 107/2011. (VI. 30.) Korm. rendelet, valamint a kulturális örökség védelmével kapcsolatos szabályokról szóló 68/2018. (IV. 9.) Korm. rendelet módosításáról
- 315/2019. (XII. 18.) Korm. rendelet A vasúti telekalakítási eljárásról
- 316/2019. (XII. 18.) Korm. rendelet A pénzügyi közvetítőrendszert érintő egyes kormányrendeletek módosításáról
- 317/2019. (XII. 19.) Korm. rendelet A Magyar Államnak a FORGÁCS INTÉZET Egészségügyi és Szolgáltató Korlátolt Felelősségű Társaság feletti irányítás, valamint a FORGÁCS INTÉZET Egészségügyi és Szolgáltató Korlátolt Felelősségű Társaság tevékenységéhez szükséges ingatlanok megszerzésével megvalósuló összefonódás közérdekből történő nemzetstratégiai jelentőségűnek minősítéséről
- 318/2019. (XII. 19.) Korm. rendelet A Magyar Államnak a „KAÁLI” Ambuláns Nőgyógyászati Intézet Korlátolt Felelősségű Társaság, a KAÁLI REK Reprodukciós Központ Korlátolt Felelősségű Társaság, a Pannon Reprodukciós Intézet Egészségügyi és Szolgáltató Korlátolt Felelősségű Társaság feletti irányítás, valamint a „KAÁLI” Ambuláns Nőgyógyászati Intézet Korlátolt Felelősségű Társaság, a KAÁLI REK Reprodukciós Központ Korlátolt Felelősségű Társaság, a Pannon Reprodukciós Intézet Egészségügyi és Szolgáltató Korlátolt Felelősségű Társaság tevékenységéhez szükséges ingatlanok megszerzésével megvalósuló összefonódás közérdekből történő nemzetstratégiai jelentőségűnek minősítéséről
- 319/2019. (XII. 19.) Korm. rendelet A Magyar Államnak a VÁRANDÓS Egészségügyi Szolgáltató Korlátolt Felelősségű Társaság és a STERILITAS Egészségügyi Ellátó Korlátolt Felelősségű Társaság feletti irányítás, valamint a VÁRANDÓS Egészségügyi Szolgáltató Korlátolt Felelősségű Társaság és a STERILITAS Egészségügyi Ellátó Korlátolt Felelősségű Társaság tevékenységéhez szükséges ingatlan megszerzésével megvalósuló összefonódás közérdekből történő nemzetstratégiai jelentőségűnek minősítéséről
- 320/2019. (XII. 19.) Korm. rendelet Az országházi címergaléria átalakításával összefüggő egyes kormányrendeletek módosításáról
- 321/2019. (XII. 19.) Korm. rendelet Egyes köznevelési tárgyú kormányrendeletek módosításáról
- 322/2019. (XII. 19.) Korm. rendelet Az elektromos és elektronikus berendezésekkel kapcsolatos hulladékgazdálkodási tevékenységekről szóló 197/2014. (VIII. 1.) Korm. rendelet módosításáról
- 323/2019. (XII. 19.) Korm. rendelet A hulladékkal kapcsolatos nyilvántartási és adatszolgáltatási kötelezettségekről szóló 309/2014. (XII. 11.) Korm. rendelet módosításáról
- 324/2019. (XII. 19.) Korm. rendelet Az európai közösségi jelentőségű természetvédelmi rendeltetésű területekről szóló 275/2004. (X. 8.) Korm. rendelet, valamint a környezeti alapnyilvántartásról szóló 78/2007. (IV. 24.) Korm. rendelet módosításáról
- 325/2019. (XII. 19.) Korm. rendelet A lelkiismereti és vallásszabadság jogáról, valamint az egyházak, vallásfelekezetek és vallási közösségek jogállásáról szóló 2011. évi CCVI. törvény végrehajtásáról szóló 231/2019. (X. 4.) Korm. rendelet eltérő szöveggel történő hatálybalépéséről
- 326/2019. (XII. 19.) Korm. rendelet Az egyes gazdaságfejlesztési célú és munkahelyteremtő beruházásokkal összefüggő közigazgatási hatósági ügyek nemzetgazdasági szempontból kiemelt jelentőségű üggyé nyilvánításáról, valamint egyes nemzetgazdasági szempontból kiemelt jelentőségű üggyé nyilvánításról szóló kormányrendeletek módosításáról szóló 141/2018. (VII. 27.) Korm. rendelet módosításáról és a Komoró, valamint Fényeslitke külterületén vasúti nyomtávváltásra épülő intermodális logisztikai központ létesítésére irányuló beruházásokkal összefüggő közigazgatási hatósági ügyek nemzetgazdasági szempontból kiemelt jelentőségű üggyé nyilvánításáról szóló 295/2018. (XII. 21.) Korm. rendelet hatályon kívül helyezéséről
- 327/2019. (XII. 20.) Korm. rendelet A cseppfolyós propán-, butángázok és ezek elegyei tartályban vagy palackban történő forgalmazásáról és átfejtéséről, valamint hatósági felügyeletéről
- 328/2019. (XII. 20.) Korm. rendelet egyes egészségügyi és egészségbiztosítási tárgyú kormányrendeletek módosításáról
- 329/2019. (XII. 20.) Korm. rendelet A központi beszerző szerv kijelöléséről, a védelmi és biztonsági feladatokkal összefüggő beszerzések körének meghatározásáról és a védelmi és biztonsági feladatokkal összefüggő beszerzések központosított rendszeréről
- 330/2019. (XII. 20.) Korm. rendelet Egyes honvédelmi építésügyi tárgyú kormányrendeletek módosításáról
- 331/2019. (XII. 20.) Korm. rendelet A nemzeti vagyon kezeléséért felelős tárca nélküli miniszter feladat- és hatáskörét érintő egyes kormányrendeletek módosításáról
- 332/2019. (XII. 20.) Korm. rendelet A postai szolgáltatások nyújtásának és a hivatalos iratokkal kapcsolatos postai szolgáltatás részletes szabályairól, valamint a postai szolgáltatók általános szerződési feltételeiről és a postai szolgáltatásból kizárt vagy feltételesen szállítható küldeményekről szóló 335/2012. (XII. 4.) Korm. rendelet módosításáról
- 333/2019. (XII. 20.) Korm. rendelet A dohánytermékek előállításáról, forgalomba hozataláról és ellenőrzéséről, a kombinált figyelmeztetésekről, valamint az egészségvédelmi bírság alkalmazásának részletes szabályairól szóló 39/2013. (II. 14.) Korm. rendelet módosításáról szóló 239/2016. (VIII. 16.) Korm. rendelet, valamint a dohánytermékek nyomonkövethetőségéről és biztonsági eleméről szóló 72/2018. (IV. 16.) Korm. rendelet módosításáról
- 334/2019. (XII. 23.) Korm. rendelet A költségvetési szervek és a bevett egyházak és belső egyházi jogi személyek foglalkoztatottjainak 2020. évi kompenzációjáról
- 335/2019. (XII. 23.) Korm. rendelet A világörökségi területté jelölés hazai eljárásrendjéről, a világörökségi kezelési tervek tartalmi követelményeiről és elkészítésük rendjéről, a gondnokságokról, valamint a világörökségi területen az államot megillető elővásárlási jogról
- 336/2019. (XII. 23.) Korm. rendelet Az egyes gazdaságfejlesztési célú és munkahelyteremtő beruházásokkal összefüggő közigazgatási hatósági ügyek nemzetgazdasági szempontból kiemelt jelentőségű üggyé nyilvánításáról, valamint egyes nemzetgazdasági szempontból kiemelt jelentőségű üggyé nyilvánításról szóló kormányrendeletek módosításáról szóló 141/2018. (VII. 27.) Korm. rendelet módosításáról
- 337/2019. (XII. 23.) Korm. rendelet Az „ELI” Science Park Szeged projekt megvalósításával összefüggő közigazgatási hatósági ügyek nemzetgazdasági szempontból kiemelt jelentőségű üggyé nyilvánításáról szóló 235/2018. (XII. 6.) Korm. rendelet módosításáról
- 338/2019. (XII. 23.) Korm. rendelet A kormányzati igazgatási szervek kormánytisztviselőinek kötelező képzéséről, továbbképzéséről, átképzéséről, valamint a közigazgatási vezetőképzéséről
- 339/2019. (XII. 23.) Korm. rendelet A köztulajdonban álló gazdasági társaságok belső kontrollrendszeréről
- 340/2019. (XII. 23.) Korm. rendelet Egyes kormányrendeleteknek az államháztartásról szóló 2011. évi CXCV. törvény és a kormányzati igazgatásról szóló 2018. évi CXXV. törvény módosításával összefüggő módosításáról
- 341/2019. (XII. 23.) Korm. rendelet Egyes kormányrendeleteknek az egyes kormányzati szakfeladatok átvételével összefüggő módosításáról
- 342/2019. (XII. 23.) Korm. rendelet Egyes kormányrendeleteknek az államháztartási kontrollokkal összefüggő módosításáról
- 343/2019. (XII. 23.) Korm. rendelet A számviteli törvényhez kapcsolódó, sajátos számviteli szabályokat tartalmazó kormányrendeletek módosításáról, valamint az adótanácsadók, adószakértők és okleveles adószakértők nyilvántartásba vételével és továbbképzésével kapcsolatos kormányrendelet módosításáról
- 344/2019. (XII. 23.) Korm. rendelet A Nemzeti Kutatási, Fejlesztési és Innovációs Hivatalról, valamint a Nemzeti Kutatási, Fejlesztési és Innovációs Alap kezelő szervének kijelöléséről
- 345/2019. (XII. 23.) Korm. rendelet Egyes kormányrendeleteknek a kutatás, fejlesztés és innovációs rendszer intézményrendszerének átalakításával összefüggő módosításáról
- 346/2019. (XII. 23.) Korm. rendelet Az egyes felsőoktatási tárgyú kormányrendeletek módosításáról
- 347/2019. (XII. 23.) Korm. rendelet Egyes kábítószerekkel, pszichotróp anyagokkal és új pszichoaktív anyagokkal kapcsolatos, valamint gyógyszerészeti tárgyú kormányrendeletek módosításáról
- 348/2019. (XII. 23.) Korm. rendelet Az egyes légiközlekedési tárgyú kormányrendeletek módosításáról
- 349/2019. (XII. 23.) Korm. rendelet A nemzetközi fejlesztési programok végrehajtására vonatkozó kormányrendeletek módosításáról
- 350/2019. (XII. 23.) Korm. rendelet Egyes jogszabályoknak a Nemzeti Filmintézet Közhasznú Nonprofit Zrt. létrehozásával összefüggő módosításáról
- 351/2019. (XII. 23.) Korm. rendelet A Stipendium Hungaricumról szóló 285/2013. (VII. 26.) Korm. rendelet módosításáról
- 352/2019. (XII. 23.) Korm. rendelet Az élelmiszerlánc területén kötelező előírások és ajánlott szakmai irányelvek gyűjteményei kiadásának rendjéről szóló 220/2008. (VIII. 30.) Korm. rendelet módosításáról
- 353/2019. (XII. 23.) Korm. rendelet A nem üzleti célú közösségi, szabadidős szálláshely-szolgáltatásról szóló 173/2003. (X. 28.) Korm. rendelet, valamint a munkaerőpiaci mobilitást elősegítő munkásszállás építéséhez nyújtható támogatásról szóló 23/2017. (II. 3.) Korm. rendelet módosításáról
- 354/2019. (XII. 23.) Korm. rendelet A honvédelmi szervezetek működésének az államháztartás működési rendjétől eltérő szabályairól szóló 346/2009. (XII. 30.) Korm. rendelet és a NATO Biztonsági Beruházási Program keretében megvalósuló beszerzésekre vonatkozó részletes szabályokról szóló 109/2012. (VI. 1.) Korm. rendelet módosításáról
- 355/2019. (XII. 23.) Korm. rendelet A Penta Industry Ipari Erőműtechnikai Fővállalkozó és Szolgáltató Korlátolt Felelősségű Társaság „felszámolás alatt” stratégiailag kiemelt jelentőségű gazdálkodó szervezetté minősítéséről
- 356/2019. (XII. 23.) Korm. rendelet A Preventív intézkedések a Balatont érintő vízminőségi problémák hosszútávon fenntartható kezelésére elnevezésű, a Környezeti és Energiahatékonysági Operatív Program által támogatott projekttel összefüggő közigazgatási hatósági ügyek nemzetgazdasági szempontból kiemelt jelentőségű üggyé nyilvánításáról
- 357/2019. (XII. 23.) Korm. rendelet A SZATEV Fehérjefeldolgozó- Takarmánygyártó és Közszolgáltató Zártkörűen Működő Részvénytársaság stratégiailag kiemelt jelentőségű gazdálkodó szervezetté minősítéséről
- 358/2019. (XII. 23.) Korm. rendelet Az egészségügyi szakellátást nyújtó közfinanszírozott szolgáltatók lejárt tartozásai kiegyenlítése központosított adósságrendezési eljárásának szabályairól
- 359/2019. (XII. 23.) Korm. rendelet Az egészségügyi szolgáltatások Egészségbiztosítási Alapból történő finanszírozásának részletes szabályairól szóló 43/1999. (III. 3.) Korm. rendelet módosításáról
- 360/2019. (XII. 30.) Korm. rendelet A fővárosi és megyei kormányhivatalok működésének egyszerűsítésével összefüggő egyes kormányrendeletek módosításáról
- 361/2019. (XII. 30.) Korm. rendelet Egyes nemzetgazdasági szempontból kiemelt jelentőségű beruházásokra vonatkozó kormányrendeleteknek a fővárosi és megyei kormányhivatalok egyszerűsítésével összefüggő módosításáról
- 362/2019. (XII. 30.) Korm. rendelet A Tokaj-hegyaljai történelmi borvidék kultúrtáj világörökségi terület kezeléséről és kiemelkedő egyetemes értékének védelméről
- 363/2019. (XII. 30.) Korm. rendelet A bioüzemanyagok és folyékony bio-energiahordozók fenntarthatósági követelményeiről és igazolásáról szóló 279/2017. (IX. 22.) Korm. rendelet módosításáról
- 364/2019. (XII. 30.) Korm. rendelet A megújuló energiaforrásból vagy hulladékból nyert energiával termelt villamos energia, valamint a kapcsoltan termelt villamos energia kötelező átvételéről és átvételi áráról szóló 389/2007. (XII. 23.) Korm. rendelet módosításáról
- 365/2019. (XII. 30.) Korm. rendelet A Makovecz Imre Bástyája projekt keretében a piliscsabai Iosephinum területén megvalósuló beruházásokkal összefüggésben egyes kormányrendeletek módosításáról
- 366/2019. (XII. 30.) Korm. rendelet A 2007–2013 programozási időszakban az Európai Regionális Fejlesztési Alapból, az Európai Szociális Alapból és a Kohéziós Alapból származó támogatások felhasználásának rendjéről szóló 4/2011. (I. 28.) Korm. rendelet, valamint a 2014–2020 programozási időszakban az egyes európai uniós alapokból származó támogatások felhasználásának rendjéről szóló 272/2014. (XI. 5.) Korm. rendelet módosításáról
- 367/2019. (XII. 30.) Korm. rendelet A kötelező legkisebb munkabér (minimálbér) és a garantált bérminimum megállapításáról
- 368/2019. (XII. 30.) Korm. rendelet Az önkormányzati fenntartású színházak állami és önkormányzati közös működtetése kezdeményezésének határidejéről
- 369/2019. (XII. 30.) Korm. rendelet Az előadó-művészeti szervezetek támogatásának részletes szabályairól szóló 428/2016. (XII. 15.) Korm. rendelet módosításáról és a kiadványok kötelespéldányainak szolgáltatásáról, megőrzéséről és használatáról szóló 195/2019. (VIII. 1.) Korm. rendelet eltérő időpontban történő hatálybalépéséről
- 370/2019. (XII. 30.) Korm. rendelet A megújuló energiaforrásból termelt villamos energia kötelező átvételi és prémium típusú támogatásáról szóló 299/2017. (X. 17.) Korm. rendelet módosításáról
- 371/2019. (XII. 30.) Korm. rendelet Az egyes gazdaságfejlesztési célú és munkahelyteremtő beruházásokkal összefüggő közigazgatási hatósági ügyek nemzetgazdasági szempontból kiemelt jelentőségű üggyé nyilvánításáról, valamint egyes nemzetgazdasági szempontból kiemelt jelentőségű üggyé nyilvánításról szóló kormányrendeletek módosításáról szóló 141/2018. (VII. 27.)Korm. rendelet módosításáról

### Országgyűlési határozatok
- 1/2019. (II. 19.) OGY határozat Az Országos Bírósági Hivatal elnökének 2017. évi beszámolója elfogadásáról
- 2/2019. (II. 19.) OGY határozat Az ügyészség 2017. évi tevékenységéről szóló beszámoló elfogadásáról
- 3/2019. (II. 19.) OGY határozat Az Országgyűlés tisztségviselőinek megválasztásáról szóló 3/2018. (V. 8.) OGY határozat módosításáról
- 4/2019. (II. 19.) OGY határozat Az Országgyűlés bizottságainak létrehozásáról, tisztségviselőinek és tagjainak megválasztásáról szóló 5/2018. (V. 8.) OGY határozat módosításáról
- 5/2019. (II. 19.) OGY határozat Az Országgyűlés bizottságainak létrehozásáról, tisztségviselőinek és tagjainak megválasztásáról szóló 5/2018. (V. 8.) OGY határozat módosításáról
- 6/2019. (II. 19.) OGY határozat Dr. Budai Gyula országgyűlési képviselő mentelmi ügyében
- 7/2019. (III. 5.) OGY határozat A Hungarikum Bizottság négy tagjának delegálásáról
- 8/2019. (III. 5.) OGY határozat A Magyar Nemzeti Bank monetáris tanácsa tagjainak megválasztásáról szóló 11/2011. (III. 9.) OGY határozat módosításáról
- 9/2019. (III. 5.) OGY határozat Az Országgyűlés bizottságainak létrehozásáról, tisztségviselőinek és tagjainak megválasztásáról szóló 5/2018. (V. 8.) OGY határozat módosításáról
- 10/2019. (III. 6.) OGY határozat A Magyarország területén élő nemzetiségek helyzetéről (2015. február – 2017. február) címmel benyújtott beszámoló elfogadásáról
- 11/2019. (III. 19.) OGY határozat Farkas Gergely országgyűlési képviselő mentelmi ügyében
- 12/2019. (IV. 2.) OGY határozat Az Országgyűlés bizottságainak létrehozásáról, tisztségviselőinek és tagjainak megválasztásáról szóló 5/2018. (V. 8.) OGY határozat módosításáról
- 13/2019. (IV. 2.) OGY határozat Az egyes házszabályi rendelkezésekről szóló 10/2014. (II. 24.) OGY határozatnak a lelkiismereti és vallásszabadság jogáról, valamint az egyházak, vallásfelekezetek és vallási közösségek jogállásáról szóló 2011. évi CCVI. törvény módosításáról szóló 2018. évi CXXXII. törvénnyel összefüggő módosításáról
- 14/2019. (V. 28.) OGY határozat Az Alkotmánybíróság tagjait jelölő eseti bizottság létrehozásáról
- 15/2019. (V. 28.) OGY határozat Az Alkotmánybíróság tagjait jelölő eseti bizottság tisztségviselőinek és tagjainak megválasztásáról
- 16/2019. (V. 28.) OGY határozat Az Országgyűlés bizottságainak létrehozásáról, tisztségviselőinek és tagjainak meg-választásáról szóló 5/2018. (V. 8.) OGY határozat módosításáról
- 17/2019. (VI. 12.) OGY határozat Az Országos Bírósági Hivatal elnöke megbízatásával kapcsolatos indítványról[69]
- 18/2019. (VI. 18.) OGY határozat a 2020. év nemzeti összetartozás évének nyilvánításáról[80]
- 19/2019. (VI. 25.) OGY határozat A Kúria elnökének országgyűlési beszámolója a Kúria 2017. évi tevékenységéről a jogegység biztosítása és az önkormányzati normakontroll körében címmel benyújtott beszámoló elfogadásáról
- 20/2019. (VII. 2.) OGY határozat A Nemzeti Média- és Hírközlési Hatóság Médiatanácsa tagjait jelölő eseti bizottság létrehozásáról
- 21/2019. (VII. 2.) OGY határozatA Nemzeti Média- és Hírközlési Hatóság Médiatanácsa tagjait jelölő eseti bizottság tisztségviselőinek és tagjainak megválasztásáról
- 22/2019. (VII. 2.) OGY határozat Az alapvető jogok biztosának megválasztásáról
- 23/2019. (VII. 2.) OGY határozat Az Amerikai Egyesült Államok fegyveres erői magyarországi állomásozásának engedélyezéséről
- 24/2019. (VII. 2.) OGY határozat A Magyar Honvédségnél rendszeresíthető beosztások számáról
- 25/2019. (VII. 9.) OGY határozat Az Országgyűlés bizottságainak létrehozásáról, tisztségviselőinek és tagjainak megválasztásáról szóló 5/2018. (V. 8.) OGY határozat módosításáról
- 26/2019. (VII. 12.) OGY határozat Az alapvető jogok biztosának és helyetteseinek 2017. évi tevékenységéről szóló beszámoló elfogadásáról
- 27/2019. (VII. 12.) OGY határozat Az alapvető jogok biztosának és helyetteseinek 2018. évi tevékenységéről szóló beszámoló elfogadásáról
- 28/2019. (VII. 12.) OGY határozat Demeter Márta országgyűlési képviselő mentelmi ügyében
- 29/2019. (VII. 12.) OGY határozat Dr. Serkisian Szeván Simon nemzetiségi szószóló mentelmi ügyében
- 30/2019. (VII. 12.) OGY határozat A központi költségvetés címrendjének módosításáról
- 31/2019. (X. 22.) OGY határozat az Országgyűlés bizottságainak létrehozásáról, tisztségviselőinek és tagjainak megválasztásáról szóló 5/2018. (V. 8.) OGY határozat módosításáról
- 32/2019. (X. 22.) OGY határozat Varju László országgyűlési képviselő mentelmi ügyében?
- 33/2019. (XI. 5.) OGY határozat Az Alkotmánybíróság új tagjának megválasztásáról
- 34/2019. (XI. 5.) OGY határozat A legfőbb ügyész megválasztásáról
- 35/2019. (XI. 5.) OGY határozat az alapvető jogok biztosának a Magyarországon élő nemzetiségek jogainak védelmét ellátó helyettese

megválasztásáról
- 36/2019. (XI. 5.) OGY határozat a Nemzeti Média- és Hírközlési Hatóság Médiatanácsa tagjait jelölő eseti bizottság létrehozásáról
- 37/2019. (XI. 5.) OGY határozat A Nemzeti Média- és Hírközlési Hatóság Médiatanácsa tagjait jelölő eseti bizottság tisztségviselőinek és tagjainak megválasztásáról
- 38/2019. (XI. 5.) OGY határozat A Közszolgálati Közalapítvány Kuratóriuma tagjainak megválasztásáról
- 39/2019. (XI. 5.) OGY határozat Az Országgyűlés bizottságainak létrehozásáról, tisztségviselőinek és tagjainak megválasztásáról szóló 5/2018. (V. 8.) OGY határozat módosításáról
- 40/2019. (XI. 5.) OGY határozat Dr. Aradszki András országgyűlési képviselő mentelmi ügyében
- 41/2019. (XI. 5.) OGY határozat Varju László országgyűlési képviselő mentelmi ügyében
- 42/2019. (XI. 19.) OGY határozat dr. Handó Tünde, az Országos Bírósági Hivatal elnöke lemondási idejéről
- 43/2019. (XI. 19.) OGY határozat az Országgyűlés bizottságainak létrehozásáról, tisztségviselőinek és tagjainak megválasztásáról szóló 5/2018. (V. 8.) OGY határozat módosításáról
- 44/2019. (XI. 19.) OGY határozat a Tájékoztató az Állami Számvevőszék 2018. évi szakmai tevékenységéről és beszámoló az intézmény működéséről az Országgyűlés részére című beszámoló elfogadásáról
- 45/2019. (XII. 3.) OGY határozat Az Országgyűlés bizottságainak létrehozásáról, tisztségviselőinek és tagjainak megválasztásáról szóló 5/2018. (V. 8.) OGY határozat módosításáról
- 46/2019. (XII. 3.) OGY határozat Az Országgyűlés bizottságainak létrehozásáról, tisztségviselőinek és tagjainak megválasztásáról szóló 5/2018. (V. 8.) OGY határozat módosításáról
- 47/2019. (XII. 11.) OGY határozat Az Országos Bírósági Hivatal elnökének megválasztásáról
- 48/2019. (XII. 11.) OGY határozat A Nemzeti Média- és Hírközlési Hatóság Médiatanácsa tagjainak megválasztásáról
- 49/2019. (XII. 11.) OGY határozat A Magyar Honvédségnek az Iszlám Állam elnevezésű terrorszervezet elleni nemzetközi fellépésben való további részvételéről
- 50/2019. (XII. 12.) OGY határozat A temesvári népfelkelésről való megemlékezésről
- 51/2019. (XII. 12.) OGY határozat A 2020. év Zrínyi Miklós-emlékévvé nyilvánításáról
- 52/2019. (XII. 12.) OGY határozat Az Országgyűlés bizottságainak létrehozásáról, tisztségviselőinek és tagjainak megválasztásáról szóló 5/2018. (V. 8.) OGY határozat módosításáról
- 53/2019. (XII. 12.) OGY határozat Az Országgyűlés bizottságainak létrehozásáról, tisztségviselőinek és tagjainak megválasztásáról szóló 5/2018. (V. 8.) OGY határozat módosításáról

### Miniszteri rendeletek

#### Január
- 1/2019. (I. 7.) ITM rendelet A járművezetők képzésével és vizsgáztatásával összefüggésben egyes közlekedési tárgyú miniszteri rendeletek módosításáról
- 1/2019. (I. 9.) MNB rendelet A Magyar Nemzeti Bank elnöke által adományozható díjakról szóló 27/2013. (XII. 10.) MNB rendelet módosításáról
- 2/2019. (I. 9.) MNB rendelet A hitelintézetek forint lejárati összhangjának szabályozásáról szóló 20/2015. (VI. 29.) MNB rendelet módosításáról
- 1/2019. (I. 9.) EMMI rendelet Az emberi erőforrások minisztere által adományozható elismerésekről szóló 26/2016. (IX. 8.) EMMI rendelet módosításáról
- 1/2019. (I. 15.) MvM rendelet Egyes rendeleteknek az arcképmás felvétel készítése során egységes informatikai és irodatechnikai eszközök alkalmazásával összefüggő módosításáról
- 1/2019. (I. 15.) AM rendelet A vágóállatok vágás utáni minősítését szabályozó miniszteri rendeletek módosításáról
- 1/2019. (I. 15.) BM rendelet A külföldre utazásról szóló 1998. évi XII. törvény végrehajtásáról szóló 37/1998. (VIII. 18.) BM rendelet módosításáról
- 2/2019. (I. 16.) EMMI rendelet Az emberi vér és vérkomponensek gyűjtésére, vizsgálatára, feldolgozására, tárolására és elosztására vonatkozó minőségi és biztonsági előírásokról, valamint ezek egyes technikai követelményeiről szóló 3/2005. (II. 10.) EüM rendelet módosításáról
- 3/2019. (I. 17.) MNB rendelet Az „Árpád-házi Szent Piroska” arany emlékérme kibocsátásáról
- 4/2019. (I. 17.) MNB rendelet Az „Árpád-házi Szent Piroska” rézötvözetű emlékérme kibocsátásáról
- 1/2019. (I. 22.) NMHH rendelet A nemzeti frekvenciafelosztásról, valamint a frekvenciasávok felhasználási szabályairól szóló 7/2015. (XI. 13.) NMHH rendelet módosításáról
- 2/2019. (I. 22.) BM rendelet A szabadságvesztés, az elzárás, a rendbírság helyébe lépő elzárás, a letartóztatás és a szabálysértési elzárás végrehajtását foganatosító büntetés-végrehajtási intézetek kijelölésének szabályairól szóló 16/2018. (VI. 7.) BM rendelet módosításáról
- 5/2019. (I. 25.) MNB rendelet A „Benczúr Gyula” ezüst emlékérme kibocsátásáról
- 6/2019. (I. 25.) MNB rendelet A „Benczúr Gyula” rézötvözetű emlékérme kibocsátásáról
- 2/2019. (I. 25.) AM rendelet Az anyajuh tartásával kapcsolatos egyes agrártámogatási tárgyú rendeletek módosításáról
- 1/2019. (I. 30.) IM rendelet A közigazgatási bíróságokra való áthelyezéssel kapcsolatos nyilatkozatról
- 3/2019. (I. 31.) BM rendelet Az egyes közigazgatási hatósági eljárásokban elrendelt elővezetés végrehajtása során felmerült költség mértéke megállapításának, valamint megtérítésének részletes szabályairól
- 1/2019. (I. 31.) HM rendelet A honvédelmi ágazat katasztrófák elleni védekezésének irányításáról és feladatairól
- 2/2019. (I. 31.) HM rendelet A külföldi szolgálatot teljesítők egyes járandóságairól szóló 8/2018. (VI. 22.) HM rendelet módosításáról
- 2/2019. (I. 31.) IM rendelet A polgári peres és nemperes eljárásokban, a közigazgatási perben és az egyéb közigazgatási bírósági eljárásokban elrendelt elővezetés végrehajtása során felmerült költség mértéke megállapításának, valamint megtérítésének részletes szabályairól

#### Február
- 3/2019. (II. 7.) HM rendelet A fejezeti kezelésű előirányzatok kezelésének és felhasználásának szabályairól szóló 5/2018. (III. 8.) HM rendelet módosításáról
- 3/2019. (II. 11.) EMMI rendelet A tanári felkészítés közös követelményeiről és az egyes tanárszakok képzési és kimeneti követelményeiről szóló 8/2013. (I. 30.) EMMI rendelet és a felsőoktatási szakképzések, az alap- és mesterképzések képzési és kimeneti követelményeiről, valamint a tanári felkészítés közös követelményeiről és az egyes tanárszakok képzési és kimeneti követelményeiről szóló 8/2013. (I. 30.) EMMI rendelet módosításáról szóló 18/2016. (VIII. 5.) EMMI rendelet módosításáról

- 7/2019. (II. 15.) MNB rendelet 10 000 forintos címletű bankjegyek bevonásáról
- 8/2019. (II. 19.) MNB rendelet a „Munkácsy Mihály” ezüst emlékérme kibocsátásáról
- 9/2019. (II. 19.) MNB rendelet a „Munkácsy Mihály” rézötvözetű emlékérme kibocsátásáról
- 10/2019. (II. 21.) MNB rendelet A pénzforgalom lebonyolításáról szóló 35/2017. (XII. 14.) MNB rendelet módosításáról
- 2/2019. (II. 21.) MvM rendelet A Miniszterelnökséget vezető miniszter által adományozható elismerésekről szóló 15/2015. (III. 11.) MvM rendelet módosításáról
- 3/2019. (II. 27.) MvM rendelet A fejezeti kezelésű előirányzatok és a központi kezelésű előirányzatok kezeléséről és felhasználásáról szóló 8/2016. (III. 25.) MvM rendeletnek a Magyar Falu Program keretében megvalósuló egyes programelemekkel összefüggő intézkedések végrehajtásáról, valamint azok 2019. évben szükséges támogatásáról szóló 1669/2018. (XII. 10.) Korm. határozattal összefüggő módosításáról
- 4/2019. (II. 27.) EMMI rendelet Egyes szociális és gyermekvédelmi tárgyú miniszteri rendeletek módosításáról
- 3/2019. (II. 27.) IM rendelet Az Európai Parlament tagjainak 2019. évi választásán a választási irodák hatáskörébe tartozó feladatok végrehajtásának részletes szabályairól, a választási eredmény országosan összesített adatai körének megállapításáról, valamint a választási eljárásban használandó nyomtatványokról, valamint egyes választási tárgyú rendeletek módosításáról
- 3/2019. (II. 27.) ITM rendelet A vasúti közlekedés biztonságával összefüggő munkakört betöltő munkavállalók szakmai képzésének és vizsgáztatásának, a vasúti vizsgaközpont és képzőszervezetek működésének, a képzési engedély kiadásának, továbbá a vasúti járművezetői gyakorlat szabályairól szóló 19/2011. (V. 10.) NFM rendelet módosításáról
- 4/2019. (II. 28.) HM rendelet A honvédek jogállásáról szóló 2012. évi CCV. törvény egyes rendelkezéseinek végrehajtásáról szóló 9/2013. (VIII. 12.) HM rendelet módosításáról

#### Március
- 4/2019. (III. 1.) IM rendelet Az Európai Parlament tagjainak 2019. május 26. napjára kitűzött választása eljárási határidőinek és határnapjainak megállapításáról
- 1/2019. (III. 1.) NVTNM rendelet A Miniszterelnökség és a Nemzeti Sportközpontok tulajdonosi joggyakorlóként történő kijelölésével összefüggésben az egyes állami tulajdonban álló gazdasági társaságok felett az államot megillető tulajdonosi jogok és kötelezettségek összességét gyakorló személyek kijelöléséről szóló 1/2018. (VI. 25.) NVTNM rendelet módosításáról
- 5/2019. (III. 1.) EMMI rendelet A gyógyszertárban forgalmazható, valamint kötelezően készletben tartandó termékekről szóló 2/2008. (I. 8.) EüM rendelet módosításáról
- 1/2019. (III. 5.) PTNM rendelet A Paksi Atomerőmű két új blokkja tervezéséért, megépítéséért és üzembe helyezéséért felelős tárca nélküli miniszter irányítása alá tartozó központi kezelésű előirányzat kezeléséről és felhasználásáról szóló 1/2017. (X. 31.) PTNM rendelet módosításáról
- 2/2019. (III. 6.) NVTNM rendelet A Balatoni Hajózási Zártkörűen működő Részvénytársaság és a M A H A R T – PassNave Személyhajózási Korlátolt Felelősségű Társaság állami tulajdonú társasági részesedése felett az államot megillető tulajdonosi jogok és kötelezettségek összességét gyakorló személy kijelölése érdekében az egyes állami tulajdonban álló gazdasági társaságok felett az államot megillető tulajdonosi jogok és kötelezettségek összességét gyakorló személyek kijelöléséről szóló 1/2018. (VI. 25.) NVTNM rendelet módosításáról
- 4/2019. (III. 6.) AM rendelet Az egyes nemzeti forrásból finanszírozott mezőgazdasági támogatásokat szabályozó miniszteri rendeletek módosításáról
- 11/2019. (III. 7.) MNB rendelet A pénzmosás és a terrorizmus finanszírozása megelőzéséről és megakadályozásáról szóló törvény végrehajtásának az MNB által felügyelt szolgáltatókra vonatkozó, valamint az Európai Unió és az ENSZ Biztonsági Tanácsa által elrendelt pénzügyi és vagyoni korlátozó intézkedések végrehajtásáról szóló törvény szerinti szűrőrendszer kidolgozásának és működtetése minimumkövetelményeinek részletes szabályairól szóló 45/2018. (XII. 17.) MNB rendelet módosításáról
- 1/2019. (III. 8.) TNM rendelet A nemzetiségi célú támogatások igénybevételének, felhasználásának és elszámolásának részletszabályairól
- 4/2019. (III. 11.) BM rendelet A rendvédelmi igazgatási alkalmazottak rendvédelmi igazgatási szolgálati jogviszonyával összefüggő egyes szabályokról
- 5/2019. (III. 11.) BM rendelet A rendvédelmi igazgatási alkalmazottal szemben lefolytatható fegyelmi eljárásról
- 6/2019. (III. 11.) BM rendelet A rendvédelmi feladatokat ellátó szervek hivatásos állományának szolgálati jogviszonyáról szóló 2015. évi XLII. törvény módosításával összefüggő, a rendvédelmi igazgatási alkalmazottakat érintő egyes miniszteri rendeletek módosításáról
- 6/2019. (III. 12.) EMMI rendelet A javítóintézetek rendtartásáról szóló 1/2015. (I. 14.) EMMI rendelet módosításáról
- 3/2019. (III. 12.) NVTNM rendelet Az ÓAM ÓZDI ACÉLMÜVEK Korlátolt Felelősségű Társaság állami tulajdonban álló társasági részesedése felett az Innovációs és Technológiai Minisztérium tulajdonosi joggyakorlóként történő kijelölésével összefüggésben az egyes állami tulajdonban álló gazdasági társaságok felett az államot megillető tulajdonosi jogok és kötelezettségek összességét gyakorló személyek kijelöléséről szóló 1/2018. (VI. 25.) NVTNM rendelet módosításáról
- 4/2019. (III. 12.) MvM rendelet A fejezeti kezelésű előirányzatok és a központi kezelésű előirányzatok kezeléséről és felhasználásáról szóló 8/2016. (III. 25.) MvM rendeletnek a 2019. évi fejezeti és központi kezelésű előirányzatok felhasználásával összefüggő módosításáról
- 1/2019. (III. 13.) MEKH rendelet A Magyar Energetikai és Közmű-szabályozási Hivatal igazgatási szolgáltatási díjainak mértékéről, valamint az igazgatási szolgáltatási, a felügyeleti díjak és egyéb bevételek beszedésére, kezelésére, nyilvántartására és visszatérítésére vonatkozó szabályokról szóló 1/2014. (III. 4.) MEKH rendelet módosításáról
- 7/2019. (III. 13.) BM rendelet A szabad mozgás és tartózkodás jogával rendelkező személyek, valamint a harmadik országbeli állampolgárok beutazásával és tartózkodásával kapcsolatos eljárások díjáról szóló 28/2007. (V. 31.) IRM rendelet módosításáról
- 5/2019. (III. 13.) IM rendelet A Magyar Közlöny kiadásáról, valamint a jogszabály kihirdetése során történő és a közjogi szervezetszabályozó eszköz közzététele során történő megjelöléséről
- 5/2019. (III. 14.) AM rendelet Egyes vadgazdálkodással összefüggő miniszteri rendeletek módosításáról

- 6/2019. (III. 18.) IM rendelet A polgári perben és a közigazgatási bírósági eljárásban alkalmazandó nyomtatványokról
- 2/2019. (III. 19.) TNM rendelet A nemzetiségi és egyházi célú fejezeti kezelésű előirányzatok kezeléséről és felhasználásáról
- 1/2019. (III. 19.) MK rendelet A miniszterelnök kabinetfőnöke feladat- és hatáskörét érintően a nemzetbiztonsági ellenőrzés alá eső személyek meghatározásáról szóló 1/2015. (XII. 7.) MK rendelet módosításáról
- 6/2019. (III. 19.) AM rendelet Az egyes állatbetegségek és zoonózisok felszámolására, az ellenük való védekezésre és figyelemmel kísérésükre irányuló nemzeti programok 2018. évi finanszírozásának szabályairól szóló 7/2018. (III. 28.) FM rendelet módosításáról
- 2/2019. (III. 22.) NMHH rendelet Egyes frekvenciagazdálkodási tárgyú NMHH rendeletek módosításáról
- 7/2019. (III. 25.) IM rendelet Az Európai Parlament tagjainak 2019. évi választása költségeinek normatíváiról, tételeiről, elszámolási és belső ellenőrzési rendjéről
- 7/2019. (III. 26.) AM rendelet A Magyar Élelmiszerkönyv kötelező előírásairól szóló 152/2009. (XI. 12.) FVM rendelet módosításáról
- 8/2019. (III. 26.) AM rendelet A zajkibocsátási határértékek megállapításának, valamint a zaj- és rezgéskibocsátás ellenőrzésének módjáról szóló 93/2007. (XII. 18.) KvVM rendelet, valamint a környezeti zaj- és rezgésterhelési határértékek megállapításáról szóló 27/2008. (XII. 3.) KvVM–EüM együttes rendelet módosításáról
- 8/2019. (III. 26.) BM rendelet  A lőterekről, a lőfegyverek, lőszerek hatósági tárolásáról, a fegyvertartáshoz szükséges elméleti és jártassági követelményekről szóló 49/2004. (VIII. 31.) BM rendeletnek a lőfegyver tartására jogosító hatósági engedélyek vissza-vonásával összefüggő módosításáról
- 2/2019. (III. 27.) MEKH rendelet A Magyar Energetikai és Közmű-szabályozási Hivatal elnökének a rendelet kiadásában való helyettesítéséről
- 3/2019. (III. 28.) MEKH rendelet A rendszeres adatszolgáltatásra kötelezettek által szolgáltatandó adatok köréről, a teljesítés módjára vonatkozó követelményekről, valamint az adatszolgáltatási kötelezettség határidejéről, továbbá a rendkívüli adatszolgáltatással kapcsolatos rendelkezésekről, valamint a földgáz rendszerhasználati díjak, a külön díjak és a csatlakozási díjak meghatározásának keretszabályairól szóló 8/2016. (X. 13.) MEKH rendelet, a földgáz rendszerhasználati díjak, a külön díjak, valamint a csatlakozási díjak alkalmazásának szabályairól szóló 11/2016. (XI. 14.) MEKH rendelet és a földgáz rendszerhasználati díjak, a külön díjak és a csatlakozási díjak mértékéről szóló 13/2016. (XII. 20.) MEKH rendelet módosításáról szóló 7/2017. (VII. 13.) MEKH rendelet eltérő szöveggel történő hatályba léptetéséről szóló 11/2017. (VIII. 25.) MEKH rendelet módosításáról
- 4/2019. (III. 28.) NVTNM rendelet Az Egy a Természettel Nonprofit Korlátolt Felelősségű Társaság állami tulajdonban álló társasági részesedése felett az Innovációs és Technológiai Minisztérium tulajdonosi joggyakorlóként történő kijelölésével összefüggésben az egyes állami tulajdonban álló gazdasági társaságok felett az államot megillető tulajdonosi jogok és kötelezettségek összességét gyakorló személyek kijelöléséről szóló 1/2018. (VI. 25.) NVTNM rendelet módosításáról
- 5/2019. (III. 28.) MvM rendelet A közbeszerzési és tervpályázati hirdetmények feladásának, ellenőrzésének és közzétételének szabályairól, a hirdetmények mintáiról és egyes tartalmi elemeiről, valamint az éves statisztikai összegezésről szóló 44/2015. (XI. 2.) MvM rendelet, valamint az elektronikus közbeszerzési rendszer fenntartásával és működtetésével kapcsolatos szabályokról szóló 40/2017. (XII. 27.) MvM rendelet módosításáról
- 9/2019. (III. 28.) BM rendelet A büntetés-végrehajtási gazdasági társaságoknál rendszeresített szolgálati beosztások átsorolásáról, valamint a belügyminiszter ágazatába tartozó szakképesítések szakmai és vizsgakövetelményeiről, valamint egyes, szakmai és vizsgakövetelmények kiadásáról szóló miniszteri rendeletek hatályon kívül helyezéséről szóló 20/2013. (V. 28.) BM rendelet módosításáról
- 8/2019. (III. 28.) IM rendelet A közjegyzői díjszabásról szóló 22/2018. (VIII. 23.) IM rendelet módosításáról
- 1/2019. (III. 28.) PM rendelet A kormányzati igazgatásról szóló törvénnyel összefüggésben a pénzügyminiszter feladatkörébe tartozó egyes miniszteri rendeletek módosításáról
- 2/2019. (III. 28.) PM rendelet A befektetési egységekhez kötött életbiztosítások esetén az ügyfeleknek nyújtandó tájékoztatás formájáról és tartalmáról
- 4/2019. (III. 29.) ITM rendelet Az egyetemes szolgáltatók részére vételre felajánlott földgázforrás és a hazai termelésű földgáz mennyiségéről és áráról, valamint az igénybevételre jogosultak és kötelezettek köréről szóló 67/2016. (XII. 29.) NFM rendelet módosításáról
- 5/2019. (III. 29.) ITM rendelet A villamos energia egyetemes szolgáltatás árképzéséről szóló 4/2011. (I. 31.) NFM rendelet módosításáról
- 3/2019. (III. 29.) PM rendelet A Nemzeti Adó- és Vámhivatal szervezetét érintő egyes miniszteri rendeletek, valamint a bank-kártya-elfogadó terminálok számának növeléséhez nyújtott támogatásról szóló 47/2016. (XII. 6.) NGM rendelet módosításáról

#### Április
- 9/2019. (IV. 1.) AM rendelet Az Európai Mezőgazdasági Vidékfejlesztési Alapból finanszírozott egyes támogatások 2019. évi igénybevételével kapcsolatos egységes eljárási szabályokról
- 10/2019. (IV. 1.) AM rendelet Az Európai Mezőgazdasági Garancia Alapból, valamint a központi költségvetésből finanszírozott egyes támogatások igénybevételével kapcsolatos eljárási szabályokról szóló miniszteri rendeletek módosításáról
- 11/2019. (IV. 1.) AM rendelet A baromfi ágazatban igénybe vehető állatjóléti támogatások feltételeiről
- 12/2019. (IV. 1.) AM rendelet Az étkezési célra forgalomba kerülő vadon termett gombák gyűjtéséről, feldolgozásáról, forgalomba hozataláról szóló 107/2011. (XI. 10.) VM rendelet és a földalatti gombák gyűjtéséről szóló 24/2012. (III. 19.) VM rendelet módosításáról
- 7/2019. (IV. 2.) EMMI rendelet A törzskönyvezett gyógyszerek és a különleges táplálkozási igényt kielégítő tápszerek társadalombiztosítási támogatásba való befogadásának szempontjairól és a befogadás vagy a támogatás megváltoztatásáról szóló 32/2004. (IV. 26.) ESZCSM rendelet módosításáról
- 9/2019. (IV. 4.) IM rendelet A fejezeti kezelésű előirányzatok kezeléséről és felhasználásáról szóló 10/2015. (V. 29.) IM rendelet módosításáról
- 6/2019. (IV. 4.) ITM rendelet Az Építésügyi Műszaki Szabályozási Bizottságról
- 7/2019. (IV. 4.) ITM rendelet A Műszaki Szabályozási Bizottságról
- 12/2019. (IV. 5.) MNB rendelet Az „Eötvös Loránd” ezüst emlékérme kibocsátásáról
- 13/2019. (IV. 5.) MNB rendelet Az „Eötvös Loránd” rézötvözetű emlékérme kibocsátásáról
- 13/2019. (IV. 5.) AM rendelet Az agrárminiszter feladatkörébe tartozó egyes miniszteri rendeleteknek a kormányzati igazgatásról szóló törvénnyel összefüggő módosításáról
- 10/2019. (IV. 5.) IM rendelet A közjegyzők feladatellátásával kapcsolatos egyes igazságügyi tárgyú miniszteri rendeletek módosításáról
- 11/2019. (IV. 5.) IM rendelet Egyes büntető eljárásjogi és büntetés-végrehajtási jogi tárgyú igazságügyi miniszteri rendeletek módosításáról
- 4/2019. (IV. 5.) PM rendelet A magyarországi telephelyű gépjárművek, továbbá más tagállami telephelyű és magyarországi rendeltetési hellyel rendelkező gépjárművek kötelező gépjármű-felelősségbiztosítási fedezetének fennállását tanúsító igazolóeszközökre vonatkozó szabályokról szóló 34/2009. (XII. 22.) PM rendelet módosításáról
- 11/2019. (IV. 8.) BM rendelet Az egyes lakhatási támogatásokkal kapcsolatos miniszteri rendeletek módosításáról
- 12/2019. (IV. 9.) BM rendelet A Rendőrség szervei illetékességi területének megállapításáról szóló 67/2007. (XII. 28.) IRM rendelet módosításáról
- 14/2019. (IV. 10.) MNB rendelet Az ügyfeleknek pénzügyi eszközökről, befektetési szolgáltatási tevékenységről vagy kiegészítő szolgáltatásról befektetési tanácsot vagy információt nyújtó természetes személyekre vonatkozó, szakmai képességekre és kompetenciákra vonatkozó követelményekről szóló 37/2017. (XII. 27.) MNB rendelet módosításáról
- 5/2019. (IV. 10.) NVTNM rendelet Az országos közutak használatáért fizetendő útdíjak beszedésére alkalmas elektronikus díjszedési rendszer, a tengelysúly-rendszer és az Elektronikus Közúti Áruforgalom Ellenőrző Rendszer jármű ellenőrzéshez szükséges informatikai eszközei felett az államot megillető tulajdonosi jogokat gyakorló és kötelezettségeket teljesítő szervezet kijelöléséről szóló 76/2016. (XII. 30.) NFM rendelet módosításáról
- 6/2019. (IV. 10.) MvM rendelet A statisztikai számjel elemeiről és nómenklatúráiról szóló 21/2012. (IV. 16.) KIM rendelet módosításáról
- 14/2019. (IV. 10.) AM rendelet Az egyes mezőgazdasági csekély összegű támogatásokat szabályozó miniszteri rendeletek módosításáról
- 1/2019. (IV. 10.) KKM rendelet A külképviseletek besorolásáról, valamint a tartós külszolgálaton lévőknek járó deviza-alapilletmény és költségtérítés kiszámításának részletes szabályairól szóló 3/2017. (II. 28.) KKM rendelet módosításáról
- 5/2019. (IV. 11.) HM rendelet A kondicionáló-kiképzési, valamint a katonai kiképzési és oktatási célú rendezvényekről, továbbá a regeneráló pihenés és a rekreáció rendjéről szóló 13/2013. (VIII. 21.) HM rendelet módosításáról
- 13/2019 (IV. 12.) BM rendelet A kormányzati igazgatásról szóló 2018. évi CXXV. törvény hatálybalépésével összefüggésben egyes miniszteri rendeletek módosításáról
- 12/2019. (IV. 12.) IM rendelet A Magyar Nemzeti Bank alelnökének kinevezéséről
- 3/2019. (IV. 15.) NMHH rendelet A honvédelmi és katasztrófavédelmi feladatok ellátásában közreműködésre kötelezett elektronikus hírközlési szolgáltatók kijelöléséről és felkészülési feladataik meghatározásáról szóló 3/2013. (I. 11.) NMHH rendelet módosításáról
- 6/2019. (IV. 15.) HM rendelet A lakhatással összefüggő egyes honvédelmi miniszteri rendeletek módosításáról
- 15/2019. (IV. 17.) MNB rendelet Adatszolgáltatási tárgyú MNB rendeletek módosításáról
- 14/2019. (IV. 17.) BM rendelet Az „A Magyarország és Ukrajna közötti államhatár 2009. és 2016. évek között végrehajtott közös ellenőrzéséről” című zárójegyzőkönyv, valamint a „Kiegészítő határokmányok az államhatár vonalának 1997. és 2003. évek között végrehajtott első közös ellenőrzése eredményei alapján készített határokmányokhoz” című határokmány jóváhagyásáról
- 8/2019. (IV. 18.) ITM rendelet A földgáz biztonsági készlet mértékéről szóló 13/2015. (III. 31.) NFM rendelet módosításáról
- 16/2019. (IV. 23.) MNB rendelet A Magyar Nemzeti Bank elnökének rendelet kiadásában való helyettesíthetőségéről
- 17/2019. (IV. 25.) MNB rendelet A „Földtani Intézet” ezüst emlékérme kibocsátásáról
- 18/2019. (IV. 25.) MNB rendelet A „Földtani Intézet” rézötvözetű emlékérme kibocsátásáról
- 6/2019. (IV. 25.) NVTNM rendelet A Miniszterelnöki Kabinetiroda tulajdonosi joggyakorlóként történő kijelölésével összefüggésben az egyes állami tulajdonban álló gazdasági társaságok felett az államot megillető tulajdonosi jogok és kötelezettségek összességét gyakorló személyek kijelöléséről szóló 1/2018. (VI. 25.) NVTNM rendelet módosításáról
- 15/2019. (IV. 25.) AM rendelet A mezőgazdasági üzemek korszerűsítéséhez, fejlesztéséhez nemzeti hatáskörben nyújtott kedvezményes hitel- és lízingdíj-támogatás igénybevételének részletes feltételeiről szóló 114/2008. (IX. 5.) FVM rendelet módosításáról
- 16/2019. (IV. 29.) AM rendelet A mezőgazdasági és vidékfejlesztési szaktanácsadói tevékenységről és a mezőgazdasági szaktanácsadási rendszerről
- 15/2019. (IV. 29.) BM rendelet Az „A magyar–román államhatáron a 2015. évben a Maros folyó nem szabályozott szakaszán végrehajtott közös ellenőrzés alapján megállapított határvonal – A határszakasz – 2016” című kiegészítő határokmány, valamint a „Jegyzőkönyv a magyar–román államhatár vízi szakaszainak 2015. évi közös ellenőrzéséről” című zárójegyzőkönyv jóváhagyásáról
- 8/2019. (IV. 29.) EMMI rendelet A nemzetiségi célú támogatások 2019. évi igénybevételének, felhasználásának és elszámolásának részletszabályairól
- 9/2019. (IV. 30.) ITM rendelet a biztonsági kőolajkészlet felhasználásáról

#### Május
- 16/2019. (V. 3.) BM rendelet A megkülönböztető és figyelmeztető jelzést adó készülékek felszerelésének és használatának szabályairól szóló 12/2007. (III. 13.) IRM rendelet módosításáról
- 17/2019. (V. 7.) BM rendelet Az „A magyar–osztrák államhatár határjeleinek nyolcadik időszakos ellenőrzéséről” című zárójegyzőkönyv, valamint a „Kiegészítés és módosítás a Magyarország és az Osztrák Köztársaság közötti határvonal részletes leírásához és térképeihez A II, A III, A IV, A V, B I, B II, B III, B IV, B V, B VI, C I, C II, C III, C IV, C V, C VI alszakaszok a határjelek időszakos ellenőrzése 2018” című határokmány jóváhagyásáról
- 7/2019. (V. 7.) MvM rendelet A fejezeti kezelésű előirányzatok és a központi kezelésű előirányzatok kezeléséről és felhasználásáról szóló 8/2016. (III. 25.) MvM rendelet technikai módosításáról
- 4/2019. (V. 8.) NMHH rendelet A frekvenciahasználati jogosultság megszerzését szolgáló árverés és pályázat szabályairól szóló 4/2011. (X. 6.) NMHH rendelet módosításáról
- 17/2019. (V. 10.) AM rendelet Az Agrárgazdasági Kutató Intézet átalakításával összefüggésben egyes agrártárgyú miniszteri rendeletek módosításáról
- 18/2019. (V. 10.) AM rendelet Az iskolagyümölcs- és iskolazöldség-program végrehajtásáról
- 18/2019. (V. 10.) BM rendelet A fejezeti kezelésű előirányzatok felhasználásának rendjéről
- 19/2019. (V. 13.) MNB rendelet A bankjegyek feldolgozásáról, forgalmazásáról, valamint hamisítás elleni védelmével kapcsolatos technikai feladatokról
- 20/2019. (V. 13.) MNB rendelet Az érmék feldolgozásáról, forgalmazásáról, valamint hamisítás elleni védelmével kapcsolatos technikai feladatokról
- 8/2019. (V. 13.) MvM rendelet A Miniszterelnökséget vezető miniszter feladatkörét érintő ágazati honvédelmi feladatokról szóló 25/2015. (IV. 30.) MvM rendelet módosításáról
- 19/2019. (V. 13.) BM rendelet A közúti határátkelőhelyen szolgálatot teljesítő hivatásos állomány vonatkozásában a belügyminiszter irányítása alatt álló rendvédelmi feladatokat ellátó szerveknél a hivatásos szolgálati beosztásokról és a betöltésükhöz szükséges követelményekről szóló 30/2015. (VI. 16.) BM rendelet módosításáról
- 21/2019. (V. 21.) BM rendelet A belügyminiszter által alapított és adományozott elismerésekről szóló 37/2012. (VIII. 2.) BM rendelet módosításáról
- 21/2019. (V. 23.) MNB rendelet a Magyar Nemzeti Bank egyes hatósági döntéseivel kapcsolatos hatáskörgyakorlás, valamint a hatáskör gyakorlója helyettesítésének részletes szabályairól szóló 48/2018. (XII. 21.) MNB rendelet módosításáról
- 3/2019. (V. 27.) TNM rendelet A nemzetiségi és egyházi célú fejezeti kezelésű előirányzatok kezeléséről és felhasználásáról szóló 2/2019. (III. 19.) TNM rendelet módosításáról
- 20/2019. (V. 27.) AM rendelet A szárítmány-előállítók által igénybe vehető költségtámogatásról
- 22/2019. (V. 27.) BM rendelet A rendészeti feladatokat ellátó személyek, a segédfelügyelők, valamint a személy- és vagyonőrök képzéséről és vizsgáztatásáról szóló 68/2012. (XII. 14.) BM rendelet módosításáról
- 23/2019. (V. 27.) BM rendelet A belügyminiszter irányítása alá tartozó rendvédelmi feladatokat ellátó szervek hivatásos szolgálati viszonyban álló tagjai illetményének és egyéb juttatásainak megállapításáról, valamint a folyósítás szabályairól szóló 33/2015. (VI. 16.) BM rendelet módosításáról
- 22/2019. (V. 28.) MNB rendelet Adatszolgáltatási tárgyú MNB rendeletek módosításáról
- 21/2019. (V. 28.) AM rendelet A Duna–Ipoly Nemzeti Park létesítéséről szóló 34/1997. (XI. 20.) KTM rendelet módosításáról
- 10/2019. (V. 29.) ITM rendelet A vasúti társaságok működésének engedélyezéséről szóló 45/2006. (VII. 11.) GKM rendelet módosításáról
- 11/2019. (V. 29.) ITM rendelet A pályahálózat-működtető függetlenségi feltételeiről
- 12/2019. (V. 30.) ITM rendelet  A Koordináló szerv által fizetendő hulladékgazdálkodási szolgáltatási díjról szóló 13/2016. (V. 24.) NFM rendelet módosításáról
- 5/2019. (V. 30.) PM rendelet Az online pénztárgépek és a taxaméterek üzemeltetésére vonatkozó egyes miniszteri rendeletek módosításáról
- 5/2019. (V. 31.) MEKH rendelet A földgáz rendszerhasználati díjakkal kapcsolatos egyes MEKH rendeletek módosításáról
- 22/2019. (V. 31.) AM rendelet A szőlőültetvényekben végzett zöldszüretre igényelhető támogatásról
- 23/2019. (V. 31.) AM rendelet A termelői csoportok elismeréséről szóló 42/2015. (VII. 22.) FM rendelet módosításáról
- 24/2019. (V. 31.) AM rendelet A szántóföldi növényfajok vetőmagvainak előállításáról és forgalomba hozataláról szóló 48/2004. (IV. 21.) FVM rendelet és a Nemzeti Élelmiszerlánc-biztonsági Hivatal, valamint a megyei kormányhivatalok mezőgazdasági szakigazgatási szervei előtt kezdeményezett eljárásokban fizetendő igazgatási szolgáltatási díjak mértékéről, valamint az igazgatási szolgáltatási díj fizetésének szabályairól szóló 63/2012. (VII. 2.) VM rendelet módosításáról
- 25/2019. (V. 31.) AM rendelet Az élelmiszer-vállalkozás működéséhez szükséges szakképesítésekről szóló 34/2018. (XII. 3.) AM rendelet eltérő szöveggel történő hatályba léptetéséről
- 14/2019. (V. 31.) IM rendelet A közjegyzői díjszabásról szóló 22/2018. (VIII. 23.) IM rendelet módosításáról
- 13/2019. (V. 31.) ITM rendelet A vasúti pályahálózathoz történő nyílt hozzáférés részletes szabályairól szóló 55/2015. (IX. 30.) NFM rendelet módosításáról

#### Június[65]
- 7/2019. (VI. 3.) NVTNM rendelet A Magyar Nemzeti Vagyonkezelő Zártkörűen működő Részvénytársaság portfólió-tisztítása, valamint a Belügyminisztérium tulajdonosi joggyakorlóként történő kijelölése érdekében az egyes állami tulajdonban álló gazdasági társaságok felett az államot megillető tulajdonosi jogok és kötelezettségek összességét gyakorló személyek kijelöléséről szóló 1/2018. (VI. 25.) NVTNM rendelet módosításáról[81]
- 23/2019. (VI. 5.) MNB rendelet Pénzforgalmi tárgyú MNB rendeletek módosításáról[66]
- 26/2019. (VI. 7.) AM rendelet Az egyes agrártámogatásokat szabályozó miniszteri rendeletek módosításáról[67]
- 24/2019. (VI. 7.) BM rendelet A Roma Nemzetiség Tanulmányi Ösztöndíjáról[67]
- 7/2019. (VI. 7.) HM rendelet A honvédelmi alkalmazottak jogállásával összefüggő kérdésekről szóló 21/2018. (XII. 28.) HM rendelet módosításáról[67]
- 6/2019. (VI. 7.) PM rendelet A költségvetési szervnél belső ellenőrzési tevékenységet végzők nyilvántartásáról és kötelező szakmai[67]továbbképzéséről, valamint a költségvetési szervek vezetőinek és gazdasági vezetőinek belső kontrollrendszer témájú továbbképzéséről szóló 28/2011. (VIII. 3.) NGM rendelet és a pénzügyminiszter irányítása alá tartozó központi kezelésű előirányzatok kezeléséről és felhasználásáról szóló 16/2018. (XII. 19.) PM rendelet módosításáról
- 6/2019. (VI. 12.) MEKH rendelet A hálózathasználati szerződés felek általi megszegésének egyes eseteire vonatkozó jogkövetkezmények mértékéről és alkalmazásáról szóló 18/2017. (XII. 21.) MEKH rendelet módosításáról[69]
- 14/2019. (VI. 12.) ITM rendelet A fejezeti kezelésű előirányzatok és központi kezelésű előirányzatok kezeléséről és felhasználásáról[69]
- 4/2019. (VI. 13.) TNM rendelet A Nemzetiségi Tanulmányi Ösztöndíjról[82]
- 15/2019. (VI. 13.) IM rendelet Az önkéntes műnyilvántartás részletes szabályairól szóló 26/2010. (XII. 28.) KIM rendelet módosításáról[82]
- 3/2019. (VI. 13.) KKM rendelet A külgazdasági és külügyminiszter által adományozható elismerésekről szóló 1/2014. (VII. 30.) KKM rendelet módosításáról[82]
- 9/2019. (VI. 14.) MvM rendelet A területrendezési tervek készítésének és alkalmazásának kiegészítő szabályozásáról[83]
- 27/2019. (VI. 14.) AM rendelet A baromfi- és sertéságazati piaci szereplők foglalkoztatási célú jövedelempótló támogatásáról[70]
- 4/2019. (VI. 14.) KKM rendelet A fejezeti kezelésű előirányzatok kezeléséről és felhasználásáról[70]
- 8/2019. (VI. 18.) NVTNM rendelet Az EXPO 2020 Magyarország Nonprofit Korlátolt Felelősségű Társaság felett az államot megillető tulajdonosi jogok és kötelezettségek összességét gyakorló személy kijelölése érdekében, valamint a Nemzeti Sportközpontok tulajdonosi joggyakorlóként történő kijelölésével összefüggésben az egyes állami tulajdonban álló gazdasági társaságok felett az államot megillető tulajdonosi jogok és kötelezettségek összességét gyakorló személyek kijelöléséről szóló 1/2018. (VI. 25.) NVTNM rendelet módosításáról[80]
- 25/2019. (VI. 18.) BM rendelet Az egyes miniszteri rendeleteknek a társadalmi felzárkózási területet érintő módosításáról[80]
- 15/2019. (VI. 18.) ITM rendelet A közúti járművek műszaki megvizsgálásáról szóló 5/1990. (IV. 12.) KöHÉM rendelet módosításáról[80]
- 10/2019. (VI. 19.) EMMI rendelet Egyes miniszteri rendeleteknek a népegészségügyi célú, célzott vastag- és végbélszűréshez kapcsolódó módosításáról[71]
- 28/2019. (VI. 20.) AM rendelet Az erdészeti szaporítóanyagokról szóló 110/2003. (X. 21.) FVM rendelet módosításáról[72]
- 29/2019. (VI. 20.) AM rendelet A méhállomány egészségügyi kondíciójának megőrzéséhez igénybe vehető csekély összegű támogatásról[72]
- 16/2019. (VI. 20.) IM rendelet Az igazságügyi szakértők statisztikai adatszolgáltatásáról, a kamarai költségátalány bevallásának és megfizetésének szabályairól, valamint az igazságügyi szakértő által vezetett adattovábbítási nyilvántartásról szóló 13/2016. (VI. 29.) IM rendelet módosításáról[72]
- 17/2019. (VI. 20.) IM rendelet A népszavazás kezdeményezése során a választási irodák hatáskörébe tartozó feladatokról szóló 10/2016. (VI. 28.) IM rendelet módosításáról[72]
- 30/2019. (VI. 25.) AM rendelet A zöldség-gyümölcs termelői szervezetekről szóló 50/2017. (X. 10.) FM rendelet módosításáról
- 7/2019. (VI. 25.) PM rendelet A 2020. évi munkaszüneti napok körüli munkarendről
- 24/2019. (VI. 26.) MNB rendelet jövedelemarányos törlesztőrészlet és a hitelfedezeti arányok szabályozásáról szóló 32/2014. (IX. 10.) MNB rendelet módosításáról
- 7/2019. (VI. 27.) MEKH rendelet A rendszeres adatszolgáltatásra kötelezettek által szolgáltatandó adatok köréről, a teljesítés módjára vonatkozó követelményekről, valamint az adatszolgáltatási kötelezettség határidejéről, továbbá a rendkívüli adatszolgáltatással kapcsolatos rendelkezésekről, valamint a földgáz rendszerhasználati díjak, a külön díjak és a csatlakozási díjak meghatározásának keretszabályairól szóló 8/2016. (X. 13.) MEKH rendelet, a földgáz rendszerhasználati díjak, a külön díjak, valamint a csatlakozási díjak alkalmazásának szabályairól szóló 11/2016. (XI. 14.) MEKH rendelet és a földgáz rendszerhasználati díjak, a külön díjak és a csatlakozási díjak mértékéről szóló 13/2016. (XII. 20.) MEKH rendelet módosításáról szóló 7/2017. (VII. 13.) MEKH rendelet eltérő szöveggel történő hatályba léptetéséről szóló 11/2017. (VIII. 25.) MEKH rendelet módosításáról
- 26/2019. (VI. 27.) BM rendelet A szabálysértésekről, a szabálysértési eljárásról és a szabálysértési nyilvántartási rendszerről szóló 2012. évi II. törvény végrehajtásával kapcsolatos rendelkezésekről, valamint ahhoz kapcsolódó egyes rendeletek módosításáról szóló 22/2012. (IV. 13.) BM rendelet, továbbá a szabálysértési elzárás végrehajtásának részletes szabályairól szóló 57/2014. (XII. 5.) BM rendelet módosításáról
- 8/2019. (VI. 27.) PM rendelet Az automataberendezés üzemeltetőjének adókötelezettségéről
- 27/2019. (VI. 28.) BM rendelet Az idegenrendészeti szervvel összefüggésben egyes miniszteri rendeletek módosításáról
- 18/2019. (VI. 28.) IM rendelet A bírósági végrehajtással összefüggő egyes igazságügyi miniszteri rendeletek módosításáról
- 16/2019. (VI. 28.) ITM rendelet A hajózási tevékenység folytatásának egyes feltételeiről
- 17/2019. (VI. 28.) ITM rendelet Egyes energetikai tárgyú miniszteri rendeletek módosításáról

#### Július[74]
- 25/2019. (VII. 1.) MNB rendelet A „Himnusz megzenésítése” ezüst emlékérme kibocsátásáról
- 26/2019. (VII. 1.) MNB rendelet A „Himnusz megzenésítése” rézötvözetű emlékérme kibocsátásáról
- 11/2019. (VII. 3.) EMMI rendelet A 2019/2020. tanév rendjéről
- 12/2019. (VII. 3.) EMMI rendelet Egyes járványügyi tárgyú miniszteri rendeletek módosításáról
- 8/2019. (VII. 4.) HM rendelet A Magyar Honvédség élelmezési ellátásáról szóló 14/2018. (IX. 17.) HM rendelet módosításáról
- 27/2019. (VII. 5.) MNB rendelet A 2019-ben Magyarországon megrendezésre kerülő Vívó-Világbajnokság alkalmából 50 forintos címletű érme kibocsátásáról
- 9/2019. (VII. 5.) NVTNM rendelet Az Agrárminisztérium, az Innovációs és Technológiai Minisztérium, a Magyar Turisztikai Ügynökség Zrt. és a Petőfi Irodalmi Múzeum tulajdonosi joggyakorlóként történő kijelölésével összefüggésben az egyes állami tulajdonban álló gazdasági társaságok felett az államot megillető tulajdonosi jogok és kötelezettségek összességét gyakorló személyek kijelöléséről szóló 1/2018. (VI. 25.) NVTNM rendelet módosításáról
- 28/2019. (VII. 8.) MNB rendelet A „Kandó Kálmán” rézötvözetű emlékérme kibocsátásáról
- 32/2019. (VII. 8.) AM rendelet A szárítmány-előállítók által igénybe vehető költségtámogatásról szóló 20/2019. (V. 27.) AM rendelet és az egyes állatbetegségek megelőzésével, illetve leküzdésével kapcsolatos támogatások igénylésének és kifizetésének rendjéről szóló 148/2007. (XII. 8.) FVM rendelet módosításáról
- 33/2019. (VII. 9.) AM rendelet A zajkibocsátási határértékek megállapításának, valamint a zaj- és rezgéskibocsátás ellenőrzésének módjáról szóló 93/2007. (XII. 18.) KvVM rendelet, valamint a környezeti zaj- és rezgésterhelési határértékek megállapításáról szóló 27/2008. (XII. 3.) KvVM–EüM együttes rendelet módosításáról
- 28/2019. (VII. 9.) BM rendelet Egyes miniszteri rendeleteknek a büntetőeljárás során gyanúsított vagy vádlott gyermekek részére nyújtandó eljárási biztosítékokról szóló, 2016. május 11-i (EU) 2016/800 európai parlamenti és tanácsi irányelvnek való megfelelés érdekében szükséges módosításáról
- 8/2019. (VII. 12.) MEKH rendelet A rendszer-összekötési pontokra vonatkozó szabályok harmadik országok tekintetében történő alkalmazhatóságáról
- 9/2019. (VII. 12.) MEKH rendelet A földgáz rendszerhasználati díjak, a külön díjak és a csatlakozási díjak mértékéről szóló 13/2016. (XII. 20.) MEKH rendelet módosításáról
- 2/2019. (VII. 12.) MK rendelet A kormányzati informatikai beszerzéssel érintett alkalmazások, informatikai eszközök és szoftverek köréről
- 34/2019. (VII. 12.) AM rendelet Az egyes állatbetegségek és zoonózisok felszámolására, az ellenük való védekezésre és figyelemmel kísérésükre irányuló nemzeti programok 2019. évi finanszírozásának szabályairól
- 13/2019. (VII. 12.) EMMI rendelet A kerettantervek kiadásának és jóváhagyásának rendjéről szóló 51/2012. (XII. 21.) EMMI rendelet módosításáról
- 35/2019. (VII. 15.) AM rendelet A növényvédelmi tevékenységről szóló 43/2010. (IV. 23.) FVM rendelet módosításáról
- 29/2019. (VII. 17.) BM rendelet A belügyminiszter irányítása alá tartozó szervek egyenruha-ellátásra jogosult személyi állományának ruházati és öltözködési szabályzatáról, valamint a különleges foglalkoztatási állomány ruházati, fegyverzeti, kényszerítőeszköz- és világítástechnikai felszereléséről szóló 14/2016. (V. 10.) BM rendelet módosításáról
- 9/2019. (VII. 17.) PM rendelet A Nemzeti Adó- és Vámhivatal hivatásos állományú tagja és kormánytisztviselője által a szolgálati feladatok ellátása, illetve a munkavégzés során magánál tartható vagyontárgyak, magáncélú telekommunikációs eszközök, készpénz, készpénzt helyettesítő eszközök korlátozásának szabályairól
- 18/2019. (VII. 18.) ITM rendelet A mérésügyi igazgatási szolgáltatások igénybevételéért fizetendő díjak megállapításáról szóló 78/1997. (XII. 30.) IKIM rendelet módosításáról
- 37/2019. (VII. 26.) AM rendelet A komlóültetvény létesítéséhez igénybe vehető mezőgazdasági csekély összegű támogatásról
- 19/2019. (VII. 29.) IM rendelet A helyi önkormányzati képviselők és polgármesterek 2019. október 13. napjára kitűzött választása eljárási határidőinek és határnapjainak megállapításáról
- 10/2019. (VII. 30.) MvM rendelet A területi számjelrendszerről szóló 31/2011. (X. 24.) KIM rendelet módosításáról
- 31/2019. (VII. 30.) BM rendelet A belügyminiszter feladat- és hatáskörét érintően a nemzetbiztonsági ellenőrzés alá eső személyek meghatározásáról szóló 15/2015. (IV. 10.) BM rendelet módosításáról
- 16/2019. (VII. 30.) EMMI rendelet Az egészségügyi szolgáltatók szakfelügyeletéről
- 20/2019. (VII. 30.) IM rendelet A helyi önkormányzati képviselők és polgármesterek választásán, valamint a nemzetiségi önkormányzati képviselők választásán a választási irodák hatáskörébe tartozó feladatok végrehajtásának részletes szabályairól és a választási eljárásban használandó nyomtatványokról
- 5/2019. (VII. 31.) NMHH rendelet Az elektronikus hírközlési építmények elhelyezéséről és az elektronikus hírközlési építményekkel kapcsolatos hatósági eljárásokról szóló 14/2013. (IX. 25.) NMHH rendelet módosításáról
- 32/2019. (VII. 31.) BM rendeletA Rendőrség nyomozó hatóságainak hatásköréről és illetékességéről szóló 25/2013. (VI. 24.) BM rendelet módosításáról
- 21/2019. (VII. 31.) IM rendelet A nemzetiségi önkormányzati képviselők 2019. október 13. napjára kitűzött választása eljárási határidőinek és határnapjainak megállapításáról
- 22/2019. (VII. 31.) IM rendelet A helyi önkormányzati képviselők és a polgármesterek általános választása, valamint a nemzetiségi önkormányzati képviselők általános választása költségeinek normatíváiról, tételeiről, elszámolási és belső ellenőrzési rendjéről
- 19/2019. (VII. 31.) ITM rendelet A légiforgalmi szolgálatok ellátásának és eljárásainak szabályairól szóló 57/2016. (XII. 22.) NFM rendelet módosításáról

#### Augusztus[75]
- 20/2019. (VIII. 1.) ITM rendelet A veszélyes áruk szállításáról szóló egyes miniszteri rendeletek módosításáról
- 3/2019. (VIII. 2.) MK rendelet A fejezeti és központi kezelésű előirányzatok kezeléséről és felhasználásáról szóló 2/2018. (XII. 28.) MK rendelet módosításáról
- 23/2019. (VIII. 2.) IM rendelet A cégbejegyzési eljárás és a cégnyilvántartás egyes kérdéseiről szóló 21/2006. (V. 18.) IM rendelet módosításáról
- 24/2019. (VIII. 2.) IM rendelet Egyes büntetőjogi tárgyú igazságügyi miniszteri rendeletek módosításáról
- 21/2019. (VIII. 2.) ITM rendelet A légiforgalmi tájékoztatás rendjéről és a légiforgalmi tájékoztató szolgálat ellátásáról
- 10/2019. (VIII. 5.) NVTNM rendelet Az Aktív- és Ökoturisztikai Fejlesztési Központ Nonprofit Korlátolt Felelősségű Társaság felett az államot megillető tulajdonosi jogok és kötelezettségek összességét gyakorló személy kijelölése érdekében az egyes állami tulajdonban álló gazdasági társaságok felett az államot megillető tulajdonosi jogok és kötelezettségek összességét gyakorló személyek kijelöléséről szóló 1/2018. (VI. 25.) NVTNM rendelet módosításáról
- 11/2019. (VIII. 5.) MvM rendelet A fejezeti kezelésű előirányzatok és a központi kezelésű előirányzatok kezeléséről és felhasználásáról szóló 8/2016. (III. 25.) MvM rendelet Budapest Főváros fejlesztésével összefüggő módosításáról
- 17/2019. (VIII. 5.) EMMI rendelet Az Egészségügyi Tudományos Tanácsról szóló 28/2014. (IV. 10.) EMMI rendelet és az emberen végzett orvostudományi kutatásokról szóló 23/2002. (V. 9.) EüM rendelet módosításáról
- 38/2019. (VIII. 10.) AM rendelet Az egyes agrártárgyú miniszteri rendeletek módosításáról
- 22/2019. (VIII. 10.) ITM rendelet A megújuló energiaforrásból származó villamos energia termelési támogatás korlátairól és a prémium típusú támogatásra irányuló pályázati eljárásról szóló 62/2016. (XII. 28.) NFM rendelet módosításáról
- 10/2019. (VIII. 14.) MEKH rendelet A rendszerüzemeltetési díjból származó árbevétel megosztására vonatkozó kiegyenlítő fizetésekről szóló 1/2015. (II. 13.) MEKH rendelet módosításáról
- 12/2019. (VIII. 14.) MvM rendelet A fővárosi és megyei kormányhivataloknál foglalkoztatott kormánytisztviselők kiemelt ügyintézői osztályba sorolásáról
- 18/2019. (VIII. 14.) EMMI rendelet Az emberi erőforrások minisztere feladatkörébe tartozó egyes miniszteri rendeleteknek a kormányzati igazgatásról szóló törvénnyel összefüggő módosításáról
- 19/2019. (VIII. 14.) EMMI rendelet Az emberi erőforrások minisztere által adományozható elismerésekről szóló 26/2016. (IX. 8.) EMMI rendeletnek a Herczeg Ferenc-díj megalapításával összefüggő módosításáról
- 23/2019. (VIII. 14.) ITM rendelet A minimális építőipari rezsióradíj 2019. évi mértékéről
- 24/2019. (VIII. 14.) ITM rendelet A légiközlekedés, a víziközlekedés és a vasúti közlekedés biztonságát, környezetvédelmét szolgáló kutatási, fejlesztési és koordinációs feladatok végrehajtására kijelölt szervezetről és a közúti közlekedés biztonságát és környezetvédelmét szolgáló kutatási, fejlesztési és koordinációs feladatok végrehajtására kijelölt szervezetről szóló 58/2012. (X. 31.) NFM rendelet módosításáról
- 39/2019. (VIII. 23.) AM rendelet A haszongalamb vásárlásához nyújtott csekély összegű támogatásról
- 28/2019. (VIII. 27.) ITM rendelet A nyomástartó berendezések, a töltő berendezések, a kisteljesítményű sűrített gáztöltő berendezések műszaki-biztonsági hatósági felügyeletéről és az autógáz tartályok időszakos ellenőrzéséről szóló 2/2016. (I. 5.) NGM rendelet módosításáról
- 40/2019. (VIII. 30.) AM rendelet A borászati termékek krízislepárlási támogatásáról
- 41/2019. (VIII. 30.) AM rendelet A tenyészbika tenyésztésbe állításának mezőgazdasági csekély összegű támogatásáról
- 33/2019. (VIII. 30.) BM rendelet Belügyi tárgyú miniszteri rendeletek adatvédelmi szempontú módosításáról
- 34/2019. (VIII. 30.) BM rendelet A fejezeti kezelésű előirányzatok felhasználásának rendjéről szóló 18/2019. (V. 10.) BM rendelet módosításáról
- 20/2019. (VIII. 30.) EMMI rendelet Egyes köznevelési tárgyú miniszteri rendeletek módosításáról és hatályon kívül helyezéséről
- 9/2019. (VIII. 30.) HM rendelet Egyes honvédelmi miniszteri rendeletek módosításáról
- 29/2019. (VIII. 30.) ITM rendelet Egyes szakképzési tárgyú miniszteri rendeletek módosításáról
- 5/2019. (VIII. 30.) KKM rendelet Az Információs Hivatal rendvédelmi igazgatási alkalmazottainak teljesítményértékelési rendszeréről

#### Szeptember[76]
- 30/2019. (IX. 4.) ITM rendelet A közszférabeli szervezetek honlapjainak és mobilalkalmazásainak akadálymentesítése során alkalmazandó akadálymentesítési nyilatkozat tartalmi elemeiről
- 10/2019. (IX. 4.) PM rendelet Az egyes foglalkoztatási tárgyú miniszteri rendeletek módosításáról
- 11/2019. (IX. 4.) PM rendelet A fejezeti kezelésű előirányzatok kezeléséről és felhasználásáról szóló 9/2018. (X. 19.) PM rendeletnek a 2007–2013. évek közötti operatív programok visszaforgó pénzeszközeinek felhasználásával és fejezeti kezelésű előirányzat átvételével összefüggő módosításáról
- 29/2019. (IX. 5.) MNB rendelet A „Semmelweis Egyetem” ezüst emlékérme kibocsátásáról
- 30/2019. (IX. 5.) MNB rendelet A „Semmelweis Egyetem” rézötvözetű emlékérme kibocsátásáról
- 31/2019. (IX. 5.) ITM rendelet A veszélyes folyadékok vagy olvadékok tárolótartályainak, tároló-létesítményeinek műszaki biztonsági követelményeiről, hatósági felügyeletéről szóló 1/2016. (I. 5.) NGM rendelet módosításáról
- 12/2019. (IX. 5.) PM rendelet A pénzügyminiszter irányítása alá tartozó központi kezelésű előirányzatok kezeléséről és felhasználásáról szóló 16/2018. (XII. 19.) PM rendelet módosításáról
- 31/2019. (IX. 6.) MNB rendelet A „Magyar vizsla” rézötvözetű emlékérme kibocsátásáról
- 32/2019. (IX. 6.) ITM rendelet A nukleáris létesítményben foglalkoztatott munkavállalók speciális szakmai képzéséről, továbbképzéséről és az atomenergia alkalmazásával összefüggő tevékenységek folytatására jogosultak köréről szóló 55/2012. (IX. 17.) NFM rendelet, valamint az Országos Atomenergia Hivatal egyes közigazgatási eljárásaiért és igazgatási jellegű szolgáltatásaiért fizetendő díjakról szóló 4/2016. (III. 5.) NFM rendelet módosításáról
- 33/2019. (IX. 10.) ITM rendelet Az innovációért és technológiáért felelős miniszter felelősségi körébe tartozó egyes miniszteri rendeleteknek a kormányzati igazgatásról szóló 2018. évi CXXV. törvény hatálybalépésével összefüggő módosításáról
- 11/2019. (IX. 12.) MEKH rendelet A földgáz rendszerhasználati díjak, a külön díjak, valamint a csatlakozási díjak alkalmazásának szabályairól szóló 11/2016. (XI. 14.) MEKH rendelet módosításáról és a rendszerüzemeltetési díjból származó árbevétel megosztására vonatkozó kiegyenlítő fizetésekről szóló 1/2015. (II. 13.) MEKH rendelet hatályon kívül helyezéséről
- 12/2019. (IX. 13.) NVTNM rendelet A HIPA Nemzeti Befektetési Ügynökség Nonprofit Zártkörűen Működő Részvénytársaság tulajdonosi joggyakorlójának kijelölése érdekében az egyes állami tulajdonban álló gazdasági társaságok felett az államot megillető tulajdonosi jogok és kötelezettségek összességét gyakorló személyek kijelöléséről szóló 1/2018. (VI. 25.) NVTNM rendelet módosításáról
- 34/2019. (IX. 13.) ITM rendelet A légtérhasználattal kapcsolatos egyes miniszteri rendeletek módosításáról
- 35/2019. (IX. 18.) ITM rendelet A nem közúti mozgó gépek belső égésű motorjaival kapcsolatos típusjóváhagyási eljárással összefüggésben fizetendő igazgatási szolgáltatási díjakról
- 32/2019. (IX. 25.) MNB rendelet A jegybanki információs rendszerhez a pénzforgalmi szolgáltatás nyújtásához kapcsolódó egyes adatokra vonatkozóan teljesítendő adatszolgáltatási kötelezettségekről
- 13/2019. (IX. 25.) NVTNM rendelet A nemzeti vagyon kezeléséért felelős tárca nélküli miniszter által adományozható elismerésekről
- 14/2019. (IX. 25.) NVTNM rendelet Az Agro Rehab Nonprofit Korlátolt Felelősségű Társaság tulajdonosi joggyakorlójának kijelölése érdekében az egyes állami tulajdonban álló gazdasági társaságok felett az államot megillető tulajdonosi jogok és kötelezettségek összességét gyakorló személyek kijelöléséről szóló 1/2018. (VI. 25.) NVTNM rendelet módosításáról
- 45/2019. (IX. 25.) AM rendelet Az állattenyésztés részletes szabályairól
- 21/2019. (IX. 25.) EMMI rendelet Az egészségügyi szakmai kollégium működéséről szóló 12/2011. (III. 30.) NEFMI rendelet módosításáról
- 15/2019. (IX. 26.) NVTNM rendelet A Nereus Park Hotel Idegenforgalmi Korlátolt Felelősségű Társaság tulajdonosi joggyakorlójának kijelölése érdekében az egyes állami tulajdonban álló gazdasági társaságok felett az államot megillető tulajdonosi jogok és kötelezettségek összességét gyakorló személyek kijelöléséről szóló 1/2018. (VI. 25.) NVTNM rendelet módosításáról
- 12/2019. (IX. 27.) MEKH rendelet A rendszeres adatszolgáltatásra kötelezettek által szolgáltatandó adatok köréről, a teljesítés módjára vonatkozó követelményekről, valamint az adatszolgáltatási kötelezettség határidejéről, továbbá a rendkívüli adatszolgáltatással kapcsolatos rendelkezésekről, valamint a földgáz rendszerhasználati díjak, a külön díjak és a csatlakozási díjak meghatározásának keretszabályairól szóló 8/2016. (X. 13.) MEKH rendelet, a földgáz rendszerhasználati díjak, a külön díjak, valamint a csatlakozási díjak alkalmazásának szabályairól szóló 11/2016. (XI. 14.) MEKH rendelet és a földgáz rendszerhasználati díjak, a külön díjak és a csatlakozási díjak mértékéről szóló 13/2016. (XII. 20.) MEKH rendelet módosításáról szóló 7/2017. (VII. 13.) MEKH rendelet eltérő szöveggel történő hatályba léptetéséről szóló 11/2017. (VIII. 25.) MEKH rendelet és a Magyar Energetikai és Közmű-szabályozási Hivatal igazgatási szolgáltatási díjainak mértékéről, valamint az igazgatási szolgáltatási, a felügyeleti díjak és egyéb bevételek b [84]
- 16/2019. (IX. 27.) NVTNM rendelet A nemzeti vagyon kezeléséért felelős tárca nélküli miniszter feladat- és hatáskörét érintően a nemzetbiztonsági ellenőrzés alá eső személyek meghatározásáról szóló 2/2018. (VII. 18.) NVTNM rendelet módosításáról
- 33/2019. (IX. 30.) MNB rendelet Új alapanyagú 100 forintos címletű érme kibocsátásáról
- 22/2019. (IX. 30.) EMMI rendelet A személyes gondoskodást nyújtó gyermekjóléti, gyermekvédelmi intézmények, valamint személyek szakmai feladatairól és működésük feltételeiről szóló 15/1998. (IV. 30.) NM rendelet és az emberi erőforrások minisztere által adományozható elismerésekről szóló 26/2016. (IX. 8.) EMMI rendelet módosításáról
- 37/2019. (IX. 30.) ITM rendelet Egyes energetikai árszabályozási tárgyú miniszteri rendeletek módosításáról

#### Október[77]
- 13/2019. (X. 4.) MEKH rendelet A víziközmű-szolgáltatók és ellátásért felelősök adatszolgáltatási kötelezettségéről
- 17/2019. (X. 4.) NVTNM rendelet A Belügyminisztérium tulajdonosi joggyakorlóként történő kijelölésével összefüggésben az egyes állami tulajdonban álló gazdasági társaságok felett az államot megillető tulajdonosi jogok és kötelezettségek összességét gyakorló személyek kijelöléséről szóló 1/2018. (VI. 25.) NVTNM rendelet módosításáról
- 46/2019. (X. 4.) AM rendelet A mezőgazdasági termelőeszközökben bekövetkezett viharkárok részbeni kompenzálásáról, valamint a kárenyhítési hozzájárulás megfizetésével, valamint a kárenyhítő juttatás igénybevételével kapcsolatos egyes kérdésekről szóló 27/2014. (XI. 25.) FM rendelet módosításáról
- 10/2019. (X. 4.) HM rendelet A honvédek illetményéről és illetményjellegű juttatásairól szóló 7/2015. (VI. 22.) HM rendelet módosításáról
- 13/2019. (X. 4.) PM rendelet A Pénzügyi Tudatosság Fejlesztéséért Díjról
- 47/2019. (X. 14.) AM rendelet Az agrártámogatások 2019. évi mértékének megállapításáról, valamint az agrártámogatások 2018. évi mértékének megállapításáról szóló 31/2018. (X. 15.) AM rendelet módosításáról
- 48/2019. (X. 14.) AM rendelet Az étkezési tojást termelő tyúkállományok, valamint tenyészbaromfi fajok állatjóléti támogatásának feltételeiről szóló 38/2016. (VI. 6.) FM rendelet módosításáról
- 14/2019. (X. 14.) PM rendelet A könyvvizsgálói közfelügyeleti feladatokkal összefüggő tevékenységek szabályozásáról szóló 28/2013. (VI. 29.) NGM rendelet módosításáról
- 35/2019. (X. 15.) BM rendelet A belügyminiszter irányítása alá tartozó rendvédelmi feladatokat ellátó szervek hivatásos állományának 2020. évi ruházati utánpótlási ellátmánya terhére kiadandó természetbeni ellátásról
- 36/2019. (X. 15.) BM rendelet Az állandó személyazonosító igazolvány tároló elemén elhelyezett szolgáltatásazonosító felhasználásával ellenőrizhető jogosultságok köréről
- 37/2019. (X. 15.) BM rendelet A megkülönböztető és figyelmeztető jelzést adó készülékek felszerelésének és használatának szabályairól szóló 12/2007. (III. 13.) IRM rendelet módosításáról
- 23/2019. (X. 15.) EMMI rendelet Az Elektronikus Egészségügyi Szolgáltatási Térrel kapcsolatos részletes szabályokról szóló 39/2016. (XII. 21.) EMMI rendelet módosításáról
- 38/2019. (X. 15.) ITM rendelet Az épületek energetikai jellemzőinek meghatározásáról szóló 7/2006. (V. 24.) TNM rendelet módosításáról
- 34/2019. (X. 17.) MNB rendelet A pénzmosás és a terrorizmus finanszírozása megelőzéséről és megakadályozásáról szóló törvény végrehajtásának az MNB által felügyelt szolgáltatókra vonatkozó, valamint az Európai Unió és az ENSZ Biztonsági Tanácsa által elrendelt pénzügyi és vagyoni korlátozó intézkedések végrehajtásáról szóló törvény szerinti szűrőrendszer kidolgozásának és működtetése minimumkövetelményeinek részletes szabályairól szóló 45/2018. (XII. 17.) MNB rendelet módosításáról
- 35/2019. (X. 17.) MNB rendelet A Magyar Nemzeti Bank egyes hatósági döntéseivel kapcsolatos hatáskörgyakorlás, valamint a hatáskör gyakorlója helyettesítésének részletes szabályairól szóló 48/2018. (XII. 21.) MNB rendelet módosításáról
- 4/2019. (X. 17.) MK rendelet A Kőrösi Csoma Sándor díjak adományozásának rendjéről

- 14/2019. (X. 28.) MvM rendelet Az Önálló vállalkozók tevékenységi jegyzéke bevezetéséről és alkalmazásáról szóló 36/2011. (XII. 23.) KIM rendelet módosításáról
- 51/2019. (X. 28.) AM rendelet A 140 kWth és annál nagyobb, de 50 MWth-nál kisebb teljes névleges bemenő hőteljesítményű tüzelőberendezések működési feltételeiről és légszennyező anyagainak kibocsátási határértékeiről szóló 53/2017. (X. 18.) FM rendelet módosításáról
- 6/2019. (X. 28.) KKM rendelet A tartós külszolgálati pályázati rendszerről, valamint a kihelyező szerv által támasztott szakmai követelmények és azok teljesítésének részletes szabályairól szóló 6/2017. (VII. 10.) KKM rendelet módosításáról
- 14/2019. (X. 30.) MEKH rendelet A földgáz rendszerhasználati díjak, a külön díjak, valamint a csatlakozási díjak alkalmazásának szabályairól szóló 11/2016. (XI. 14.) MEKH rendelet módosításáról
- 25/2019. (X. 30.) IM rendelet A bűnügyi nyilvántartási rendszer egyes nyilvántartásai részére történő adatközlés szabályairól szóló 20/2009. (VI. 19.) IRM rendelet módosításáról

#### November[78]
- 38/2019. (XI. 7.) BM rendelet Az egyes ügyintézési folyamatok egyszerűsítéséről szóló 2019. évi LV. törvény végrehajtásához kapcsolódó miniszteri rendeletek módosításáról
- 39/2019. (XI. 15.) BM rendelet Az idegenrendészeti szerv által fenntartott, a menekültügyi őrizet végrehajtására szolgáló intézményre, a befogadó állomásra és a közösségi szállásra, valamint a rendőrség által fenntartott, az idegenrendészeti eljárásban elrendelt őrizet végrehajtására szolgáló őrzött szállásra vonatkozó közegészségügyi követelményekről, a közegészségügyi ellenőrzésekről, valamint az egészségügyi államigazgatási szervvel való együttműködés rendjéről
- 25/2019. (XI. 15.) EMMI rendelet A Szoptatást Támogató Nemzeti Bizottságról

- 18/2019. (XI. 29.) NVTNM rendelet Az Emberi Erőforrások Minisztériuma és a Petőfi Irodalmi Múzeum tulajdonosi joggyakorlásával összefüggésben az egyes állami tulajdonban álló gazdasági társaságok felett az államot megillető tulajdonosi jogok és kötelezettségek összességét gyakorló személyek kijelöléséről szóló 1/2018. (VI. 25.) NVTNM rendelet módosításáról

#### December[79]
- 42/2019. (XII. 3.) MNB rendelet A kötelező gépjármű-felelősségbiztosításokra kiterjedő szerződés- és káradatbázisból történő adatigénylés részletes szabályairól
- 54/2019. (XII. 4.) AM rendelet A géntechnológiai tevékenységre vonatkozó nyilvántartás és adatszolgáltatás rendjéről, valamint a géntechnológiai tevékenységhez szükséges engedély iránti kérelemhez csatolandó dokumentációról szóló 82/2003. (VII. 16.) FVM rendelet és a mezőgazdaság és az ipar területén folytatott géntechnológiai tevékenység egyes szabályairól szóló 142/2004. (IX. 30.) FVM–GKM együttes rendelet módosításáról
- 19/2019. (XII. 7.) NVTNM rendelet Az Adria Port Zártkörűen Működő Részvénytársaság tulajdonosi joggyakorlójának kijelölése érdekében az egyes állami tulajdonban álló gazdasági társaságok felett az államot megillető tulajdonosi jogok és kötelezettségek összességét gyakorló személyek kijelöléséről szóló 1/2018. (VI. 25.) NVTNM rendelet módosításáról
- 15/2019. (XII. 7.) PM rendelet A kormányzati funkciók és államháztartási szakágazatok osztályozási rendjéről
- 16/2019. (XII. 7.) PM rendelet Az államháztartásban felmerülő egyes gyakoribb gazdasági események kötelező elszámolási módjáról szóló 38/2013. (IX. 19.) NGM rendelet módosításáról
- 5/2019. (XII. 10.) MK rendelet A fejezeti és központi kezelésű előirányzatok kezeléséről és felhasználásáról szóló 2/2018. (XII. 28.) MK rendelet módosításáról
- 16/2019. (XII. 10.) MvM rendelet A fejezeti kezelésű előirányzatok és a központi kezelésű előirányzatok kezeléséről és felhasználásáról szóló 8/2016. (III. 25.) MvM rendeletnek a Hungary Helps programmal kapcsolatos módosításáról
- 55/2019. (XII. 10.) AM rendelet Az Európai Mezőgazdasági Vidékfejlesztési Alap társfinanszírozásában megvalósuló egyes támogatások számviteli nyilvántartásával kapcsolatos szabályokról
- 27/2019. (XII. 10.) EMMI rendelet A személyes gondoskodást nyújtó szociális intézmények szakmai feladatairól és működésük feltételeiről szóló 1/2000. (I. 7.) SZCSM rendelet módosításáról
- 12/2019. (XII. 10.) HM rendelet A Magyar Honvédség élelmezési ellátásáról szóló 14/2018. (IX. 17.) HM rendelet módosításáról
- 42/2019. (XII. 11.) BM rendelet Az „A magyar–szlovén államhatáron a határvonal és a határjelek felújításának és karbantartásának 2014–2017. évi munkálatairól” című zárójegyzőkönyv jóváhagyásáról
- 28/2019. (XII. 11.) EMMI rendelet A törzskönyvezett gyógyszerek és a különleges táplálkozási igényt kielégítő tápszerek társadalombiztosítási támogatásba való befogadásának szempontjairól és a befogadás vagy a támogatás megváltoztatásáról szóló 32/2004. (IV. 26.) ESZCSM rendelet módosításáról
- 29/2019. (XII. 11.) EMMI rendelet Az Európai Közösségi jog hatálya alá tartozó, feltétel nélkül elismerésre kerülő egyes egészségügyi oklevelek, bizonyítványok és a képesítés megszerzéséről szóló egyéb tanúsítványok megnevezéséről és az ezen okiratok birtokosaival azonos jogállású személyek köréről szóló 4/2008. (I. 16.) EüM rendelet módosításáról és az egyes egészségügyi tárgyú miniszteri rendeletek módosításáról szóló 17/2018. (VII. 4.) EMMI rendelet eltérő szöveggel történő hatályba léptetéséről
- 17/2019. (XII. 11.) PM rendelet A pénzügyminiszter irányítása alá tartozó központi kezelésű előirányzatok kezeléséről és felhasználásáról szóló 16/2018. (XII. 19.) PM rendelet módosításáról
- 56/2019. (XII. 12.) AM rendelet A szarvasmarha gümőkór elleni védekezésről
- 18/2019. (XII. 12.) PM rendelet A pénzügyminiszter feladat- és hatáskörébe tartozó egyes miniszteri rendeletek módosításáról
- 15/2019. (XII. 14.) MEKH rendelet Egyes földgáz díjakkal kapcsolatos rendeletek módosításáról
- 16/2019. (XII. 14.) MEKH rendelet A villamos energia rendszerhasználati díjak, csatlakozási díjak és külön díjak alkalmazási szabályairól szóló 10/2016. (XI. 14.) MEKH rendelet és a villamos energia rendszerhasználati díjak, csatlakozási díjak és külön díjak mértékéről szóló 15/2016. (XII. 20.) MEKH rendelet módosításáról
- 57/2019. (XII. 14.) AM rendelet A Magyar Méhészeti Nemzeti Program alapján a 2020–2022 közötti végrehajtási időszakokban a központi költségvetés, valamint az Európai Mezőgazdasági Garancia Alap társfinanszírozásában megvalósuló támogatások igénybevételének szabályairól
- 43/2019. (XII. 14.) BM rendelet Vízgazdálkodási tárgyú miniszteri rendeletek módosításáról
- 44/2019. (XII. 14.) BM rendelet A települések katasztrófavédelmi besorolásáról, valamint a katasztrófák elleni védekezés egyes szabályairól szóló 62/2011. (XII. 29.) BM rendelet módosításáról szóló 61/2012. (XII. 11.) BM rendelet módosításáról
- 30/2019. (XII. 14.) EMMI rendelet Az egészségügyi szakellátás társadalombiztosítási finanszírozásának egyes kérdéseiről szóló 9/1993. (IV. 2.) NM rendelet módosításáról
- 31/2019. (XII. 14.) EMMI rendelet A minősített előadó-művészeti szervezetek körének meghatározásáról szóló 5/2012. (VI. 15.) EMMI rendelet módosításáról
- 7/2019. (XII. 14.) KKM rendelet A külképviseletek besorolásáról, valamint a tartós külszolgálaton lévőknek járó deviza-alapilletmény és költségtérítés kiszámításának részletes szabályairól szóló 3/2017. (II. 28.) KKM rendelet módosításáról
- 43/2019. (XII. 17.) MNB rendelet A nem teljesítő kitettségre és az átstrukturált követelésre vonatkozó prudenciális követelményekről szóló 39/2016. (X. 11.) MNB rendelet módosításáról
- 44/2019. (XII. 17.) MNB rendelet A pénzforgalom lebonyolításáról szóló 35/2017. (XII. 14.) MNB rendelet módosításáról
- 17/2019. (XII. 17.) MvM rendelet A kormányablakok személyi és technikai feltételeiről szóló 39/2013. (XII. 30.) KIM rendelet módosításáról
- 18/2019. (XII. 17.) MvM rendelet A Nemzeti Együttműködési Alappal kapcsolatos egyes kérdésekről szóló 5/2012. (II. 16.) KIM rendelet módosításáról
- 45/2019. (XII. 17.) BM rendelet A központosított informatikai és elektronikus hírközlési szolgáltatásokat egyedi szolgáltatási megállapodás útján igénybe vevő szervezetekről, valamint a központi szolgáltató által üzemeltetett vagy fejlesztett informatikai rendszerekről szóló 7/2013. (II. 26.) NFM rendelet módosításáról
- 32/2019. (XII. 17.) EMMI rendelet Egyes egészségügyi és gyógyszerészeti tárgyú miniszteri rendeletek módosításáról
- 45/2019. (XII. 18.) MNB rendelet A Magyar Nemzeti Bank egyes hatósági döntéseivel kapcsolatos hatáskörgyakorlás, valamint a hatáskör gyakorlója helyettesítésének részletes szabályairól
- 21/2019. (XII. 19.) NVTNM rendelet Az Állami Egészségügyi Ellátó Központ tulajdonosi joggyakorlóként történő kijelölése érdekében az egyes állami tulajdonban álló gazdasági társaságok felett az államot megillető tulajdonosi jogok és kötelezettségek összességét gyakorló személyek kijelöléséről szóló 1/2018. (VI. 25.) NVTNM rendelet módosításáról
- 43/2019. (XII. 19.) ITM rendelet a magyar légtér igénybevételéért fizetendő díjról szóló 84/2011. (XII. 29.) NFM rendelet módosításáról
- 44/2019. (XII. 19.) ITM rendelet az útdíj mértékéről és az útdíjköteles utakról szóló 25/2013. (V. 31.) NFM rendelet módosításáról
- 63/2019. (XII. 19.) AM rendelet A levegőterheltségi szint határértékeiről és a helyhez kötött légszennyező pontforrások kibocsátási határértékeiről szóló 4/2011. (I. 14.) VM rendelet módosításáról
- 43/2019. (XII. 19.) ITM rendelet A magyar légtér igénybevételéért fizetendő díjról szóló 84/2011. (XII. 29.) NFM rendelet módosításáról
- 44/2019. (XII. 19.) ITM rendelet Az útdíj mértékéről és az útdíjköteles utakról szóló 25/2013. (V. 31.) NFM rendelet módosításáról
- 20/2019. (XII. 19.) PM rendelet A pénzügyminiszter irányítása alá tartozó központi kezelésű előirányzatok kezeléséről és felhasználásáról
- 17/2019. (XII. 20.) MEKH rendelet Az egyes adatszolgáltatási és díjfizetési tárgyú MEKH rendeletek módosításáról
- 19/2019. (XII. 20.) MvM rendelet Egyes ingatlanok műemlékké nyilvánításáról, illetve műemléki védettségének megszüntetéséről, valamint egyes műemlékvédelmi tárgyú miniszteri rendeletek módosításáról
- 20/2019. (XII. 20.) MvM rendelet A közigazgatási, rendészeti, katonai és nemzetbiztonsági felsőoktatás vonatkozásában az évenként felvehető hallgatói létszám megállapításával és elosztásával kapcsolatos eljárás részletes szabályairól, a Nemzeti Közszolgálati Egyetemre történő felvétel különös feltételeiről, valamint a külföldi hallgatók Nemzeti Közszolgálati Egyetemre történő felvételének, jogállásának és tanulmányainak részletes szabályairól szóló 1/2013. (I. 8.) KIM rendelet módosításáról
- 64/2019. (XII. 20.) AM rendelet A zöldség-gyümölcs termelői szervezetekről szóló 50/2017. (X. 10.) FM rendelet módosításáról
- 65/2019. (XII. 20.) AM rendelet A borászati termékek egységes bizonylatolási, nyilvántartási és elszámolási rendjéről szóló 27/2011. (IV. 12.) VM rendelet, valamint a borkészítésre alkalmas szőlőfajták osztályba sorolásáról szóló 56/2014. (IV. 30.) VM rendelet módosításáról
- 48/2019. (XII. 20.) BM rendelet A Társadalmi Esélyteremtési Főigazgatóság által működtetett egyes szakrendszerek, valamint a kormányzati informatikai beszerzések központosított közbeszerzési feladatainak ellátásának támogatása érdekében a DKÜ által működtetett informatikai rendszer központi szolgáltató általi üzemeltetése és fejlesztése érdekében a központosított informatikai és elektronikus hírközlési szolgáltatásokat egyedi szolgáltatási megállapodás útján igénybe vevő szervezetekről, valamint a központi szolgáltató által üzemeltetett vagy fejlesztett informatikai rendszerekről szóló 7/2013. (II. 26.) NFM rendelet módosításáról
- 49/2019. (XII. 20.) BM rendelet A központosított informatikai és elektronikus hírközlési szolgáltatásokat egyedi szolgáltatási megállapodás útján igénybe vevő szervezetekről, valamint a központi szolgáltató által üzemeltetett vagy fejlesztett informatikai rendszerekről szóló 7/2013. (II. 26.) NFM rendelet Mentésirányítási Rendszer vonatkozású módosításáról
- 33/2019. (XII. 20.) EMMI rendelet Az egészségügyről szóló 1997. évi CLIV. törvénynek a szerv- és szövetátültetésre, valamint -tárolásra és egyes kórszövettani vizsgálatokra vonatkozó rendelkezései végrehajtásáról szóló 18/1998. (XII. 27.) EüM rendelet módosításáról
- 28/2019. (XII. 20.) IM rendelet Magyarország Európai Unió melletti Állandó Képviselete külképviseleti besorolásáról, valamint a tartós külszolgálatot teljesítők deviza-alapilletménye, költségtérítése és az állandó képviseleti devizapótlék kiszámításának részletes szabályairól
- 29/2019. (XII. 20.) IM rendelet A közjegyzői ügyvitel szabályairól
- 30/2019. (XII. 20.) IM rendelet A közjegyzői hatáskörbe tartozó egyes végrehajtási eljárások szabályairól, valamint egyes igazságügyi tárgyú miniszteri rendeletek módosításáról
- 31/2019. (XII. 20.) IM rendelet Egyes cégjogi rendeletek módosításáról
- 32/2019. (XII. 20.) IM rendelet A civil szervezetek bírósági eljárásokban alkalmazandó űrlapjairól szóló 11/2012. (II. 29.) KIM rendelet módosításáról
- 45/2019. (XII. 20.) ITM rendelet A KAV Közlekedési Alkalmassági és Vizsgaközpont Nonprofit Korlátolt Felelősségű Társaság működésével összefüggő egyes közlekedési tárgyú miniszteri rendeletek, továbbá a vasúti vizsgaközpont és a hajózási vizsgaközpont kijelölésével összefüggő miniszteri rendeletek módosításáról
- 46/2019. (XII. 20.) ITM rendelet A vasúti közlekedés biztonságával összefüggő munkakört betöltő munkavállalók vizsgáztatásával összefüggő díjakról
- 22/2019. (XII. 20.) NVTNM rendelet A nemzeti védelmi ipari és védelmi célú fejlesztésekért, valamint a haderő-modernizáció koordinálásáért felelős kormánybiztos tulajdonosi joggyakorlóként való kijelölése érdekében az egyes állami tulajdonban álló gazdasági társaságok felett az államot megillető tulajdonosi jogok és kötelezettségek összességét gyakorló személyek kijelöléséről szóló 1/2018. (VI. 25.) NVTNM rendelet módosításáról
- 6/2019. (XII. 23.) NMHH rendelet A nemzeti frekvenciafelosztásról, valamint a frekvenciasávok felhasználási szabályairól szóló 7/2015. (XI. 13.) NMHH rendelet módosításáról
- 33/2019. (XII. 23.) IM rendelet Az országgyűlési képviselők időközi választása költségeinek normatíváiról, tételeiről, elszámolási és belső ellenőrzési rendjéről
- 34/2019. (XII. 23.) IM rendelet Az országgyűlési képviselők választásán a választási irodák hatáskörébe tartozó feladatok végrehajtásának részletes szabályairól, a választási eredmény országosan összesített adatai körének megállapításáról, valamint a választási eljárásban használandó nyomtatványokról, valamint egyes választási tárgyú rendeletek módosításáról szóló 1/2018. (I. 3.) IM rendelet módosításáról
- 35/2019. (XII. 23.) IM rendelet	A helyi önkormányzati képviselők és polgármesterek időközi választása és a nemzetiségi önkormányzati képviselők időközi választása költségeinek normatíváiról, tételeiről, elszámolási és belső ellenőrzési rendjéről szóló 23/2018. (VIII. 30.) IM rendelet módosításáról
- 21/2019. (XII. 23.) PM rendelet Az önkormányzati adóhatóságok által rendszeresíthető bevallási, bejelentési nyomtatványok tartalmáról szóló 35/2008. (XII. 31.) PM rendelet módosításáról
- 18/2019. (XII. 23.) MEKH rendelet A megújuló energiaforrásból termelt villamos energia működési támogatásának mértékéről szóló 13/2017. (XI. 8.) MEKH rendelet módosításáról
- 23/2019. (XII. 23.) NVTNM rendelet Az egyes állami tulajdonban álló gazdasági társaságok felett az államot megillető tulajdonosi jogok és kötelezettségek összességét gyakorló személyek kijelöléséről szóló 1/2018. (VI. 25.) NVTNM rendelet és az M5, az M6, az M8 és az M60 autópálya koncessziós szerződései szerinti állami tulajdonú vagyonelemek felett az államot megillető tulajdonosi jogokat gyakorló és kötelezettségeket teljesítő személy kijelöléséről szóló 9/2018. (XII. 21.) NVTNM rendelet módosításáról
- 21/2019. (XII. 23.) MvM rendelet Az Európai Közösségi jog hatálya alá tartozó, feltétel nélkül elismerésre kerülő okleveles építészmérnöki oklevelek megnevezéséről és az ezen okiratok birtokosaival azonos jogállású személyek köréről szóló 1/2008. (I. 11.) ÖTM rendelet jogharmonizációs célú módosításáról
- 47/2019. (XII. 23.) ITM rendelet Az egyes légiközlekedési tárgyú miniszteri rendeletek módosításáról
- 48/2019. (XII. 23.) ITM rendelet Egyes energetikai árszabályozási tárgyú miniszteri rendeletek módosításáról
- 22/2019. (XII. 23.) PM rendelet A költségvetési szervnél és köztulajdonban álló gazdasági társaságnál belső ellenőrzési tevékenységet végzők nyilvántartásáról és kötelező szakmai továbbképzéséről, valamint a költségvetési szervek vezetőinek és gazdasági vezetőinek belső kontrollrendszer témájú kötelező továbbképzéséről
- 23/2019. (XII. 23.) PM rendelet A fejezeti kezelésű előirányzatok kezeléséről és felhasználásáról szóló 9/2018. (X. 19.) PM rendeletnek a Magyarország 2020. évi központi költségvetéséről szóló 2019. évi LXXI. törvénnyel összefüggő módosításáról
- 50/2019. (XII. 27.) BM rendelet A 2019. évi egyszeri fegyveres testületi juttatás megállapításával összefüggésben az Országgyűlési Őrség hivatásos állományát érintő gazdasági tárgyú szabályokról szóló 85/2012. (XII. 28.) BM rendelet módosításáról
- 51/2019. (XII. 27.) BM rendelet A 2019. évi egyszeri fegyveres testületi juttatás megállapításával összefüggésben a belügyminiszter irányítása alá tartozó rendvédelmi feladatokat ellátó szervek hivatásos szolgálati viszonyban álló tagjai illetményének és egyéb juttatásainak megállapításáról, valamint a folyósítás szabályairól szóló 33/2015. (VI. 16.) BM rendelet módosításáról
- 24/2019. (XII. 30.) NVTNM rendelet A Honvédelmi Minisztérium tulajdonosi joggyakorlóként történő kijelölése érdekében az egyes állami tulajdonban álló gazdasági társaságok felett az államot megillető tulajdonosi jogok és kötelezettségek összességét gyakorló személyek kijelöléséről szóló 1/2018. (VI. 25.) NVTNM rendelet módosításáról
- 6/2019. (XII. 30.) MK rendelet A Nemzeti Filmiroda egyes eljárásainak igazgatási szolgáltatási díjairól és a díjfizetés módjáról
- 7/2019. (XII. 30.) MK rendelet A filmalkotások korhatár szerinti megjelölésének feltételeiről és a korhatár besorolási kategóriák feltüntetésének módjairól, valamint az állami támogatás igénybevételének alapjául szolgáló filmgyártási költségek megállapításáról
- 8/2019. (XII. 30.) MK rendelet A mozgóképszakmai hatóság által vezetett nyilvántartások részletes szabályairól és az igazolások kiadásának rendjéről
- 66/2019. (XII. 30.) AM rendelet Az agrárminiszter feladatkörébe tartozó, egyes agrártámogatások keretösszegét érintő módosításokról
- 67/2019. (XII. 30.) AM rendelet Az agrárminiszter feladatkörébe tartozó egyes fejezeti kezelésű előirányzatok módosításáról
- 52/2019. (XII. 30.) BM rendelet A katasztrófavédelmi hatóság hatáskörébe tartozó, a veszélyes áruk szállítására használt egyes eszközök jóváhagyásával kapcsolatos eljárásokért fizetendő igazgatási szolgáltatási díjról
- 34/2019. (XII. 30.) EMMI rendelet A közneveléssel összefüggésben egyes miniszteri rendeletek módosításáról és hatályon kívül helyezéséről
- 36/2019. (XII. 30.) IM rendelet A fejezeti kezelésű előirányzatok kezeléséről és felhasználásáról szóló 10/2015. (V. 29.) IM rendeletnek a határon átnyúló tartási ügyekben a központi hatósági feladatok ellátásáról szóló 2011. évi LXVII. törvény és a Kormány tagjainak feladat- és hatásköréről szóló 94/2018. (V. 22.) Korm. rendelet módosításával összefüggő módosításáról
- 49/2019. (XII. 30.) ITM rendelet A fejezeti kezelésű előirányzatok és központi kezelésű előirányzatok kezeléséről és felhasználásáról szóló 14/2019. (VI. 12.) ITM rendelet módosításáról
- 24/2019. (XII. 30.) PM rendelet Az Elektronikus Közúti Áruforgalom Ellenőrző Rendszer működéséről szóló 5/2015. (II. 27.) NGM rendelet módosításáról
- 35/2019. (XII. 30.) EMMI rendelet A fejezeti kezelésű előirányzatok és központi kezelésű előirányzatok kezeléséről és felhasználásáról szóló 58/2015. (XII. 30.) EMMI rendelet módosításáról
- 36/2019. (XII. 30.) EMMI rendelet Az egyes gyógyszerek társadalombiztosítási támogatásáról szóló miniszteri rendeletek módosításáról

### Kormányhatározatok

#### Január (1001–1018)
- 1001/2019. (I. 9.) Korm. határozat A Nemzeti Együttműködési Alap alapkezelőjének változása miatt szükséges fejezetek közötti előirányzat-átcsoportosításról[85]
- 1002/2019. (I. 9.) Korm. határozat A „30 éve szabadon” emlékévről[85]
- 1003/2019. (I. 18.) Korm. határozat Az ENSZ Nemzetközi Mezőgazdasági Fejlesztési Alapnál (IFAD) Magyarországot képviselő kormányzótanácsi tagok kinevezéséről[16]
- 1004/2019. (I. 18.) Korm. határozat A települési önkormányzatok 2019. évi feladatainak támogatásáról[16]
- 1005/2019. (I. 22.) Korm. határozat A központi költségvetés költségvetési bevételeinek és költségvetési kiadásainak, valamint költségvetési egyenlegének és az államadósságnak a 2019–2021. évekre tervezett összegéről[17]
- 1006/2019. (I. 22.) Korm. határozat A Kormány ügyrendjéről szóló 1144/2010. (VII. 7.) Korm. határozat módosításáról[17]
- 1007/2019. (I. 24.) Korm. határozat Az MFK Magyar Fejlesztési Központ Nonprofit Korlátolt Felelősségű Társaság tulajdonosi joggyakorlójának változásához kapcsolódó források átadásáról[18]
- 1008/2019. (I. 24.) Korm. határozat A nemzeti pénzügyi szolgáltatásokat érintő intézkedésről[18]
- 1009/2019. (I. 24.) Korm. határozat A hatvani Széchenyi Zsigmond Kárpát-medencei Magyar Vadászati Múzeum és annak feladatai ellátását szolgáló ingatlan helyzetének rendezéséről szóló 1572/2017. (VIII. 28.) Korm. határozat módosításáról[18]
- 1010/2019. (I. 24.) Korm. határozat A Társadalmi Innováció Tanácsról szóló 1689/2017. (IX. 22.) Korm. határozat hatályon kívül helyezéséről[18]
- 1011/2019. (I. 25.) Korm. határozat A Nemzetközi Beruházási Bank és Magyarország Kormánya között kötendő székhely-megállapodás szövegének végleges megállapítására adott felhatalmazásról[19]
- 1012/2019. (I. 25.) Korm. határozat Állami tulajdonban álló ingatlan Katolikus Karitász – Caritas Hungarica részére ingyenesen történő tulajdonba adásáról[19]
- 1013/2019. (I. 25.) Korm. határozat A Balatoni Hajózási Zártkörűen működő Részvénytársaság működésével és fejlesztésével kapcsolatos állami szerepvállalásról[19]
- 1014/2019. (I. 25.) Korm. határozat A Sopron rendezvényterületének kialakításához szükséges intézkedésekről[19]
- 1015/2019. (I. 25.) Korm. határozat Kormánybiztos kinevezéséről[19]
- 1016/2019. (I. 28.) Korm. határozat A rendkívüli kormányzati intézkedésekre szolgáló tartalékból történő előirányzat-átcsoportosításról, fejezetek közötti és fejezeten belüli előirányzat-átcsoportosításokról, valamint egyes kormányhatározatok módosításáról[20]
- 1017/2019. (I. 30.) Korm. határozat A Pécsi Sport Nonprofit Zártkörűen Működő Részvénytársaság sportcélú működéséhez szükséges forrás biztosítása érdekében a rendkívüli kormányzati intézkedésekre szolgáló tartalékból történő előirányzat-átcsoportosításról[86]
- 1018/2019. (I. 31.) Korm. határozat Az Indítsuk Be Magyarországot Alapítvány támogatásának biztosításáról[87]

#### Február (1019–1078)
- 1019/2019. (II. 5.) Korm. határozat A Rómer Flóris Terv megvalósítását elősegítő forrás növeléséről, valamint további szükséges intézkedésekről[21]
- 1020/2019. (II. 5.) Korm. határozat Állami tulajdonban álló ingatlan Piarista Rend Magyar Tartománya részére történő ingyenes tulajdonba adásáról[21]
- 1021/2019. (II. 6.) Korm. határozat A Népi Építészeti Program folytatásáról[88]
- 1022/2019. (II. 7.) Korm. határozat Az EFOP-2.2.0-16-2016-00001 azonosító számú („Egészségügyi szakellátók szállóinak fejlesztése” című) projekt támogatásának növeléséről[89]
- 1023/2019. (II. 11.) Korm. határozat A 2021–2027 közötti időszakra vonatkozó európai uniós kohéziós források versenyképességet növelő felhasználásának tervezéséről[22]
- 1024/2019. (II. 11.) Korm. határozat A Programozási Munkacsoport létrehozásáról[22]
- 1025/2019. (II. 11.) Korm. határozat A 2019. évi fejlesztéspolitikai célokról és a 2018. évi fejlesztéspolitikai célok teljesüléséről[22]
- 1026/2019. (II. 11.) Korm. határozat A KEHOP-1.4.0-15-2016-00017 azonosító számú („Tisza hullámtér: Nagyvízi meder vízszállító képességének javítása a szolnoki vasúti híd és Kisköre közötti szakaszon” című) nagyprojekt-javaslat jóváhagyásáról, támogatásának növeléséről, valamint a kapcsolódó kormányhatározatok módosításáról és visszavonásáról[22]
- 1027/2019. (II. 11.) Korm. határozat A KEHOP-1.6.0-15-2016-00005 azonosító számú („Tűzoltó laktanyák kialakítása – Gyöngyös” című) projekt támogatásának növeléséről, valamint a Környezeti és Energiahatékonysági Operatív Program éves fejlesztési keretének megállapításáról szóló 1084/2016. (II. 29.) Korm. határozat módosításáról[22]
- 1028/2019. (II. 11.) Korm. határozat A KEHOP-2.1.3. és a KEHOP-2.2.2. azonosító jelű felhívások keretében megvalósuló egyes projektek támogatásának növeléséről, valamint a Környezeti és Energiahatékonysági Operatív Program éves fejlesztési keretének megállapításáról szóló 1084/2016. (II. 29.) Korm. határozat módosításáról[22]
- 1029/2019. (II. 11.) Korm. határozat a TOP-6.2.1-15-KA1-2016-00006 azonosító számú („Festetics Karolina Központi Óvodának és tagintézményeinek fejlesztése” című) és a TOP-6.2.1-15-DE1-2016-00010 azonosító számú („Debrecen Megyei Jogú Város Egyesített Bölcsődei intézményének Ősz utcai Tagintézménye és a Mosolykert Óvoda felújítása” című) projekt támogatásának növeléséről[22]
- 1030/2019. (II. 11.) Korm. határozat A Terület- és Településfejlesztési Operatív Program 6. prioritása keretében finanszírozott egyes projektek támogatásának növeléséről[22]
- 1031/2019. (II. 11.) Korm. határozat A Terület- és Településfejlesztési Operatív Program 1., 3. és 4. prioritása keretében finanszírozott egyes projektek támogatásának növeléséről[22]
- 1032/2019. (II. 11.) Korm. határozat A „Százhalombatta–Pusztaszabolcs vasútvonal korszerűsítése és ETCS2 vonatbefolyásoló rendszer kiépítése” tárgyú, az Európai Hálózatfinanszírozási Eszköz által társfinanszírozott projekt részét képező Érd – Érd alsó összekötő vágány megvalósításával összefüggésben felmerült költségnövekménnyel kapcsolatos intézkedésekről[22]
- 1033/2019. (II. 11.) Korm. határozat A Magyarország Kormánya és az Iraki Köztársaság Kormánya közötti gazdasági, kereskedelmi, tudományos és műszaki együttműködésről szóló Megállapodás szövegének végleges megállapítására adott felhatalmazásról[22]
- 1034/2019. (II. 13.) Korm. határozat A Nemzeti Hauszmann Program megvalósításáról és a végrehajtásához szükséges 2019. évi, 2020. évi és 2021. évi forrás biztosításáról[23]
- 1035/2019. (II. 13.) Korm. határozat A Várkapitányság Integrált Területfejlesztési Központ Nonprofit Zártkörűen Működő Részvénytársaság feladatainak ellátása érdekében szükséges forrás biztosításáról[23]
- 1036/2019. (II. 13.) Korm. határozat A nyíregyházi Kállay-kúria felújításához szükséges forrás biztosításáról szóló 1495/2015. (VII. 21.) Korm. határozat módosításáról[23]
- 1037/2019. (II. 14.) Korm. határozat Balatonalmádi Város Önkormányzata sportinfrastruktúra fejlesztési célú támogatása kapcsán szükséges intézkedésekről[24]
- 1038/2019. (II. 14.) Korm. határozat Tápiószecső Nagyközségi Önkormányzat feladatainak támogatásáról[24]
- 1039/2019. (II. 18.) Korm. határozat A Nemzetközi Holokauszt Megemlékezési Szövetség keretében kidolgozott antiszemitizmus-definíció alkalmazásának előmozdításáról[90]
- 1040/2019. (II. 18.) Korm. határozat Az Európa Tanács felülvizsgált filmkoprodukciós egyezménye szövegének végleges megállapítására adott felhatalmazás[90]
- 1041/2019. (II. 18.) Korm. határozat A Budai Várnegyed területén megvalósuló kormányzati beruházásokért felelős kormánybiztos kinevezéséről és feladatairól[25]
- 1042/2019. (II. 18.) Korm. határozat A nemzeti identitás erősítését célzó programokról[25]
- 1043/2019. (II. 18.) Korm. határozat A nemzetközi tenisztornák Magyarországon történő megrendezéséhez szükséges kormányzati intézkedésekről[25]
- 1044/2019. (II. 18.) Korm. határozat A tudományos alkotói járadék forrásának biztosításáról[25]
- 1045/2019. (II. 18.) Korm. határozat Az Országos Rabbiképző – Zsidó Egyetem támogatásáról[25]
- 1046/2019. (II. 18.) Korm. határozat A vallásos alkotó közösségek, zenei együttesek és zenészek hosszú távú működését biztosító forrásbiztosításról[25]
- 1047/2019. (II. 18.) Korm. határozat A XI. Miniszterelnökség és a LXV. Bethlen Gábor Alap fejezet közötti előirányzat-átcsoportosításról[25]
- 1048/2019. (II. 18.) Korm. határozat Bonyhád Város Önkormányzata sportinfrastruktúra fejlesztési célú támogatása kapcsán szükséges intézkedésekről[25]
- 1049/2019. (II. 18.) Korm. határozat Az erdélyi intézmények működésének és beruházásainak finanszírozásához szükséges forrás biztosításáról[25]
- 1050/2019. (II. 18.) Korm. határozat A borsi Rákóczi-kastély felújítás II. ütemének forrás biztosításáról[25]
- 1051/2019. (II. 18.) Korm. határozat A Muravidéki Magyar Önkormányzati Nemzeti Közösség működésének és beruházásának finanszírozásához szükséges forrás biztosításáról[25]
- 1052/2019. (II. 18.) Korm. határozat A KEHOP-2.2.2-15-2016-00066 azonosító számú, „Észak- és Közép-Dunántúli szennyvízelvezetési és -kezelési fejlesztés 7. (ÉKDU 7)” című projekt támogatásának növeléséről, valamint a Környezeti és Energiahatékonysági Operatív Program éves fejlesztési keretének megállapításáról szóló 1084/2016. (II. 29.) Korm. határozat módosításáról[25]
- 1053/2019. (II. 21.) Korm. határozat A NÖF Nemzeti Örökségvédelmi Fejlesztési Nonprofit Korlátolt Felelősségű Társaság feladatainak ellátása érdekében szükséges többletforrás biztosításáról[91]
- 1054/2019. (II. 21.) Korm. határozat A kecskeméti Katona József Színház komplex felújításával összefüggő beruházások előkészítésének a Beruházás Előkészítési Alapból történő támogatásáról[91]
- 1055/2019. (II. 22.) Korm. határozat A 2019. évi FINA Úszó Bajnokok Sorozat magyarországi versenye megrendezése érdekében szükséges kormányzati intézkedésekről[26]
- 1056/2019. (II. 22.) Korm. határozat A fejezetek közötti előirányzat-átcsoportosításokról[26]
- 1057/2019. (II. 22.) Korm. határozat A rendkívüli kormányzati intézkedésekre szolgáló tartalékból és a Központi Maradványelszámolási Alapból történő előirányzat-átcsoportosításról, az államháztartásról szóló törvény végrehajtásáról szóló 368/2011. (XII. 31.) Korm. rendeletben meghatározott befizetési kötelezettség egy részének elengedéséről, a központi költségvetést érintő címrendi módosításról, valamint egyes kormányhatározatok[26]
- 1058/2019. (II. 22.) Korm. határozat Költségvetési támogatások biztosításáról szóló kormányhatározatok módosításáról[26]
- 1059/2019. (II. 22.) Korm. határozat A települési önkormányzatok támogatásáról és egyes települési önkormányzatok támogatását érintő kormányhatározatok módosításáról[26]
- 1060/2019. (II. 22.) Korm. határozat Az MKUK Magyar Kanizsai Udvari Kamaraszínház Nonprofit Korlátolt Felelősségű Társaság történelmi vándorszínházi tevékenységéhez kapcsolódó feladatokról[26]
- 1061/2019. (II. 25.) Korm. határozat A kárpátaljai magyar bázisiskolák fejlesztési programjának megvalósításához szükséges forrás biztosításáról[27]
- 1062/2019. (II. 25.) Korm. határozat A nemzeti jelentőségű vajdasági magyar intézmények programjai és megkezdett beruházásai megvalósításához szükséges forrás biztosításáról[27]
- 1063/2019. (II. 25.) Korm. határozat A büntetés-végrehajtási szervek statikus és dinamikus biztonsági elemeinek fejlesztéséről[28]
- 1064/2019. (II. 25.) Korm. határozat A 2021–2027 programozási időszakra való felkészülés keretében új forráselosztási eszközök kidolgozásáról
- 1065/2019. (II. 25.) Korm. határozat A KEHOP-4.1.0-15-2015-00003 azonosító számú („A természetvédelmi területkezelési infrastruktúra fejlesztés a Duna–Dráva Nemzeti Park Igazgatóság működési területén” című) projekt támogatásának növeléséről[28]
- 1066/2019. (II. 25.) Korm. határozat A KEHOP-1.4.0-15-2016-00014 azonosító számú („VTT Hullámtér rendezése a Közép-Tiszán” című) nagyprojekt-javaslat jóváhagyásáról, támogatásának növeléséről, valamint a Környezeti és Energiahatékonysági Operatív Program éves fejlesztési keretének megállapításáról szóló 1084/2016. (II. 29.) Korm. határozat módosításáról[28]
- 1067/2019. (II. 27.) Korm. határozat Magyarországnak az Egyesült Nemzetek Szervezete keretében felállítandó Terrorizmus Elleni Koordinátorok Globális Hálózatához, valamint az Egyesült Nemzetek Szervezete keretében már működő Terrorizmus Elleni Hálózathoz történő csatlakozásáról[29]
- 1068/2019. (II. 27.) Korm. határozat Az ukrajnai Beregszászi járásban működő II. Rákóczi Ferenc Kárpátaljai Magyar Főiskolán tervezett tanuszoda- és tornaterem-fejlesztés megvalósításához szükséges támogatással kapcsolatos intézkedésekről[29]
- 1069/2019. (II. 27.) Korm. határozat A felvidéki Szepsi városában tervezett iskolaközpont épületkomplexuma kivitelezésének megvalósításáról[29]
- 1070/2019. (II. 28.) Korm. határozat A hazai kommunikációért felelős kormánybiztos kinevezéséről és feladatairól[4]
- 1071/2019. (II. 28.) Korm. határozatvA KEHOP-4.1.0-15-2016-00016 azonosító számú („Az Őrségi Nemzeti Park Igazgatóság működési területén található Natura 2000 területeket bemutató hálózat létrehozása” című) projekt támogatásának növeléséről, valamint a Környezeti és Energiahatékonysági Operatív Program éves fejlesztési keretének megállapításáról szóló 1084/2016. (II. 29.) Korm. határozat módosításáról[4]
- 1072/2019. (II. 28.) Korm. határozat A Terület- és Településfejlesztési Operatív Program keretében megvalósuló integrált területi programok jóváhagyásáról szóló 1612/2016. (XI. 8.) Korm. határozat módosításáról[4]
- 1073/2019. (II. 28.) Korm. határozat A Heves város külterületén fekvő földterület beruházási célterületté nyilvánításáról[4]
- 1074/2019. (II. 28.) Korm. határozat A Markaz község külterületén fekvő földterület beruházási célterületté nyilvánításáról[4]
- 1075/2019. (II. 28.) Korm. határozat A Tokaj, Felső-Tisza és Nyírség kiemelt turisztikai fejlesztési térség meghatározásáról és a térségben megvalósítandó egyes fejlesztések megvalósításához szükséges források biztosításáról szóló 1092/2017. (II. 21.) Korm. határozat végrehajtása során alkalmazandó eltérő rendelkezésekről, valamint a Sopron-Fertő kiemelt turisztikai fejlesztési térség meghatározásáról és a térségben megvalósítandó egyes fejlesztések megvalósításához szükséges források biztosításáról szóló 1862/2016. (XII. 27.) Korm. határozat módosításáról[4]
- 1076/2019. (II. 28.) Korm. határozat A Modern Városok Program keretében Kaposváron megvalósuló tízpályás versenymedencés városi uszoda beruházás megvalósításához szükséges többletforrás biztosításáról[4]
- 1077/2019. (II. 28.) Korm. határozat A Ciprusi Köztársaság Belügyminisztériumának Menekültügyi Szolgálata részére szoftver használati engedélyének ingyenes átruházásáról[4]
- 1078/2019. (II. 28.) Korm. határozat A Magyarország Kormánya és a Bolgár Köztársaság Kormánya között a Bolgár Köztársaság budapesti diplomáciai képviseletének ingatlanszükségleteit illető kérdések rendezéséről szóló megállapodás szövegének végleges megállapítására adott felhatalmazásról[4]

#### Március (1079–1169)
- 1079/2019. (III. 1.) Korm. határozat „Életmentő Emlékérem” adományozásáról[30]
- 1080/2019. (III. 1.) Korm. határozat Magyarország légiközlekedési terep és akadály adatbázisának létrehozásával és fenntartásával kapcsolatos feladatokról[30]
- 1081/2019. (III. 1.) Korm. határozat A KEHOP-2.1.2 és a KEHOP-2.1.3 azonosító jelű felhívás keretében megvalósuló egyes projektek támogatásának növeléséről, valamint a Környezeti és Energiahatékonysági Operatív Program éves fejlesztési keretének megállapításáról szóló 1084/2016. (II. 29.) Korm. határozat módosításáról[30]
- 1082/2019. (III. 1.) Korm. határozat A 2014–2020 közötti programozási időszakban uniós forrásból megvalósítani tervezett nagyprojektekkel kapcsolatos feladatokról szóló 1374/2017. (VI. 13.) Korm. határozat módosításáról[30]
- 1083/2019. (III. 1.) Korm. határozat A 2014–2020. évek közötti határ menti közúti infrastruktúra-fejlesztésekről szóló 1007/2016. (I. 18.) Korm. határozat módosításáról[30]
- 1084/2019. (III. 5.) Korm. határozat A Nemzeti Eszközkezelő Programban részt vevő természetes személyek otthonteremtésének biztosításáról szóló jogszabályok végrehajtása érdekében szükséges többletforrás biztosításáról[31]
- 1085/2019. (III. 5.) Korm. határozat Az állami tankönyvkiadás egyes feladatainak végrehajtásához szükséges pénzügyi forrás biztosításáról[31]
- 1086/2019. (III. 5.) Korm. határozat A Modern Városok Program keretében egy dunaújvárosi szálloda és rendezvényközpont létesítéséhez szükséges támogatás biztosításáról[31]
- 1087/2019. (III. 5.) Korm. határozat A Modern Városok Program keretében a dunaújvárosi Aquantis élményfürdő felújítása és Fürdőpark kialakítására vonatkozó beruházás megvalósítása érdekében történő támogatás biztosításáról[31]
- 1088/2019. (III. 5.) Korm. határozat A dunaújvárosi Kézilabda Akadémia beruházási megvalósítási programjának módosításáról[31]
- 1089/2019. (III. 5.) Korm. határozat A Komárom városában megvalósítani szükséges víziközmű fejlesztések támogatásáról[31]
- 1090/2019. (III. 5.) Korm. határozat A Buenos Airesben 2019. március 20–22. között megrendezésre kerülő második Magas Szintű Dél-Dél Együttműködési ENSZ Konferencián való magyar részvételről[31]
- 1091/2019. (III. 6.) Korm. határozat A Terrorelhárítási Információs és Bűnügyi Elemző Központ képességeinek fejlesztéséhez szükséges költségvetési többletforrások biztosításáról[32]
- 1092/2019. (III. 8.) Korm. határozat A térítésmentes tankönyvellátásnak a köznevelés nappali rendszerű iskolai oktatás 10–16. évfolyamaira történő kiterjesztéséről[34]
- 1093/2019. (III. 8.) Korm. határozat Az országos Tudományos és Innovációs, Technológiai, illetve Ipari Park hálózat kiépítésének koncepciójáról[34]
- 1094/2019. (III. 8.) Korm. határozat A Szerb Köztársaság Rendőrsége részére szolgálati kutyák ingyenes átadásáról[34]
- 1095/2019. (III. 8.) Korm. határozat A Modern Városok Program keretében a Győr és Pannonhalma Világörökség közötti kerékpárút kiépítése érdekében szükséges forrás-átcsoportosításról[34]
- 1096/2019. (III. 8.) Korm. határozat A szegedi ELI-ALPS lézeres kutatóközpont kihasználtságáról és a kihasználtság növelése érdekében szükséges intézkedésekről[34]
- 1097/2019. (III. 8.) Korm. határozat A magyar divat és design fejlesztésének és a turisztikai szempontból kiemelt jelentőségű fesztiválok, kulturális nagyrendezvények támogatásáról[34]
- 1098/2019. (III. 8.) Korm. határozat Magyarország Bangkoki Nagykövetségének Vientiáni Irodája megnyitásához szükséges intézkedésekről[34]
- 1099/2019. (III. 8.) Korm. határozat Magyarország Jeruzsálemi Külgazdasági Irodájának megnyitásához szükséges intézkedésekről[34]
- 1100/2019. (III. 8.) Korm. határozat Az Ázsia–Európa Találkozó Közlekedési Miniszteri Értekezletének és kapcsolódó eseményeinek megrendezéséhez szükséges támogatás és pénzügyi feltételek biztosításáról[34]
- 1101/2019. (III. 8.) Korm. határozat Az Ugandában megvalósítandó fejlesztési program pénzügyi forrásának biztosításáról[34]
- 1102/2019. (III. 8.) Korm. határozat A Magyarország Kormánya és a Szerb Köztársaság Kormánya között a fenntartható vízgazdálkodás terén a határvizeken és a közös érdekű vízgyűjtőkön történő együttműködésről szóló egyezmény szövegének végleges megállapítására adott felhatalmazásról[34]
- 1103/2019. (III. 8.) Korm. határozat A Magyarország Kormánya és a Zöld-foki Köztársaság Kormánya között a beruházások ösztönzéséről és kölcsönös védelméről szóló Megállapodás szövegének végleges megállapítására adott felhatalmazásról[34]
- 1104/2019. (III. 8.) Korm. határozat A rendkívüli kormányzati intézkedésekre szolgáló tartalékból, a Központi Maradványelszámolási Alapból történő és fejezetek közötti előirányzat-átcsoportosításról, a központi költségvetés címrendjének módosításáról, valamint egyes kormányhatározatok módosításáról[34]
- 1105/2019. (III. 11.) Korm. határozat Magyarország és a Szerb Köztársaság között a 2018. február 9-i kormányzati csúcs alkalmával aláírásra került kétoldalú gazdasági és technikai segítségnyújtásról szóló megállapodás végrehajtásával kapcsolatos 2019. évben felmerülő feladatokról és költségekről, továbbá jelen együttműködés nyugat-balkáni régió többi országára történő kiterjeszthetőségének módjáról[35]
- 1106/2019. (III. 11.) Korm. határozat A Magyarország Kormánya és Zalaegerszeg Megyei Jogú Város Önkormányzata közötti együttműködési megállapodás végrehajtásával összefüggésben kormányhatározatok módosításáról[35]
- 1107/2019. (III. 12.) Korm. határozat A Magyarország Kiváló Művésze, a Magyarország Érdemes Művésze és a Magyarország Babérkoszorúja díjak 2019. évi adományozásáról[36]
- 1108/2019. (III. 12.) Korm. határozat A Nemzetközi Űrhajós Szövetség 2020-ban megrendezésre kerülő 33. Kongresszusának magyarországi megrendezése iránti szándék bejelentéséhez kapcsolódó hozzájárulásról[36]
- 1109/2019. (III. 12.) Korm. határozat A Modern Városok Program keretében a zalaegerszegi modern oktatási környezet fejlesztése érdekében történő támogatás biztosításához szükséges forrás átcsoportosításáról[36]
- 1110/2019. (III. 12.) Korm. határozat A családvédelmi akcióterv részét képező kormányzati intézkedésekről[37]
- 1111/2019. (III. 12.) Korm. határozat A Modern Városok Program keretében a szegedi atlétikai centrum megvalósítása érdekében szükséges intézkedésekről[37]
- 1112/2019. (III. 12.) Korm. határozat A Digitális Kormányzati Ügynökség felállításával kapcsolatos egyes feladatokról[37]
- 1113/2019. (III. 13.) Korm. határozat A bürokráciacsökkentés és a tartalmi dereguláció jogalkotásban történő érvényesítéséről[37]
- 1114/2019. (III. 13.) Korm. határozat A Nemzeti Radon Cselekvési Terv elfogadásáról[37]
- 1115/2019. (III. 13.) Korm. határozat A 2021. évi ICF Kajak-Kenu Gyorsasági Világkupa megrendezésére benyújtandó pályázat érdekében szükséges kormányzati intézkedésekről[37]
- 1116/2019. (III. 13.) Korm. határozat A 2023. évi ICF Kajak-Kenu Maraton Világbajnokság megrendezésére benyújtandó pályázat érdekében szükséges kormányzati intézkedésekről[37]
- 1117/2019. (III. 13.) Korm. határozat Az Iskola Alapítvány programjának finanszírozásához szükséges forrás biztosításáról[37]
- 1118/2019. (III. 13.) Korm. határozat Az Emberi Erőforrás Fejlesztési Operatív Program éves fejlesztési keretének megállapításáról szóló 1037/2016. (II. 9.) Korm. határozat módosításáról[37]
- 1119/2019. (III. 13.) Korm. határozat A Terület- és Településfejlesztési Operatív Program 1., 2. és 4. prioritása keretében finanszírozott egyes projektek igazságügyi szakértői véleményt követő támogatásának növeléséről[37]
- 1120/2019. (III. 13.) Korm. határozat A Terület- és Településfejlesztési Operatív Program 1. és 3. prioritása keretében finanszírozott egyes projektek támogatásának növeléséről[37]
- 1121/2019. (III. 13.) Korm. határozat A TOP-6.1.3-15-PC1-2016-00001 azonosító számú („A pécsi uránvárosi piac fejlesztése” című) projekt támogatásának növeléséről[37]
- 1122/2019. (III. 13.) Korm. határozat A Versenyképes Közép-Magyarország Operatív Program éves fejlesztési keretének megállapításáról szóló 1011/2016. (I. 20.) Korm. határozat módosításáról[37]
- 1123/2019. (III. 13.) Korm. határozat A „30 éve szabadon” emlékév koordinálásáért felelős kormánybiztos kinevezéséről és feladatairól[92]
- 1124/2019. (III. 13.) Korm. határozat A „30 éve szabadon” emlékév programjáról[92]
- 1125/2019. (III. 13.) Korm. határozat Az emberkereskedelem elleni küzdelem hatékonyságának növeléséhez szükséges intézkedésekről[92]
- 1126/2019. (III. 13.) Korm. határozatA Nemzeti Köznevelési Infrastruktúra Fejlesztési Program II. ütemében tervezett iskolafejlesztések előkészítéséhez szükséges további intézkedésekről[92]
- 1127/2019. (III. 14.) Korm. határozat A 2020. évi Dubaji Világkiállításon történő magyar megjelenésről[6]
- 1128/2019. (III. 14.) Korm. határozat A Kormány ügyrendjéről szóló 1144/2010. (VII. 7.) Korm. határozatnak az Alaptörvény hetedik módosításával összefüggő módosításáról[6]
- 1129/2019. (III. 14.) Korm. határozat Magyarország Kormánya és a Szerb Köztársaság Kormánya közötti környezetügyi együttműködésről szóló egyezmény szövegének végleges megállapítására adott felhatalmazásról[38]
- 1130/2019. (III. 14.) Korm. határozat A Magyarország Kormánya és Szombathely Megyei Jogú Város Önkormányzata közötti együttműködési megállapodás végrehajtásával összefüggő feladatokról szóló 1936/2015. (XII. 12.) Korm. határozat módosításáról[38]
- 1131/2019. (III. 14.) Korm. határozat A Modern Városok Program keretében a Vas Megyei Kormányhivatal székhelyeként működő Megyeháza felújításához szükséges forrásátcsoportosításról[38]
- 1132/2019. (III. 18.) Korm. határozat A magyar-brazil külpolitikai és külgazdasági kapcsolatok új alapokra helyezéséről[39]
- 1133/2019. (III. 18.) Korm. határozat A magyar űrkutatás és űrtevékenység fejlesztéséhez szükséges költségvetési források biztosításáról[39]
- 1134/2019. (III. 18.) Korm. határozat A 2019. évi Gyorsasági Kajak-Kenu Világbajnokság lebonyolításához kapcsolódó sportlétesítmény-fejlesztések megvalósításához szükséges többletforrás biztosításáról[39]
- 1135/2019. (III. 18.) Korm. határozat A 2014-2020 közötti programozási időszakra vonatkozó indikatív támogatási keretösszegekről[39]
- 1136/2019. (III. 18.) Korm. határozat A TOP-6.5.1-15-DE1-2016-00004 azonosító számú („A Zenede épületének energetikai korszerűsítése” című) projekt támogatásának növeléséről[39]
- 1137/2019. (III. 18.) Korm. határozat A TOP-6.2.1-15-SE1-2016-00002 azonosító számú „Kadarka utcai mini bölcsőde létrehozása” című projekt támogatásának növeléséről[39]
- 1138/2019. (III. 18.) Korm. határozat A Terület- és Településfejlesztési Operatív Program 1-4. prioritása keretében finanszírozott egyes projektek támogatásának növeléséről[39]
- 1139/2019. (III. 18.) Korm. határozat A Terület- és Településfejlesztési Operatív Program 1., 2. és 4. prioritása keretében finanszírozott egyes projektek támogatásának növeléséről[39]
- 1140/2019. (III. 18.) Korm. határozat A Terület- és Településfejlesztési Operatív Program éves fejlesztési keretének megállapításáról szóló 1005/2016. (I. 18.) Korm. határozat módosításáról[39]
- 1141/2019. (III. 18.) Korm. határozat Egyes állami erdészeti társaságok támogatási kérelmének a VP5-8.4.1-16 azonosító számú, „Az erdőgazdálkodási potenciálban okozott erdőkárok helyreállítása”, valamint a VP4-15.2.1.2-17 azonosító számú, „Erdészeti genetikai erőforrások fejlesztése” című, gazdaságfejlesztést célzó projektek megvalósítására irányuló felhívására történő benyújtásához való hozzájárulásról[39]
- 1142/2019. (III. 18.) Korm. határozat A VEKOP-6.3.2-17-2017-00002 azonosító számú („Irmák Nonprofit Kft. – Speciális Foglalkoztató Otthon és Intézményeinek férőhely kiváltása” című) projekt tekintetében a költségek ingatlanvásárlásra történő átcsoportosításáról, valamint a felhívásban meghatározott elszámolható költségtípusok mértékének együttes összege túllépéséhez történő hozzájárulásról[39]
- 1143/2019. (III. 18.) Korm. határozat A Bük város külterületén fekvő földrészletek beruházási célterületté nyilvánításáról[39]
- 1144/2019. (III. 18.) Korm. határozat Az aktív- és ökoturizmussal összefüggő tevékenységek fejlesztéséhez szükséges intézkedésekről[39]
- 1145/2019. (III. 20.) Korm. határozat A 2020. évi öntözésfejlesztések 2019. évi előkészítési, tervezési feladataihoz szükséges forrás biztosításáról[93]
- 1146/2019. (III. 20.) Korm. határozat Egyes kulturális célú feladatok támogatásáról[93]
- 1147/2019. (III. 20.) Korm. határozat A Kübekháza–Rábé közúti határátkelőhely ideiglenes megnyitásához szükséges források biztosításáról[93]
- 1148/2019. (III. 20.) Korm. határozat A Kárpát-medencei magyar nyelvű média működésének támogatása érdekében szükséges intézkedésekről[93]
- 1149/2019. (III. 20.) Korm. határozat A Magyarország Kormánya és a Nemzetközi Távközlési Egyesület között, a Nemzetközi Távközlési Egyesület ITU Telecom World 2019 rendezvényének lebonyolításáról, szervezéséről és finanszírozásáról szóló, a fogadó országgal kötött Megállapodás szövegének végleges megállapítására adott felhatalmazásról[93]
- 1150/2019. (III. 25.) Korm. határozat A Nemzeti Földügyi Központ létrehozásáról[40]
- 1151/2019. (III. 25.) Korm. határozat Az ingatlan-nyilvántartási és térképészeti feladatok átrendezésével összefüggő kormányzati szerkezetátalakításról[40]
- 1152/2019. (III. 25.) Korm. határozat Egyes kiemelt turisztikai térségben megvalósítandó fejlesztésekhez szükséges további intézkedésekről[40]
- 1153/2019. (III. 25.) Korm. határozat A 2021. évi FIBA Kosárlabda Európa-bajnokság egy csoportkörének megrendezése érdekében pályázat benyújtásához szükséges kormányzati intézkedésekről[40]
- 1154/2019. (III. 25.) Korm. határozat A szöuli és tokiói magyar kulturális intézet megnyitásával összefüggő intézkedésekről és azok finanszírozásáról[40]
- 1155/2019. (III. 25.) Korm. határozat A XLIII. Az állami vagyonnal kapcsolatos bevételek és kiadások fejezet terhére megvalósítandó előirányzat-átcsoportosításról[40]
- 1156/2019. (III. 25.) Korm. határozat Kratochvil Károly tábornok egykori balatonszepezdi lakóházának hadtörténeti központtá alakításához szükséges intézkedésekről[40]
- 1157/2019. (III. 25.) Korm. határozat A Magyarország Kormánya és a Horvát Köztársaság Kormánya között a katonai repülés és légvédelmi tevékenységek területén folytatott együttműködésről szóló Megállapodás szövegének végleges megállapítására adott felhatalmazásról[40]
- 1158/2019. (III. 27.) Korm. határozat A 2022. évi magyar–szlovák közös rendezésű férfi kézilabda Európa-bajnokság megrendezéséhez szükséges létesítményfejlesztés előkészítésének Beruházás Előkészítési Alapból történő támogatásáról[8]
- 1159/2019. (III. 27.) Korm. határozat A Budai Lovas- és Szabadidőközpont, valamint a nyugat-magyarországi utánpótlás-nevelési centrum megvalósításával összefüggő kormányhatározatok módosításáról[8]
- 1160/2019. (III. 27.) Korm. határozat A KIRÁLY Sportlétesítmény fejlesztése tárgyú beruházás megvalósításához szükséges további intézkedésekről[8]
- 1161/2019. (III. 27.) Korm. határozat A Budapesti Nemzeti Tornasport-akadémia és egyéb kiegészítő sportági létesítmények megvalósításához szükséges további intézkedésekről[8]
- 1162/2019. (III. 27.) Korm. határozat A nyíregyházi multifunkcionális autó-motor sport aréna megvalósításához szükséges további intézkedésekről[8]
- 1163/2019. (III. 27.) Korm. határozat A Nyíregyháza Spartacus-Bozsik József Labdarúgó Akadémia örökösföldi edzőközpont megvalósítása előkészítésének a Beruházás Előkészítési Alap terhére történő finanszírozásáról[8]
- 1164/2019. (III. 27.) Korm. határozat A Partiumi Labdarúgó Akadémia létrehozása tárgyú beruházás előkészítésének a Beruházás Előkészítési Alapból történő támogatásáról[8]
- 1165/2019. (III. 27.) Korm. határozat A Terület- és Településfejlesztési Operatív Program 1., 2., 3. és 4. prioritása keretében finanszírozott egyes projektek támogatásának növeléséről[8]
- 1166/2019. (III. 27.) Korm. határozat A Terület- és Településfejlesztési Operatív Program 1., 3. és 4. prioritása keretében megvalósuló egyes projektek támogatásának növeléséről[8]
- 1167/2019. (III. 27.) Korm. határozat A Hortobágyi Halgazdaság Zártkörűen Működő Részvénytársaság támogatási kérelmeinek a Magyar Halgazdálkodási Operatív Program egyes gazdaságfejlesztést célzó projektek megvalósítására irányuló felhívásaira történő benyújtásához való hozzájárulásról[8]
- 1168/2019. (III. 28.) Korm. határozat A „Szakképzés 4.0 – A szakképzés és felnőttképzés megújításának középtávú szakmapolitikai stratégiája, a szakképzési rendszer válasza a negyedik ipari forradalom kihívásaira” című stratégia elfogadásáról és a végrehajtása érdekében szükséges intézkedésekről[94]
- 1169/2019. (III. 29.) Korm. határozat A balmazújvárosi sportélet támogatásához szükséges forrás biztosításáról[95]

#### Április (1170–1252)
- 1170/2019. (IV. 1.) Korm. határozat A 2020. évi ISU Rövidpályás Gyorskorcsolya Európa-bajnokság megrendezése érdekében szükséges kormányzati intézkedésekről[96]
- 1171/2019. (IV. 1.) Korm. határozat A hazai vállalkozások külpiaci sikeressége érdekében szükséges exportfejlesztési intézkedésekről[96]
- 1172/2019. (IV. 1.) Korm. határozat A XI. Miniszterelnökség és a XVIII. Külgazdasági és Külügyminisztérium költségvetési fejezetek közötti előirányzat-átcsoportosításról[96]
- 1173/2019. (IV. 1.) Korm. határozat A hitéleti tevékenységhez kapcsolódó működési támogatás biztosításához és egyes beruházások megvalósításához szükséges kormányzati intézkedésekről[96]
- 1174/2019. (IV. 1.) Korm. határozat A Sapientia Alapítvány tevékenységének bővítésével kapcsolatos intézkedésekről[96]
- 1175/2019. (IV. 1.) Korm. határozat A Szegedi Tudományegyetem Állam- és Jogtudományi Kar épületének fejlesztéséről[96]
- 1176/2019. (IV. 1.) Korm. határozat A HONSA Alkatrész Kereskedelmi Korlátolt Felelősségű Társaság átlátható szervezetté történő minősítéséről
- 1177/2019. (IV. 2.) Korm. határozat Az Afrika stratégiáról[97]
- 1178/2019. (IV. 3.) Korm. határozat A Hungary Helps Program keretében a szíriai Melkita Görögkatolikus Egyház projektjeinek támogatásáról[41]
- 1179/2019. (IV. 3.) Korm. határozat A szaporcai turistaszállás Ős-Dráva Program keretében történő kivitelezéséhez szükséges további forrás biztosításáról[41]
- 1180/2019. (IV. 3.) Korm. határozat A KEHOP-1.4.0-15-2016-00011 azonosító számú („VTT Felső-Tisza árvízvédelmi rendszerének kiépítése, Tisza–Túr tározó” című) nagyprojekt-javaslat jóváhagyásáról, támogatásának növeléséről, valamint a Környezeti és Energiahatékonysági Operatív Program éves fejlesztési keretének megállapításáról szóló 1084/2016. (II. 29.) Korm. határozat módosításáról[41]
- 1181/2019. (IV. 4.) Korm. határozat Magyarország rövid és középtávú közúti infrastruktúra fejlesztéseinek végrehajtásához szükséges államháztartási intézkedésekről[42]
- 1182/2019. (IV. 4.) Korm. határozat A Szegedi Tudományegyetem és a Gazdasági Akadémia közötti együttműködés támogatásáról[42]
- 1183/2019. (IV. 5.) Korm. határozat A rendkívüli kormányzati intézkedésekre szolgáló tartalékból történő előirányzat-átcsoportosításról[43]
- 1184/2019. (IV. 5.) Korm. határozat A „Budapest 2019 – Európa sportfővárosa” programhoz kapcsolódó családi sportparkok fejlesztésével összefüggő intézkedésekről[43]
- 1185/2019. (IV. 5.) Korm. határozat A Nemzeti Szabadidős – Egészség Sportpark Program keretében előkészített egyes beruházások megvalósításának jóváhagyásáról[43]
- 1186/2019. (IV. 5.) Korm. határozat A Puskás Kiállítási Központ megvalósításához szükséges egyes intézkedésekről
- 1187/2019. (IV. 5.) Korm. határozat A Kormány irányítása alá tartozó fejezetek költségvetési szerveinek eszközbeszerzéseiről szóló 1982/2013. (XII. 29.) Korm. határozat módosításáról[43]
- 1188/2019. (IV. 5.) Korm. határozat A Nemzeti Kastélyprogram részét képező szabadkígyósi Wenckheim-kastély és a Nemzeti Várprogram részét képező egri vár állagmegóvó munkáihoz szükséges forrás rendelkezésre állásáról szóló 1702/2018. (XII. 17.) Korm. határozat módosításáról[43]
- 1189/2019. (IV. 5.) Korm. határozat A Magyar Kézilabda Szövetség 2019. évi működési támogatásának biztosításáról, valamint a kézilabda sportág kiemelt fejlesztéseinek támogatásáról[43]
- 1190/2019. (IV. 8.) Korm. határozat A 2019. évi Felnőtt Női Kosárlabda Euroliga Final Four megrendezése érdekében szükséges kormányzati intézkedésekről[9]
- 1191/2019. (IV. 9.) Korm. határozat A Budapest XIII. kerület, Béke téri tehermentesítő főgyűjtőcsatorna építésével kapcsolatos intézkedésekről[44]
- 1192/2019. (IV. 9.) Korm. határozat A Magyar Labdarúgó Szövetség Budapesti Pályafejlesztési Programjával kapcsolatos további intézkedésekről[44]
- 1193/2019. (IV. 10.) Korm. határozat Az Európai Nemzetiségek Föderatív Uniója (FUEN) programjainak és működésének támogatásáról[10]
- 1194/2019. (IV. 10.) Korm. határozat Budapest Fővárosban munkásszállás kialakításáról[10]
- 1195/2019. (IV. 11.) Korm. határozat A római Szent István Ház megvásárlásához szükséges források biztosításáról[11]
- 1196/2019. (IV. 12.) Korm. határozat Állami tulajdonban álló ingatlanok egyházi jogi személy részére történő ingyenes tulajdonba adásáról[12]
- 1197/2019. (IV. 12.) Korm. határozat A Terület- és Településfejlesztési Operatív Program 2. és 4. prioritása keretében finanszírozott egyes projektek támogatásának növeléséről[12]
- 1198/2019. (IV. 12.) Korm. határozat A Nemzeti Hírközlési és Informatikai Tanácsról, valamint a Digitális Kormányzati Ügynökség Zártkörűen Működő Részvénytársaság és a kormányzati informatikai beszerzések központosított közbeszerzési rendszeréről szóló 301/2018. (XII. 27.) Korm. rendelet egyes rendelkezései hatálybalépése napjának megállapításáról[12]
- 1199/2019. (IV. 15.) Korm. határozat A Giro d'Italia országúti kerékpáros körverseny első három szakaszának 2020. évi magyarországi megrendezéséről[45]
- 1200/2019. (IV. 15.) Korm. határozat A Giro d'Italia országúti kerékpáros körverseny első három szakaszának 2020. évi magyarországi megrendezéséhez szükséges szervező bizottság létrehozásáról[45]
- 1201/2019. (IV. 15.) Korm. határozat A 2024. évi Európai Egyetemi Játékok megrendezése és a magyar egyetemi sport fejlesztése érdekében szükséges kormányzati intézkedésekről[45]
- 1202/2019. (IV. 15.) Korm. határozat A Modern Városok Program keretében a Szolnoki Művésztelep fejlesztéséhez szükséges többletforrás biztosításáról[45]
- 1203/2019. (IV. 17.) Korm. határozat A családok számára nyújtott támogatásokhoz és egyes élethelyzetekhez kapcsolódó eljárások egyszerűsítéséről[98]
- 1204/2019. (IV. 17.) Korm. határozat A Nemzeti Művelődési Intézet lakiteleki székháza megépítésének többletfinanszírozási igényéről[98]
- 1205/2019. (IV. 17.) Korm. határozat Szolnok megyei jogú város sportjának támogatásáról[98]
- 1206/2019. (IV. 18.) Korm. határozat A Magyarország egyes területei közötti gazdasági egyenlőtlenség csökkentése érdekében szükséges fejlesztési program kidolgozásáról[46]
- 1207/2019. (IV. 18.) Korm. határozat A rendkívüli kormányzati intézkedésekre szolgáló tartalékból, a Központi Maradványelszámolási Alapból és fejezetek között történő előirányzat-átcsoportosításról, a központi költségvetés címrendjének módosításáról, valamint egyes kormányhatározatok módosításáról[46]
- 1208/2019. (IV. 18.) Korm. határozat A régizene népszerűsítésének támogatásáról[46]
- 1209/2019. (IV. 18.) Korm. határozat A Népi Építészeti Program folytatásáról szóló 1021/2019. (II. 6.) Korm. határozat módosításáról[46]
- 1210/2019. (IV. 18.) Korm. határozat A Magyar-Turán Közhasznú Alapítvány támogatásáról[46]
- 1211/2019. (IV. 18.) Korm. határozat Egyes állami fenntartású felsőoktatási intézmények hosszú távú gazdaságos és hatékony működésének biztosítása céljából történő támogatásáról[46]
- 1212/2019. (IV. 18.) Korm. határozat A Digitális Kormányzati Ügynökség Portál létrehozásával kapcsolatos egyes kérdésekről[46]
- 1213/2019. (IV. 18.) Korm. határozat A Kormány tagjainak feladat- és hatásköréről szóló kormányrendelet módosításával összefüggő feladatokról[46]
- 1214/2019. (IV. 18.) Korm. határozat A Kormány irányítása alá tartozó fejezetek költségvetési szerveinek eszközbeszerzéseiről szóló 1982/2013. (XII. 29.) Korm. határozat módosításáról[46]
- 1215/2019. (IV. 18.) Korm. határozat Települési önkormányzatok támogatásáról és egyes települési önkormányzatok támogatását érintő kormányhatározatok módosításáról[46]
- 1216/2019. (IV. 23.) Korm. határozat A Steindl Imre Programmal kapcsolatos további döntések meghozataláról[47]
- 1217/2019. (IV. 23.) Korm. határozat A „Rail Cargo Hungaria Zrt. vasúti teherkocsi flotta fékrendszereinek átalakítása” című projektjavaslatnak az Európai Hálózatfinanszírozási Eszköz pályázati kiírására történő benyújtásáról[48]
- 1218/2019. (IV. 23.) Korm. határozat A központi költségvetési szerveknél foglalkoztatottak 2019. évi kompenzációjához szükséges előirányzat-átcsoportosításról[48]
- 1219/2019. (IV. 23.) Korm. határozat A NAHU 2014–2020 informatikai rendszer finanszírozásához szükséges intézkedésekről[48]
- 1220/2019. (IV. 23.) Korm. határozat A XI. Miniszterelnökség fejezet és a LXV. Bethlen Gábor Alap fejezet közötti előirányzat-átcsoportosításról, valamint a torontói Magyar Diaszpóra Missziós Központ létrehozatalához szükséges forrás biztosításáról szóló 1063/2018. (II. 28.) Korm. határozat és a Kratochvil Károly tábornok egykori balatonszepezdi lakóházának hadtörténeti központtá alakításához szükséges intézkedésekről szóló 1156/2019. (III. 25.) Korm. határozat módosításáról[48]
- 1221/2019. (IV. 23.) Korm. határozat A kiemelt budapesti közösségi fejlesztések keretében a Budapest I. kerület, Clark Ádám tér, a Budapest V. kerület, Széchenyi István tér és a József Attila utca átalakításának megvalósításáról[48]
- 1222/2019. (IV. 23.) Korm. határozat A Modern Városok Program keretében a szegedi gazdasági fejlesztésekhez kapcsolódó út- és közműfejlesztések előkészítéséhez szükséges forrás-átcsoportosításról[48]
- 1223/2019. (IV. 23.) Korm. határozat A Monor okos város projekt megvalósításához szükséges feladatok I. ütemének támogatásáról[48]
- 1224/2019. (IV. 23.) Korm. határozat Magyarország Teheránban található nagykövetségének új épületben történő elhelyezésével kapcsolatos intézkedésekről szóló 1975/2017. (XII. 19.) Korm. határozat módosításáról[48]
- 1225/2019. (IV. 23.) Korm. határozat Az Integrált Közlekedésfejlesztési Operatív Program 1. prioritási tengelyén támogatott egyes projektek forrásszerkezetének, valamint az Integrált Közlekedésfejlesztési Operatív Program éves fejlesztési keretének megállapításáról szóló 1247/2016. (V. 18.) Korm. határozat módosításáról[48]
- 1226/2019. (IV. 23.) Korm. határozat A KEHOP-1.3.0-15-2017-00017 azonosító számú („Belvízcsatornák fejlesztése és rekonstrukciója II.” című) projekt támogatásának növeléséről, valamint a Környezeti és Energiahatékonysági Operatív Program éves fejlesztési keretének megállapításáról szóló 1084/2016. (II. 29.) Korm. határozat módosításáról[48]
- 1227/2019. (IV. 23.) Korm. határozat A KEHOP-1.4.1-15-2016-00002 azonosító számú („Duna-menti árvízvédelmi beruházások Visegrádon” című) projekt támogatásának növeléséről, valamint a Környezeti és Energiahatékonysági Operatív Program éves fejlesztési keretének megállapításáról szóló 1084/2016. (II. 29.) Korm. határozat módosításáról[48]
- 1228/2019. (IV. 23.) Korm. határozat A KEHOP 2.1.2-15-2016-00002, a KEHOP-2.1.3-15-2017-00043 és a KEHOP-2.2.2-15-2016-00100 azonosító számú projektek támogatásának növeléséről, valamint a Környezeti és Energiahatékonysági Operatív Program éves fejlesztési keretének megállapításáról szóló 1084/2016. (II. 29.) Korm. határozat módosításáról[48]
- 1229/2019. (IV. 23.) Korm. határozat A KEHOP-4.1.0-15-2016-00077 azonosító számú („Komplex élőhely-rekonstrukció a Kígyósi-pusztán” című) projekt támogatásának növeléséről, valamint a Környezeti és Energiahatékonysági Operatív Program éves fejlesztési keretének megállapításáról szóló 1084/2016. (II. 29.) Korm. határozat módosításáról[48]
- 1230/2019. (IV. 23.) Korm. határozat A Terület- és Településfejlesztési Operatív Program 1., 3. és 4. prioritása keretében finanszírozott egyes projektek támogatásának növeléséről[48]
- 1231/2019. (IV. 23.) Korm. határozat A Terület- és Településfejlesztési Operatív Program 2., 4. és 6. prioritása keretében finanszírozott egyes projektek támogatásának növeléséről[48]
- 1232/2019. (IV. 23.) Korm. határozatA Terület- és Településfejlesztési Operatív Program 6. prioritása keretében megvalósítani tervezett egyes projektek támogatásának növeléséről, valamint a TOP-6.1.1-15-ZL1-2016-00001 azonosító számú („Zalaegerszeg Északi Ipari Park feltárása és közművekkel való ellátása” című) projekt tekintetében a költségek ingatlanvásárlásra történő átcsoportosításáról[48]
- 1233/2019. (IV. 23.) Korm. határozat Az Őrségi Nemzeti Park Igazgatósággal összefüggésben a MAHOP-1.2-2017. azonosító számú „Nyilvántartott halgazdálkodási vízterületek rehabilitációja, beleértve az ívási helyek fejlesztését és a vándorló halfajok vándorlási útvonalának biztosítását” című, gazdaságfejlesztést célzó projektek megvalósítására irányuló felhívására támogatási kérelem benyújtásához történő hozzájárulásról[48]
- 1234/2019. (IV. 23.) Korm. határozat A Mecsekerdő Zártkörűen Működő Részvénytársaság támogatási kérelmének a VP5-8.4.1-16 azonosító számú „Az erdőgazdálkodási potenciálban okozott erdőkárok helyreállítása”, valamint a VP4-15.2.1.2-17 azonosító számú „Erdészeti genetikai erőforrások fejlesztése” című, gazdaságfejlesztést célzó projektek megvalósítására irányuló felhívására történő benyújtásához való hozzájárulásról[48]
- 1235/2019. (IV. 23.) Korm. határozat A Magyarország Kormánya és a Szlovák Köztársaság Kormánya között a két ország közös államhatárán, Drégelypalánk és Ipolyhídvég (Ipeľské Predmostie) települések közötti közúti Ipoly-híd és a kapcsolódó létesítmények megépítéséről szóló megállapodás szövegének végleges megállapítására adott felhatalmazásról[48]
- 1236/2019. (IV. 25.) Korm. határozat A Mádl Ferenc Összehasonlító Jogi Intézet létrehozásával összefüggő intézkedésekről[49]
- 1237/2019. (IV. 29.) Korm. határozat A Semmelweis XXI. Fejlesztési Projekthez kapcsolódó elővásárlási jog gyakorlásáról[99]
- 1238/2019. (IV. 30.) Korm. határozat Az afgán nemzeti védelmi és biztonsági erők fenntartásához történő pénzügyi hozzájárulásról[50]
- 1239/2019. (IV. 30.) Korm. határozat A Hortobágyi Deportálások Emlékhelye beruházás előkészítésével összefüggő kormányzati intézkedésekről[50]
- 1240/2019. (IV. 30.) Korm. határozat A Recski Nemzeti Emlékpark fejlesztésével összefüggő kormányzati intézkedésekről[50]
- 1241/2019. (IV. 30.) Korm. határozat A FINA 2025. évi 21. és a FINA 2027. évi 22. Úszó-, Vízilabda-, Műugró, Műúszó és Nyíltvízi Világbajnokság és Masters Világbajnokság megrendezése érdekében pályázat benyújtásához szükséges kormányzati intézkedésekről[50]
- 1242/2019. (IV. 30.) Korm. határozat A kiemelt budapesti közösségi fejlesztések keretében a Budapest Diákváros – Déli Városkapu Fejlesztési Program megvalósításához szükséges intézkedésekről[50]
- 1243/2019. (IV. 30.) Korm. határozat Egyes állami vagyontárgyak ingyenes tulajdonba adásáról[50]
- 1244/2019. (IV. 30.) Korm. határozat A rendkívüli kormányzati intézkedésekre szolgáló tartalékból, az Országvédelmi Alapból, a Központi Maradványelszámolási Alapból történő előirányzat-átcsoportosításról, fejezetek közötti átcsoportosításról, valamint egyes kormányhatározatok módosításáról[50]
- 1245/2019. (IV. 30.) Korm. határozat Az Igazságügyi Minisztérium tagállami kötelezettségek és kormányzati döntések alapján keletkezett többletfeladatai ellátásának központi forrásigényéről[50]
- 1246/2019. (IV. 30.) Korm. határozat A MAVIR Magyar Villamosenergia-ipari Átviteli Rendszerirányító Zártkörűen Működő Részvény-társaság által 2019. évben végrehajtandó átviteli hálózat fejlesztés finanszírozásához szükséges forrás fejezetek közötti előirányzat-átcsoportosítással történő biztosításáról[50]
- 1247/2019. (IV. 30.) Korm. határozat A MÁV Magyar Államvasutak Zártkörűen Működő Részvénytársaságnak a kormányzati célú hálózatok fejlesztésében való közreműködésének finanszírozásáról[50]
- 1248/2019. (IV. 30.) Korm. határozat A Széchenyi lánchíd, a budai Váralagút, valamint a hozzájuk kapcsolódó közterületek rekonstrukciójával és fejlesztésével összefüggő intézkedésekről szóló 1447/2018. (IX. 18.) Korm. határozat módosításáról[50]
- 1249/2019. (IV. 30.) Korm. határozat A Róheim-villa rekonstrukciójához szükséges további források biztosításáról[50]
- 1250/2019. (IV. 30.) Korm. határozat A Kvassay HÉV-híd felújításához szükséges intézkedésekről
- 1251/2019. (IV. 30.) Korm. határozat A szombathelyi Haladás Sportkomplexum működtetésével összefüggő kormányzati intézkedésekről[50]
- 1252/2019. (IV. 30.) Korm. határozat Az erdélyi magyar kulturális intézmények programjainak, működésének és beruházásainak támogatásáról[50]

#### Május (1253–1323)
- 1253/2019. (V. 2.) Korm. határozat Állami tulajdonban álló ingatlan Esztergom-Budapesti Főegyházmegye részére történő ingyenes tulajdonba adásáról[51]
- 1254/2019. (V. 2.) Korm. határozat A mezőhegyesi Nemzeti Ménesbirtok és Tangazdaság Zártkörűen Működő Részvénytársaság által ellátott állami feladatok koordinálásáért felelős kormánybiztos kinevezéséről szóló 1466/2018. (IX. 25.) Korm. határozat módosításáról[51]
- 1255/2019. (V. 3.) Korm. határozat Kulturális célú feladat támogatásáról[100]
- 1256/2019. (V. 3.) Korm. határozat A Gazdaságfejlesztési és Innovációs Operatív Program éves fejlesztési keretének megállapításáról szóló 1006/2016. (I. 18.) Korm. határozat módosításáról[100]
- 1257/2019. (V. 3.) Korm. határozat A Szári Romhányi György Nyelvoktató Német Nemzetiségi Általános Iskola felújításához szükséges forrás biztosításáról, valamint egyes települési önkormányzatok támogatásáról[100]
- 1258/2019. (V. 3.) Korm. határozat A Miniszterelnökség és az Emberi Erőforrások Minisztériuma költségvetési fejezetek közötti előirányzat-átcsoportosításról, valamint az egyes kiemelt turisztikai térségben megvalósítandó fejlesztésekhez szükséges további intézkedésekről szóló 1152/2019. (III. 25.) Korm. határozat módosításáról[52]
- 1259/2019. (V. 6.) Korm. határozat A fővárosi, kerékpározást segítő beruházások megvalósításához szükséges kormányzati intézkedésekről
- 1260/2019. (V. 7.) Korm. határozat A 2022. évi Férfi Kézilabda Európa-bajnokság magyar–szlovák társrendezéséhez szükséges 2019. évi kormányzati intézkedésekről[101]
- 1261/2019. (V. 7.) Korm. határozat A 2019. évi FIE Felnőtt Olimpiai Kvalifikációs Vívó Világbajnokság megrendezéséhez szükséges többletforrás biztosításáról[101]
- 1262/2019. (V. 7.) Korm. határozat A „Kalmár Zoltán Általános Iskola Diáksportjáért” Egyesület támogatásához szükséges forrás biztosításáról[101]
- 1263/2019. (V. 7.) Korm. határozat A Központi Maradványelszámolási Alapból történő előirányzat-átcsoportosításról, fejezetek közötti átcsoportosításról, valamint egyes kormányhatározatok módosításáról[101]
- 1264/2019. (V. 7.) Korm. határozat A Mórahalmi Komplex Fejlesztő Centrum létrehozásáról[53]
- 1265/2019. (V. 7.) Korm. határozat A Dél-budai Centrum beruházással kapcsolatos kérdésekről[53]
- 1266/2019. (V. 7.) Korm. határozatA fővárosi kerületek belterületi szilárd burkolat nélküli útállománya szilárd burkolattal történő ellátásának állami támogatásáról szóló 1136/2018. (III. 26.) Korm. határozat módosításáról[53]
- 1267/2019. (V. 8.) Korm. határozat A társadalmi felzárkózással összefüggő feladat- és hatáskörök átadásával kapcsolatos egyes kormányhatározatok módosításáról[54]
- 1268/2019. (V. 8.) Korm. határozat Az NFSI Nemzeti Fejlesztési és Stratégiai Intézet Nonprofit Korlátolt Felelősségű Társaság 2019. évi tevékenységéhez biztosítandó forrásról[54]
- 1269/2019. (V. 8.) Korm. határozat A Borsod-Abaúj-Zemplén megyei Központi Kórház sugárterápiás eszközfejlesztésének támogatásáról[54]
- 1270/2019. (V. 8.) Korm. határozat A közigazgatási bíróságokról szóló 2018. évi CXXX. törvény hatálybalépésével összefüggő feladatok koordinációjáért felelős kormánybiztos kinevezéséről[54]
- 1271/2019. (V. 13.) Korm. határozat A tájegységi építészet előmozdítása érdekében szükséges kormányzati intézkedésekről[56]
- 1272/2019. (V. 14.) Korm. határozat A 2022. évi ISU Műkorcsolya és Jégtánc Világbajnokság megrendezése érdekében szükséges kormányzati intézkedésekről[57]
- 1273/2019. (V. 14.) Korm. határozat A Környezeti és Energiahatékonysági Operatív Program végrehajtásával kapcsolatos egyes feladatokról, valamint a Környezeti és Energiahatékonysági Operatív Program éves fejlesztési keretének megállapításáról szóló 1084/2016. (II. 29.) Korm. határozat módosításáról[57]
- 1274/2019. (V. 14.) Korm. határozat A Terület- és Településfejlesztési Operatív Program 1. és 4. prioritása keretében finanszírozott egyes projektek támogatásának növeléséről[57]
- 1275/2019. (V. 14.) Korm. határozat A Terület- és Településfejlesztési Operatív Program 1. és 4. prioritása keretében finanszírozott egyes projektek támogatásának növeléséről[57]
- 1276/2019. (V. 14.) Korm. határozat A Veszélyes Áruk Nemzetközi Közúti Szállításáról szóló Európai Megállapodás címének az Egyesült Nemzetek Szervezete Európai Gazdasági Bizottsága által megrendezett 2019. május 13-án Genfben sorra kerülő, részes felek konferenciája keretében történő módosítása szövegének végleges megállapítására adott felhatalmazásról[57]
- 1277/2019. (V. 15.) Korm. határozat A Nemzetközi Versenyhálózat (International Competition Network) 2021. évi konferenciájának magyarországi megrendezése érdekében pályázat benyújtásához szükséges kormányzati intézkedésekről[58]
- 1278/2019. (V. 15.) Korm. határozat A védelmi felkészítés egyes kérdéseiről[58]
- 1279/2019. (V. 15.) Korm. határozat A Terrorelhárítási Központ képességeinek bővítéséhez, a feladat-végrehajtás magasabb szintű ellátásához szükséges eszközbeszerzések forrásainak biztosításáról[58]
- 1280/2019. (V. 15.) Korm. határozat A 2019. évi honvédelmi igazgatási feladatok végrehajtásához szükséges költségvetési források átcsoportosításáról[58]
- 1281/2019. (V. 15.) Korm. határozat Az egyházi jogi személyek foglalkoztatottjai 2019. évi kompenzációjának finanszírozása érdekében történő előirányzat-átcsoportosításról[58]
- 1282/2019. (V. 15.) Korm. határozat A kéményseprőipari közszolgáltatás ellátása érdekében szükséges forrás biztosításáról[58]
- 1283/2019. (V. 15.) Korm. határozat Az Abasár település ivóvízellátását biztosító kutak szennyezettségének felszámolásával összefüggő károk helyreállításáról, valamint a tisztított víz hasznosításáról[58]
- 1284/2019. (V. 15.) Korm. határozat A kárpátaljai művelődési intézmények fejlesztési programjáról[58]
- 1285/2019. (V. 15.) Korm. határozat A magyarországi szerb nemzetiség köznevelési fejlesztési céljainak támogatásáról[58]
- 1286/2019. (V. 15.) Korm. határozat A Gazdasági Együttműködési és Fejlesztési Szervezetben (OECD) való magyar részvétel összehangolásáról és az OECD Nemzeti Tanács létrehozásáról szóló 1182/2011. (VI. 6.) Korm. határozat módosításáról[58]
- 1287/2019. (V. 16.) Korm. határozat A KEHOP-3.2.1-15-2016-00002 azonosító számú („Közép-Duna Vidéke Hulladékgazdálkodási Rendszer”című) projekt támogatásának növeléséről, a Környezeti és Energiahatékonysági Operatív Program éves fejlesztési keretének megállapításáról szóló 1084/2016. (II. 29.) Korm. határozat módosításáról, valamint a KEHOP-3.2.1-15-2016-00002 azonosító számú („Közép-Duna Vidéke Hulladékgazdálkodási Rendszer” című) nagyprojekt-javaslat jóváhagyásáról szóló 1324/2016. (VII. 1.) Korm. határozat visszavonásáról[59]
- 1288/2019. (V. 17.) Korm. határozat „A Római Birodalom határai – A dunai limes magyarországi szakasza” világörökségi várományos helyszín Világörökség Jegyzékbe jelölésével kapcsolatos intézkedésekről[61]
- 1289/2019. (V. 17.) Korm. határozat A kiemelt budapesti közösségi fejlesztések keretében a központi költségvetésből finanszírozott kulcsfontosságú budapesti kötöttpályás közlekedési projektekről szóló 1655/2017. (IX. 13.) Korm. határozat módosításáról[61]
- 1290/2019. (V. 17.) Korm. határozat A Harkányi Gyógy- és Strandfürdő fejlesztéséhez szükséges egyes intézkedésekről szóló 1837/2018. (XII. 27.) Korm. határozat módosításáról
- 1291/2019. (V. 17.) Korm. határozat Az ELTE Lágymányosi Campus Déli épületének bővítéséről és molekuláris biomarker laboratórium építéséről, valamint a kapcsolódó infrastruktúra fejlesztéséről[61]
- 1292/2019. (V. 17.) Korm. határozat A Liszt Ferenc Kamarazenekar Alapítvány támogatásáról[61]
- 1293/2019. (V. 17.) Korm. határozat A Modern Városok Program keretében a Sóstói Múzeumfalu fejlesztésének előkészítése érdekében történő támogatás biztosításáról[61]
- 1294/2019. (V. 27.) Korm. határozat A Magyar Falu Program keretében a falugondnoki szolgálatok országos bővítéséhez szükséges intézkedésekről, valamint a falu- és tanyagondnoki szolgálatok 2019. évi többlettámogatásáról[62]
- 1295/2019. (V. 27.) Korm. határozat A fogyatékossággal élő személyek számára ápolást-gondozást nyújtó szociális intézményi férőhelyek kiváltásáról szóló 2019–2036. évekre vonatkozó hosszú távú koncepcióról[62]
- 1296/2019. (V. 27.) Korm. határozat A büntetés-végrehajtási intézetek férőhely-bővítési programjához kapcsolódó egyes kérdésekről[62]
- 1297/2019. (V. 27.) Korm. határozat Magyarország Európai Unió melletti Állandó Képviseletén új, a Közös Agrárpolitika 2020 utáni szabályozásának tárgyalásait segítő, határozott idejű szakdiplomata-álláshely létesítéséről[62]
- 1298/2019. (V. 27.) Korm. határozat A Kormány ügyrendjéről szóló 1144/2010. (VII. 7.) Korm. határozat módosításáról[62]
- 1299/2019. (V. 27.) Korm. határozat A Központi Maradványelszámolási Alapból, valamint a Beruházás Előkészítési Alapból történő előirányzat-átcsoportosításról és egyes kormányhatározatok módosításáról[62]
- 1300/2019. (V. 27.) Korm. határozat A Miniszterelnökség és az Emberi Erőforrások Minisztériuma költségvetési fejezetek közötti előirányzat-átcsoportosításról[62]
- 1301/2019. (V. 27.) Korm. határozat A XIV. Belügyminisztérium fejezet 2019. évi egyes forrásigényeinek biztosításáról[62]
- 1302/2019. (V. 27.) Korm. határozat Az Óbudai (Hajógyári)-sziget árvízvédelmi rendszere megvalósításának előkészítéséhez szükséges forrás biztosításáról[62]
- 1303/2019. (V. 27.) Korm. határozat A Gödön megkezdett Adatközpont-beruházás állami érdekű hasznosításáról[62]
- 1304/2019. (V. 27.) Korm. határozat A „II. Nemzetközi Konferencia a Keresztényüldözésről” elnevezésű rendezvény 2019. évi megtartásáról[62]
- 1305/2019. (V. 27.) Korm. határozat A Szír Ortodox Egyház projektjeinek támogatásáról[62]
- 1306/2019. (V. 27.) Korm. határozat A szíriai trappista-ciszterci nővérek projektjeinek a Hungary Helps Program keretében történő támogatásáról[62]
- 1307/2019. (V. 27.) Korm. határozat Az EFOP-3.2.10-16-2016-00001 azonosító számú („Tehetséggondozás sport által” című) projekt támogatásának növeléséről, valamint az Emberi Erőforrás Fejlesztési Operatív Program éves fejlesztési keretének megállapításáról szóló 1037/2016. (II. 9.) Korm. határozat módosításáról[62]
- 1308/2019. (V. 27.) Korm. határozat A Terület- és Településfejlesztési Operatív Program 1., 2., 4. és 6. prioritása keretében finanszírozott egyes projektek támogatásának növeléséről[62]
- 1309/2019. (V. 27.) Korm. határozat Az elítélt személyek átszállításáról szóló Egyezmény Kiegészítő Jegyzőkönyvét módosító Jegyzőkönyv szövegének végleges megállapítására adott felhatalmazásról[62]
- 1310/2019. (V. 27.) Korm. határozat Az Európai Hálózatfinanszírozási Eszköz keretében támogatást nyert „C-ROADS 2 Hungary” projekt teljes körű megvalósításához szükséges források biztosításáról[62]
- 1311/2019. (V. 28.) Korm. határozat A Maklár község külterületén fekvő földrészlet beruházási célterületté nyilvánításáról[102]
- 1312/2019. (V. 28.) Korm. határozat Külgazdasági szempontból kiemelt jelentőségű ügylet megvalósításához szükséges kormányzati intézkedésekről[102]
- 1313/2019. (V. 30.) Korm. határozat A naperőművek termőföldeken való telepítésére vonatkozó jogszabályok felülvizsgálatáról, valamint a napelemes beruházások fejlesztéséhez szükséges intézkedésekről[103]
- 1314/2019. (V. 30.) Korm. határozat A Semmelweis XXI. Fejlesztési Projekthez kapcsolódó intézkedésekről[103]
- 1315/2019. (V. 30.) Korm. határozat A fővárosi és Pest megyei járóbeteg-szakellátás fejlesztési koncepciójáról és az Egészséges Budapest Program keretében megvalósuló járóbetegszakellátás-fejlesztésekhez szükséges feladatokról szóló 1673/2017. (IX. 21.) Korm. határozat módosításáról[103]
- 1316/2019. (V. 30.) Korm. határozat A Bevándorlási és Menekültügyi Hivatal rendvédelmi feladatokat ellátó szervvé alakulásával kapcsolatos források biztosításáról[103]
- 1317/2019. (V. 30.) Korm. határozat A rendkívüli kormányzati intézkedésekre szolgáló tartalékból történő előirányzat-átcsoportosításról és egyes Korm. határozatok módosításáról szóló 1104/2017. (III. 6.) Korm. határozat, valamint a libanoni templomrekonstrukciós projekt támogatásáról szóló 1459/2017. (VII. 19.) Korm. határozat módosításáról[103]
- 1318/2019. (V. 30.) Korm. határozat A Modern Városok Program keretében a 8311. jelű összekötő út Győr–Ménfőcsanak–Győrújbarát–Nyúl közötti szakasza felújításának megvalósítása érdekében a 2019. évi forrás átcsoportosításáról[103]
- 1319/2019. (V. 30.) Korm. határozat A Zalaegerszeg–Rédics–Lendva vasútvonal-fejlesztés I. ütemének előkészítéséről[103]
- 1320/2019. (V. 30.) Korm. határozat A Petőfi Irodalmi Múzeum hosszú távú fejlesztési és működési koncepciójáról, valamint a 2020–2022 közötti időszakban ehhez szükséges költségvetési forrásokról[103]
- 1321/2019. (V. 30.) Korm. határozat A Rászoruló Személyeket Támogató Operatív Program éves fejlesztési keretének megállapításáról szóló 1347/2016. (VII. 6.) Korm. határozat módosításáról[103]
- 1322/2019. (V. 30.) Korm. határozat A Magyarország Kormánya és a Kambodzsai Királyság Kormánya közötti kétoldalú gazdasági együttműködési megállapodás szövegének végleges megállapítására adott felhatalmazásról[103]
- 1323/2019. (V. 30.) Korm. határozat A Magyarország Kormánya és Malajzia Kormánya közötti gazdasági együttműködési megállapodás szövegének végleges megállapítására adott felhatalmazásról[103]

#### Június (1324–1395)[65]
- 1324/2019. (VI. 3.) Korm. határozat A 2020. évi, a 2021. évi és a 2022. évi ITF FED Kupa Döntő megrendezése érdekében szükséges kormányzati intézkedésekről[63]
- 1325/2019. (VI. 3.) Korm. határozat A Magyar Művészeti Akadémia felügyelő testülete kormányzati delegáltjának kinevezéséről[63]
- 1326/2019. (VI. 5.) Korm. határozat A Nemzetközi Munkaügyi Konferencia 2019. június 10–21. között Genfben sorra kerülő 108. ülésszakán való magyar részvételről[66]
- 1327/2019. (VI. 5.) Korm. határozat A 2023-ban Budapesten megrendezendő IAAF Atlétikai Világbajnokság megrendezésével kapcsolatos további intézkedésekről[66]
- 1328/2019. (VI. 5.) Korm. határozat A 2024. évi FINA Rövidpályás Úszó Világbajnokság megrendezése érdekében szükséges kormányzati intézkedésekről[66]
- 1329/2019. (VI. 5.) Korm. határozat Az Országos Mentőszolgálat által használt mentőautók cseréjét szolgáló 2019–2020. évi gépjárműbeszerzésről, valamint a kapcsolódó mentéstechnikai eszközök beszerzéséről[66]
- 1330/2019. (VI. 5.) Korm. határozat A gazdaságfejlesztési beruházásokhoz kapcsolódó közutak felújításának előkészítése érdekében többletforrás biztosításáról[66]
- 1331/2019. (VI. 5.) Korm. határozat A határkeresztező vasúti kapcsolatok fejlesztéséről, a hiányosságok felszámolásáról[66]
- 1332/2019. (VI. 5.) Korm. határozat Egyes nagysebességű vasútvonali előkészítési projektek határidejének módosításáról[66]
- 1333/2019. (VI. 5.) Korm. határozat A geszti Tisza-kastély és környezetének rekonstrukciójához szükséges telkek állami tulajdonba vételéről[66]
- 1334/2019. (VI. 5.) Korm. határozat Kisbér város városközpontjának megújításához szükséges források biztosításáról[66]
- 1335/2019. (VI. 5.) Korm. határozat A berettyóújfalui zsinagóga műemléképület felújításának támogatásáról[66]
- 1336/2019. (VI. 5.) Korm. határozat A KEHOP-4.1.0-15-2016-00064 azonosító számú, („A Bezerédi-Duna-ág rehabilitációja” című) projekt támogatásának növeléséről, valamint a Környezeti és Energiahatékonysági Operatív Program éves fejlesztési keretének megállapításáról szóló 1084/2016. (II. 29.) Korm. határozat módosításáról[66]
- 1337/2019. (VI. 5.) Korm. határozat A Vajdasági Birkózó Akadémia létrehozásához szükséges kormányzati intézkedésekről[66]
- 1338/2019. (VI. 5.) Korm. határozat A Magyar–Szlovák Kisebbségi Vegyes Bizottság XIV. ülésén fenntartott és elfogadott ajánlások jóváhagyásáról[66]
- 1339/2019. (VI. 7.) Korm. határozat A Magyarország Kormánya és Zalaegerszeg Megyei Jogú Város Önkormányzata közötti együttműködési megállapodás végrehajtásával összefüggő feladatokról szóló 1252/2015. (IV. 23.) Korm. határozat módosításáról[67]
- 1340/2019. (VI. 7.) Korm. határozat A Modern Városok Program keretében a zalaegerszegi új városi multifunkciós rendezvény- és sportcsarnok megvalósítása érdekében szükséges támogatás biztosításáról[67]
- 1341/2019. (VI. 11.) Korm. határozat A Digitális Kompetencia Keretrendszer fejlesztéséről és bevezetésének lépéseiről[68]
- 1342/2019. (VI. 11.) Korm. határozat A központi közigazgatási szervek iratanyagának digitalizálással történő hosszú távú megőrzéséről[68]
- 1343/2019. (VI. 11.) Korm. határozat A Központi Maradványelszámolási Alapból történő előirányzat-átcsoportosításról, fejezetek közötti átcsoportosításról, valamint egyes kormányhatározatok módosításáról[68]
- 1344/2019. (VI. 11.) Korm. határozat Magyarország nemzetközi katonai szerepvállalásának növeléséről[68]
- 1345/2019. (VI. 11.) Korm. határozat A 2021. évi népszámlálás előkészítésével kapcsolatos egyes feladatokhoz szükséges forrás biztosításáról[68]
- 1346/2019. (VI. 11.) Korm. határozat A hajléktalan-ellátással összefüggő feladatok ellátásához szükséges források biztosításáról[68]
- 1347/2019. (VI. 11.) Korm. határozat A Magyar Nemzeti Múzeum kertrekonstrukciójának befejezéséhez szükséges feladatokról[68]
- 1348/2019. (VI. 11.) Korm. határozat A Sopron-Fertő kiemelt turisztikai térségben megvalósítandó közúti beruházásokhoz szükséges intézkedésekről
- 1349/2019. (VI. 11.) Korm. határozat A szenttamási Almásy-kastély és a hozzá tartozó park kertépítészeti, kertművészeti és tájökológiai felújítása előkészítésének a Beruházás Előkészítési Alapból történő támogatásáról[68]
- 1350/2019. (VI. 11.) Korm. határozat A Seuso-kincs időszaki kiállításának támogatásáról, valamint az Árpád-ház Program részét képező, „Az ország bölcsője” kiemelt székesfehérvári alprogram első szakaszának megvalósításáról és a második szakasz egyes fejlesztési elemeinek bemutatásáról szóló 1469/2017. (VII. 25.) Korm. határozat módosításáról[68]
- 1351/2019. (VI. 11.) Korm. határozat A Muzsikáló Magyarország projekt 2019. évi folytatásához szükséges forrás biztosításáról[68]
- 1352/2019. (VI. 11.) Korm. határozat A nigériai katolikus Sokotoi Egyházmegye és a protestáns Church of Christ in Nations egyház projektjeinek támogatásáról[68]
- 1353/2019. (VI. 13.) Korm. határozat A Központi Maradványelszámolási Alapból és fejezeten belüli és fejezetek közötti átcsoportosításról, valamint egyes kormányhatározatok módosításáról[82]
- 1354/2019. (VI. 14.) Korm. határozat A minimálbér és a garantált bérminimum emelésével kapcsolatos intézkedésekről[70]
- 1355/2019. (VI. 14.) Korm. határozat Az Egészségbiztosítási Alap Gyógyító-megelőző ellátás jogcímcsoport Célelőirányzatok jogcím 2019. évi előirányzatának megemeléséről[70]
- 1356/2019. (VI. 14.) Korm. határozat Az önkormányzatok adósságot keletkeztető, valamint kezesség-, illetve garanciavállalásra vonatkozó ügyleteihez történő 2019. áprilisi előzetes kormányzati hozzájárulásról[70]
- 1357/2019. (VI. 14.) Korm. határozat A kormányzati szektorba nem sorolt, 100%-os önkormányzati tulajdonban álló gazdasági társaságok adósságot keletkeztető ügyleteihez történő 2019. áprilisi előzetes kormányzati hozzájárulásról[70]
- 1358/2019. (VI. 14.) Korm. határozat A Kovács Katalin Nemzeti Kajak-Kenu Sportakadémia megvalósítása további előkészítésének a Beruházás Előkészítési Alap terhére történő finanszírozásáról[70]
- 1359/2019. (VI. 19.) Korm. határozat A kiemelt budapesti közösségi fejlesztések keretében az egykori Józsefvárosi pályaudvar és az egykori MÁV Északi Járműjavító területén megvalósítandó közcélú beruházások közlekedési kiszolgálásának egyes elemeiről[71]
- 1360/2019. (VI. 19.) Korm. határozat A KEHOP-4.1.0-15-2016-00012 azonosító számú („A Natura 2000 területekkel kapcsolatos tájékoztatás, bemutatás és szemléletformálás egységes eszközrendszerének kialakítása a HNPI működési területén” című) projekt támogatásának növeléséről, valamint a Környezeti és Energiahatékonysági Operatív Program éves fejlesztési keretének megállapításáról szóló 1084/2016. (II. 29.) Korm. határozat módosításáról[71]
- 1361/2019. (VI. 19.) Korm. határozat A Terület- és Településfejlesztési Operatív Program 1., 3., 4. és 6. prioritása keretében finanszírozott egyes projektek támogatásának növeléséről[71]
- 1362/2019. (VI. 19.) Korm. határozat A Budapest Liszt Ferenc Nemzetközi Repülőtér és a fővárosi agglomeráció közlekedési kapcsolatainak fejlesztése érdekében szükséges kormányzati intézkedésekről, valamint a kiemelt budapesti fejlesztésekért és nemzetközi sportpályázatokért felelős kormánybiztos kinevezéséről és feladatairól szóló 1250/2018. (V. 25.) Korm. határozat módosításáról[71]
- 1363/2019. (VI. 20.) Korm. határozat Az Európa Kulturális Fővárosa 2023 cím viselésével kapcsolatos kormányzati feladatokról[72]
- 1364/2019. (VI. 20.) Korm. határozat A Modern Városok Program keretében megvalósuló egyes beruházások megvalósítása érdekében szükséges forrás-átcsoportosításokról[72]
- 1365/2019. (VI. 25.) Korm. határozat A Magyar Gáz Tranzit Zártkörűen Működő Részvénytársaság üzletágának és állami tulajdonú részesedésének értékesítéséről szóló 2126/2017. (XII. 29.) Korm. határozat visszavonásáról[73]
- 1366/2019. (VI. 25.) Korm. határozat A Magyar Gáz Tranzit Zártkörűen Működő Részvénytársaság üzletágának és állami tulajdonú részesedésének értékesítéséről[73]
- 1367/2019. (VI. 25.) Korm. határozat Az egyrészről az Európai Unió és tagállamai, másrészről a Vietnámi Szocialista Köztársaság közötti beruházásvédelmi megállapodás szövegének végleges megállapítására adott felhatalmazásról[73]
- 1368/2019. (VI. 25.) Korm. határozat Az ENSZ Gyermekalapja budapesti Globális Szolgáltató Központjának második ütemű bővítéséről
- 1369/2019. (VI. 25.) Korm. határozat A 2022. évi Felnőtt Judo Világbajnokság megrendezése érdekében szükséges kormányzati intézkedésekről
- 1370/2019. (VI. 25.) Korm. határozat A 2020. évi Hun Challenge Világkupa nemzetközi férfi és női tornaverseny megrendezése érdekében szükséges kormányzati intézkedésekről
- 1371/2019. (VI. 25.) Korm. határozat A Magyar Testgyakorlók Köre Budapest létesítményfejlesztési programja megvalósításának előkészítéséhez szükséges kormányzati intézkedésekről
- 1372/2019. (VI. 25.) Korm. határozat A Nemzeti Szabadidős – Egészség Sportpark Program keretében megvalósuló egyes beruházásokhoz szükséges fedezet biztosításáról
- 1373/2019. (VI. 25.) Korm. határozat A Pásztó és térsége árvízvédelmi biztonságának megteremtése érdekében szükséges előkészítési, tervezési feladatok forrásának biztosításáról
- 1374/2019. (VI. 25.) Korm. határozat A belvízzel halmozottan sújtott Szabolcs-Szatmár-Bereg megyei települések csapadékvíz-gazdálkodását segítő beruházások előkészítési, tervezési feladataihoz szükséges forrás biztosításáról
- 1375/2019. (VI. 25.) Korm. határozat A Szolnoki Atlétikai Centrum beruházás megvalósításához szükséges többletforrás biztosításáról
- 1376/2019. (VI. 25.) Korm. határozat A Tállya községi sporttelep komplex fejlesztésének támogatásához szükséges intézkedésekről
- 1377/2019. (VI. 25.) Korm. határozat A Demokrácia Központ Közalapítvány alapító okiratának módosításáról
- 1378/2019. (VI. 25.) Korm. határozat A Bock Hungária Ipari és Kereskedelmi Korlátolt Felelősségű Társaság magyarországi nagybefektetővel való stratégiai együttműködési megállapodás megkötéséről
- 1379/2019. (VI. 25.) Korm. határozat A 2019. évi határátlépéssel járó csapatmozgások engedélyezéséről szóló 1688/2018. (XII. 17.) Korm. határozat módosításáról
- 1380/2019. (VI. 26.) Korm. határozat Az egyes határon túli támogatási ügyek forrásszükségletének biztosításáról szóló 1802/2016. (XII. 20.) Korm. határozat módosításáról
- 1381/2019. (VI. 26.) Korm. határozat A Hungary Helps Program keretében az Etióp Ortodox Tewahido Egyház, az Etióp Katolikus Egyház és a Jézus Helye Etióp Evangéliumi Egyház projektjeinek támogatásáról
- 1382/2019. (VI. 26.) Korm. határozat Egyes egyházi támogatási célú kormányhatározatok módosításáról
- 1383/2019. (VI. 26.) Korm. határozat A kiemelt budapesti közösségi fejlesztések keretében a fővárosi közúthálózat fejlesztésének egyes elemeiről szóló 1693/2018. (XII. 17.) Korm. határozat módosításáról
- 1384/2019. (VI. 26.) Korm. határozat Az országos szúnyoggyérítési program kiterjesztéséhez szükséges források biztosításáról
- 1385/2019. (VI. 26.) Korm. határozat A Recirquel Újcirkusz Társulat infrastrukturális hátterének megteremtéséhez, valamint a 2019-2023. évi művészeti munkájának biztosításához szükséges intézkedésekről
- 1386/2019. (VI. 26.) Korm. határozat Az Emberi Erőforrás Fejlesztési Operatív Program keretében az EFOP-2.4.1-16 azonosító jelű [„Szegregált élethelyzetek felszámolása komplex programokkal (ERFA)” című] felhívásra benyújtott támogatási kérelmek tekintetében a költségek ingatlanvásárlásra történő átcsoportosításáról, valamint a felhívásban meghatározott elszámolható költségtípusok mértékének együttes összege túllépéséhez történő hozzájárulásról
- 1387/2019. (VI. 26.) Korm. határozat A Terület- és Településfejlesztési Operatív Program 1., 2. és 4. prioritása keretében finanszírozott egyes projektek támogatásának növeléséről
- 1388/2019. (VI. 26.) Korm. határozat A TOP-6.4.1-15-NY1-2016-00001 azonosító számú („Fenntartható városi közlekedésfejlesztés Nyíregyházán” című) projekt támogatásának növeléséről
- 1389/2019. (VI. 26.) Korm. határozat A Magyarország Kormánya és a Koszovói Köztársaság Kormánya között a beruházások ösztönzéséről és kölcsönös védelméről szóló Megállapodás szövegének végleges megállapítására adott felhatalmazásról
- 1390/2019. (VI. 27.) Korm. határozat A magyar jégkorong sport eredményességét elősegítő kormányzati intézkedésekről
- 1391/2019. (VI. 27.) Korm. határozat A Törökbálint Sportközpont továbbfejlesztése beruházás előkészítésének a Beruházás Előkészítési Alapból történő támogatásáról
- 1392/2019. (VI. 27.) Korm. határozat A 2003/87/EK irányelv 10c. cikke által elérhetővé tett finanszírozási mechanizmus magyarországi felhasználásáról
- 1393/2019. (VI. 28.) Korm. határozat A Nemzeti Földügyi Központ működésének megkezdéséhez szükséges egyes feladatokról
- 1394/2019. (VI. 28.) Korm. határozat Intézmények elhelyezésével összefüggő további intézkedésekről, valamint az azzal összefüggő fejlesztések megvalósításához szükséges többletforrás biztosításáról
- 1395/2019. (VI. 28.) Korm. határozat A bajai sportuszoda és élményfürdő fejlesztése beruházás előkészítésének a Beruházás Előkészítési Alapból történő támogatásáról

#### Július (1396–1469)[74]
- 1396/2019. (VII. 1.) Korm. határozat A muravidéki magyar közösségi ház kialakításával kapcsolatos intézkedésekről
- 1397/2019. (VII. 4.) Korm. határozat A HIPA Nemzeti Befektetési Ügynökség Nonprofit Zártkörűen Működő Részvénytársaság megalapításáról
- 1398/2019. (VII. 4.) Korm. határozat Az építésgazdaság általános fejlesztését, az építőanyagok hazai gyártását és a hazai építőipari alapanyag-kitermelés támogatását célzó stratégiáról és a hazai építőipari vállalkozások hatékonyságnövelésére irányuló forrás biztosításáról szóló 1031/2018. (II. 8.) Korm. határozat módosításáról
- 1399/2019. (VII. 4.) Korm. határozat A Kozma István Magyar Birkózó Akadémia Alapítvány támogatásáról
- 1400/2019. (VII. 5.) Korm. határozat A Terület- és Településfejlesztési Operatív Program éves fejlesztési keretének megállapításáról szóló 1005/2016. (I. 18.) Korm. határozat módosításáról
- 1401/2019. (VII. 5.) Korm. határozat A Terület- és Településfejlesztési Operatív Program keretében megvalósuló integrált területi programok jóváhagyásáról szóló 1612/2016. (XI. 8.) Korm. határozat módosításáról
- 1402/2019. (VII. 5.) Korm. határozat A Versenyképes Közép-Magyarország Operatív Program éves fejlesztési keretének megállapításáról szóló 1011/2016. (I. 20.) Korm. határozat módosításáról
- 1403/2019. (VII. 5.) Korm. határozat A Magyarország egyes területei közötti gazdasági egyenlőtlenség csökkentése érdekében szükséges fejlesztési programcsomagról
- 1404/2019. (VII. 5.) Korm. határozat A „Felzárkózó települések” hosszú távú programjának megalapozásáról
- 1405/2019. (VII. 8.) Korm. határozat Az egyes kormányhatározatoknak a Bevándorlási és Menekültügyi Hivatal névváltozásával összefüggő módosításáról
- 1406/2019. (VII. 8.) Korm. határozat A vajdasági magyarság nemzeti jelentőségű fejlesztései és programjai támogatásához szükséges forrás biztosításáról
- 1407/2019. (VII. 8.) Korm. határozat A 2020. évi EuroVelo és Kerékpáros Turisztikai Konferencia megrendezéséhez szükséges intézkedésekről
- 1408/2019. (VII. 8.) Korm. határozat A budapesti felsőoktatási intézmények egyes gyakorló intézményei infrastruktúrájának felújítása, korszerűsítése és bővítése beruházás előkészítésének támogatásáról
- 1409/2019. (VII. 9.) Korm. határozat A Pénzmosás Elleni Koordinációs Tanácsról
- 1410/2019. (VII. 9.) Korm. határozat A gazdaság versenyképességének növelése érdekében végrehajtandó, a hazai szabályozott szakmák rendszerének felülvizsgálatáról és a szabályozott szakmák számának csökkentéséről
- 1411/2019. (VII. 9.) Korm. határozat Az Ösztöndíjprogram Keresztény Fiataloknak elnevezésű felsőoktatási program 2019/20-as tanévébe belépő hallgatói létszámról, az ehhez szükséges forrás biztosításáról, valamint az alumni rendszer kialakításáról és fenntartásáról
- 1412/2019. (VII. 10.) Korm. határozat A Közép- és Kelet-európai Onkológiai Akadémia Alapítvány létrehozásáról, valamint a működéséhez szükséges feltételek és forrás biztosításáról
- 1413/2019. (VII. 10.) Korm. határozat A Magyarország Kormánya és Salgótarján Megyei Jogú Város Önkormányzata közötti együttműködési megállapodás végrehajtásával összefüggő feladatokról szóló 1388/2017. (VI. 27.) Korm. határozat módosításáról
- 1414/2019. (VII. 10.) Korm. határozat A Modern Városok Program keretében a Magyarország Kormánya és Szombathely Megyei Jogú Város Önkormányzata közötti együttműködési megállapodás végrehajtásával összefüggő feladatokról szóló 1936/2015. (XII. 12.) Korm. határozat módosításáról
- 1415/2019. (VII. 10.) Korm. határozat A Józsefvárosi strand- és gyógyfürdő beruházás előkészítésének támogatása érdekében fejezetek közötti átcsoportosításról
- 1416/2019. (VII. 16.) Korm. határozat Az önkormányzatok adósságot keletkeztető, valamint kezesség-, illetve garanciavállalásra vonatkozó ügyleteihez történő 2019. májusi előzetes kormányzati hozzájárulásról
- 1417/2019. (VII. 16.) Korm. határozat A kormányzati szektorba nem sorolt, 100%-os önkormányzati tulajdonban álló gazdasági társaságok adósságot keletkeztető ügyleteihez történő 2019. májusi előzetes kormányzati hozzájárulásról
- 1418/2019. (VII. 16.) Korm. határozat A Magyar Halgazdálkodási Operatív Program éves fejlesztési keretének megállapításáról szóló 1056/2016. (II. 17.) Korm. határozat módosításáról
- 1419/2019. (VII. 16.) Korm. határozat A TOP-1.1.1-15-BK1-2016-00003 azonosító számú („Iparterület fejlesztése Mélykúton” című) és a TOP-2.1.3-15-CS1-2016-00012 azonosító számú („Zákányszék Község belterületi csapadékvíz elvezetésének fejlesztése” című) projekt támogatásának növeléséről
- 1420/2019. (VII. 17.) Korm. határozat Az Amerikai Egyesült Államok fegyveres erői magyarországi csapatmozgásainak engedélyezéséről
- 1421/2019. (VII. 17.) Korm. határozat A Ráday Felsőoktatási Diákotthon és a Dunamelléki Református Egyházkerület Székház és Konferencia Központjának újjáépítéséről
- 1422/2019. (VII. 18.) Korm. határozat A fővárosi közösségi közlekedési autóbusz-járműpark 2019. évben induló cseréjéhez szükséges kormányzati intézkedésekről
- 1423/2019. (VII. 18.) Korm. határozat A települési önkormányzatok támogatásáról és egyes települési önkormányzatokat érintő kormányhatározatok módosításáról
- 1424/2019. (VII. 18.) Korm. határozat A TOP-6.6.1-15-ST1-2016-00002 azonosító számú („Acélgyári úti orvosi rendelő kialakítása” című) és a TOP-6.2.1-15-PC1-2016-00010 azonosító számú („Városközponti Óvoda Budai Nagy Antal Utcai Székhelyintézménye felújítása” című) projekt támogatásának növeléséről
- 1425/2019. (VII. 18.) Korm. határozat A Nemzeti Olimpiai Központtal kapcsolatos városfejlesztési és az UEFA 2020 labdarúgó Európa-bajnokság budapesti mérkőzéseinek megrendezéséhez szükséges intézkedésekről
- 1426/2019. (VII. 26.) Korm. határozat Az Új Roma Stratégiával (2019–2030) összefüggő feladatok meghatározásáról
- 1427/2019. (VII. 26.) Korm. határozat A Társadalmi Esélyteremtési Főigazgatóság létrehozásáról
- 1428/2019. (VII. 26.) Korm. határozat Egyes kormányhatározatoknak a központi hivatalok hatáskörének változásával összefüggő módosításáról
- 1429/2019. (VII. 26.) Korm. határozat Magyarország közúti határátkelőhelyeinek átfogó fejlesztéséről
- 1430/2019. (VII. 26.) Korm. határozat A Magyarország védelmi ipari kapacitásbővítéséhez szükséges állami kezességvállalásról
- 1431/2019. (VII. 26.) Korm. határozat A tankönyvellátás finanszírozásának és az állami tankönyvfejlesztés folyamatának hosszú távú biztosításával kapcsolatos kormányzati állásfoglalásról
- 1432/2019. (VII. 26.) Korm. határozat A rendkívüli kormányzati intézkedésekre szolgáló tartalékból és a Központi Maradványelszámolási Alapból történő, illetve fejezeten belüli és fejezetek közötti előirányzat-átcsoportosításról, a 2018. évi költségvetési maradványok egy részének felhasználásáról, valamint egyes kormányhatározatok módosításáról
- 1433/2019. (VII. 26.) Korm. határozat A Nemzeti Védelmi Szolgálat létszámfejlesztéséhez szükséges források biztosításáról
- 1434/2019. (VII. 26.) Korm. határozat A HIPA Nemzeti Befektetési Ügynökség Nonprofit Zártkörűen Működő Részvénytársaság finanszírozásához szükséges intézkedésekről
- 1435/2019. (VII. 26.) Korm. határozat A Határtalanul! program 2019. évi többletforrás-igényének biztosításáról
- 1436/2019. (VII. 26.) Korm. határozat A 2020. évi Vízilabda Európa-bajnokság megrendezéséhez szükséges többletforrás biztosításáról
- 1437/2019. (VII. 26.) Korm. határozat A 2019-ben Budapesten megrendezendő Maccabi Európa Játékok járművei számára az autóbusz forgalmi sáv használatáról
- 1438/2019. (VII. 26.) Korm. határozat A kiemelt fővárosi sportegyesületek, valamint a Magyar Testnevelési Egyetem Sportegyesülete sportszakmai feladatainak ellátásához szükséges kiegészítő támogatás biztosításával összefüggő kormányzati intézkedésekről
- 1439/2019. (VII. 26.) Korm. határozat A Nemzeti Táncszínház Nonprofit Korlátolt Felelősségű Társaság szakmai feladatai ellátásához szükséges többletforrás biztosításáról
- 1440/2019. (VII. 26.) Korm. határozat A K–12 Mesterszalon kialakításával és működésével összefüggő intézkedésekről
- 1441/2019. (VII. 26.) Korm. határozat A „Déli összekötő vasúti Duna-híd korszerűsítése” tárgyú, az Európai Hálózatfinanszírozási Eszköz által társfinanszírozott projekt megvalósításával összefüggésben felmerült költségnövekménnyel kapcsolatos intézkedésekről
- 1442/2019. (VII. 26.) Korm. határozat A Dunakiliti–Dobrohošt (Doborgaz) közötti gyalogos-kerékpáros Duna-híd magyar oldali létesítményeinek kezeléséről
- 1443/2019. (VII. 26.) Korm. határozat A Magyar Nemzeti Táncegyüttes állandó játszóhely-kialakítását célzó beruházás előkészítésének a Beruházás Előkészítési Alapból történő támogatásáról
- 1444/2019. (VII. 26.) Korm. határozat A Steindl Imre Programra vonatkozó egyes részhatáridők egységesítéséről
- 1445/2019. (VII. 26.) Korm. határozat A Jedlik Ányos Terv felülvizsgálatáról
- 1446/2019. (VII. 26.) Korm. határozat A Bay Zoltán Nemzeti Kutatóintézet-hálózat kialakításáról
- 1447/2019. (VII. 26.) Korm. határozat A Magyar Máltai Szeretetszolgálat Egyesület központi költségvetési támogatásból megvalósuló egyes beszerzései tekintetében közbeszerzési eljárás lefolytatása alól történő felmentéséről
- 1448/2019. (VII. 26.) Korm. határozat Az Európai Unió Régiók Bizottsága Nemzeti Delegáció tagjainak és póttagjainak jelöléséről
- 1449/2019. (VII. 26.) Korm. határozat Az EFOP-3.2.4-16-2016-00001 azonosító számú („Digitális kompetencia fejlesztése” című) projekt támogatásának növeléséről, valamint az Emberi Erőforrás Fejlesztési Operatív Program éves fejlesztési keretének megállapításáról szóló 1037/2016. (II. 9.) Korm. határozat módosításáról
- 1450/2019. (VII. 26.) Korm. határozat A GINOP-7.1.2-15-2016-00008 azonosító számú („A Balaton vízi turizmusának komplex fejlesztése” című) és a GINOP-7.1.2-15-2016-00012 azonosító számú („A Felső- és Alsó-Duna vízi turizmusának komplex fejlesztése” című) projektek támogatásának növeléséről, valamint a Gazdaságfejlesztési és Innovációs Operatív Program éves fejlesztési keretének megállapításáról szóló 1006/2016. (I. 18.) Korm. határozat módosításáról
- 1451/2019. (VII. 26.) Korm. határozat A KEHOP-1.3.0-15-2016-00010 azonosító számú („Belvízcsatornák fejlesztése és rekonstrukciója” című) projekt támogatásának növeléséről, valamint a Környezeti és Energiahatékonysági Operatív Program éves fejlesztési keretének megállapításáról szóló 1084/2016. (II. 29.) Korm. határozat módosításáról
- 1452/2019. (VII. 26.) Korm. határozat A KEHOP-4.1.0-15-2016-00075 azonosító számú („Dávodi Földvári-tó és a karapancsai erdei tavak rehabilitációja kotrással, bioremediációval, kisműtárgy építéssel, cserjeirtással” című) projekt támogatásának növeléséről, valamint a Környezeti és Energiahatékonysági Operatív Program éves fejlesztési keretének megállapításáról szóló 1084/2016. (II. 29.) Korm. határozat módosításáról
- 1453/2019. (VII. 26.) Korm. határozat A Terület- és Településfejlesztési Operatív Program módosításáról
- 1454/2019. (VII. 26.) Korm. határozat A Terület- és Településfejlesztési Operatív Program 1., 3. és 4. prioritása keretében finanszírozott négy darab projekt támogatásának növeléséről
- 1455/2019. (VII. 26.) Korm. határozat A TOP-1.2.1-15-HE1-2016-00009, TOP-1.4.1-15-BK1-2016-00023 és a TOP-3.2.2-15-HB1-2016-00012 azonosító számú projektek támogatásának növeléséről
- 1456/2019. (VII. 26.) Korm. határozat A VEKOP-5.3.3-17-2017-00006 azonosító számú („Az Érd, Riminyáki út – Gellért utca csomópontjának fejlesztése” című) és a VEKOP-5.3.3-17-2017-00007 azonosító számú („Az Érd, Felső utca egy szakaszának felújítása forgalombiztonsági szempontok figyelembevételével” című) projekt támogatásának növeléséről
- 1457/2019. (VII. 30.) Korm. határozat A gazdaságfejlesztési és felzárkózási programban érintett települések és további települések közbiztonsági kamerarendszerének támogatásáról
- 1458/2019. (VII. 30.) Korm. határozat Egyes szennyvíz-elvezetési és -tisztítási agglomerációk fejlesztési igényeinek finanszírozásáról
- 1459/2019. (VII. 30.) Korm. határozat Az egészségügyi szakfelügyelettel összefüggő forrás biztosításáról
- 1460/2019. (VII. 30.) Korm. határozat A Klebelsberg Képzési Ösztöndíjnak a tanító alapképzésben részt vevőkre történő kiterjesztéséhez szükséges forrásbiztosításról
- 1461/2019. (VII. 30.) Korm. határozat Az ENSZ Közgyűlésének 74. ülésszakán való magyar részvételről
- 1462/2019. (VII. 30.) Korm. határozat A Modern Városok Program keretében a Veszprémi Iparos Park beruházás megvalósítása érdekében történő támogatás biztosításáról
- 1463/2019. (VII. 30.) Korm. határozat A budapesti 4-es metróvonal és kapcsolódó felszíni beruházásai megvalósításához kapcsolódóan kötött Támogatási Szerződés, Finanszírozási Szerződés és Finanszírozási Szerződés Kiegészítő Megállapodás módosításáról és egységes szerkezetbe foglalásáról szóló szerződés 6. számú módosításának jóváhagyásáról
- 1464/2019. (VII. 30.) Korm. határozat A kutatási, fejlesztési és innovációs célú támogatások bővítéséről
- 1465/2019. (VII. 31.) Korm. határozat Magyarország egyes területei közötti gazdasági egyenlőtlenség csökkentése érdekében szükséges fejlesztési programot koordináló szervezetrendszer kialakításáról
- 1466/2019. (VII. 31.) Korm. határozat A World Urban Games sportesemény kiemelt nemzetközi sportrendezvénynek nyilvá-nításáról
- 1467/2019. (VII. 31.) Korm. határozat Budapest Fővárosban munkásszállás kialakításával kapcsolatos intézkedésekről
- 1468/2019. (VII. 31.) Korm. határozat A határon túli célú költségvetési támogatások biztosításáról szóló 1810/2018. (XII. 23.) Korm. határozat módosításáról
- 1469/2019. (VII. 31.) Korm. határozat A Gúth-Keled Idegenforgalmi és Természetvédelmi Közhasznú Egyesület feladatainak támogatásáról

#### Augusztus (1470–1514)[75]
- 1470/2019. (VIII. 1.) Korm. határozat A magyar agrárium digitalizációjának előmozdításáról és összehangolásáról, Magyarország Digitális Agrár Stratégiájáról
- 1471/2019. (VIII. 1.) Korm. határozat Magyarország Nemzeti Integrált Határigazgatási Stratégiájáról
- 1472/2019. (VIII. 1.) Korm. határozat A 2014–2020. Magyar Halgazdálkodási Operatív Program 2019. évi módosításáról
- 1473/2019. (VIII. 1.) Korm. határozat A 2021. évi FIG Ritmikus Gimnasztika Világbajnokság megrendezése érdekében pályázat benyújtásához szükséges kormányzati intézkedésekről
- 1474/2019. (VIII. 1.) Korm. határozat A turisztikai célú keskeny nyomközű kisvasutak fejlesztésének II. üteméről
- 1475/2019. (VIII. 1.) Korm. határozat A XI. Miniszterelnökség fejezet és a X. Igazságügyi Minisztérium fejezet címrendjének módosításáról
- 1476/2019. (VIII. 1.) Korm. határozat' Egyes állami vagyontárgyak ingyenes tulajdonba adásáról
- 1477/2019. (VIII. 1.) Korm. határozat Az önkormányzatok adósságot keletkeztető, valamint kezesség-, illetve garanciavállalásra vonatkozó ügyleteihez történő 2019. júniusi előzetes kormányzati hozzájárulásról
- 1478/2019. (VIII. 1.) Korm. határozat A kormányzati szektorba nem sorolt, 100%-os önkormányzati tulajdonban álló gazdasági társaságok adósságot keletkeztető ügyleteihez történő 2019. júniusi előzetes kormányzati hozzájárulásról
- 1479/2019. (VIII. 1.) Korm. határozat Az Alkotmánybíróság épületének felújításához szükséges többletforrás biztosításáról
- 1480/2019. (VIII. 1.) Korm. határozat Az egyes kisvárosi települések fejlesztési feladatainak támogatásáról
- 1481/2019. (VIII. 1.) Korm. határozat Egyházi közösségi célú beruházás megvalósításának támogatásáról
- 1482/2019. (VIII. 1.) Korm. határozat A Szabolcs-Szatmár-Bereg megyét érintő 2019. június 27-ei viharos időjárás okozta károk enyhítéséről
- 1483/2019. (VIII. 1.) Korm. határozat A Modern Városok Program keretében a kecskeméti Városháza felújítása érdekében szükséges többletforrás biztosításáról
- 1484/2019. (VIII. 1.) Korm. határozat A Modern Városok Program keretében a zalaegerszegi Mindszenty József Általános Iskola, Gimnázium és Kollégium területén megvalósuló „Tornacsarnok és vívóterem” beruházáshoz szükséges támogatás biztosításáról
- 1485/2019. (VIII. 1.) Korm. határozat Az Emberi Erőforrás Fejlesztési Operatív Program éves fejlesztési keretének megállapításáról szóló 1037/2016. (II. 9.) Korm. határozat módosításáról
- 1486/2019. (VIII. 1.) Korm. határozat Az EFOP-2.2.0-16-2016-00001 azonosító számú („Egészségügyi szakellátók szállóinak fejlesztése” című) kiemelt projekt támogatásának növeléséről, valamint az Emberi Erőforrás Fejlesztési Operatív Program éves fejlesztési keretének megállapításáról szóló 1037/2016. (II. 9.) Korm. határozat módosításáról
- 1487/2019. (VIII. 1.) Korm. határozat Az IKOP-2.1.0-15-2018-00049 azonosító számú („Csepeli Szabadkikötő kapacitásbővítő fejlesztése, valamint a csepeli gerincút 2. ütemét magában foglaló projekt előkészítése” című) projekt címének módosításáról, támogatásának növeléséről, valamint az Integrált Közlekedésfejlesztési Operatív Program éves fejlesztési keretének megállapításáról szóló 1247/2016. (V. 18.) Korm. határozat módosításáról
- 1488/2019. (VIII. 1.) Korm. határozat Az IKOP-3.2.0-15-2016-00013 azonosító számú, „Nyíregyháza megyei jogú város közösségi közlekedésének fejlesztése érdekében 47 db új autóbusz (41 db CNG és 6 db elektromos meghajtású) beszerzése, töltőállomás létesítése és autóbusz telephely kialakítása” című projekt megnevezésének, és szakmai elvárásainak módosításáról, továbbá az Integrált Közlekedésfejlesztési Operatív Program éves fejlesztési keretének megállapításáról szóló 1247/2016. (V. 18.) Korm. határozat módosításáról
- 1489/2019. (VIII. 1.) Korm. határozat A KEHOP-1.3.0-15-2015-00005 azonosító számú („Hajdúhátsági többcélú vízgazdálkodási rendszer fejlesztése” című) projekt támogatásának növeléséről, valamint a Környezeti és Energiahatékonysági Operatív Program éves fejlesztési keretének megállapításáról szóló 1084/2016. (II. 29.) Korm. határozat módosításáról
- 1490/2019. (VIII. 1.) Korm. határozat A KEHOP-4.1.0-15-2016-00061 azonosító számú („Kipusztulással veszélyeztetett Natura 2000 jelölő denevérfajok in-situ megőrzését szolgáló gyakorlati védelmi beavatkozások az ANPI működési területén” című) projekt támogatásának növeléséről, valamint a Környezeti és Energiahatékonysági Operatív Program éves fejlesztési keretének megállapításáról szóló 1084/2016. (II. 29.) Korm. határozat módosításáról
- 1491/2019. (VIII. 1.) Korm. határozat A TOP-6.1.5-16-DE1-2017-00001 azonosító számú („Innovációs iparterület elérhetőségének javítása” című) projekt támogatásának növeléséről
- 1492/2019. (VIII. 1.) Korm. határozat Egyes állami erdészeti társaságok támogatási kérelmének a VP5-8.4.1-16 azonosító jelű „Az erdőgazdálkodási potenciálban okozott erdőkárok helyreállítása”, valamint a VP5-8.5.1-17 azonosító jelű „Az erdei ökoszisztémák ellenálló képességének és környezeti értékének növelését célzó beruházások” című, gazdaságfejlesztést célzó projektek megvalósítására irányuló felhívására történő benyújtásához való hozzájárulásról
- 1493/2019. (VIII. 1.) Korm. határozat „Életmentő Emlékérem” adományozásáról
- 1494/2019. (VIII. 2.) Korm. határozat A rendkívüli kormányzati intézkedésekre szolgáló tartalékból történő előirányzat-átcsoportosításról
- 1495/2019. (VIII. 2.) Korm. határozat A Nemzeti Cirkuszművészeti Központ elhelyezésével összefüggő intézkedésekről
- 1496/2019. (VIII. 14.) Korm. határozat A 2019-ben Budapesten megrendezésre kerülő 7. FINA Junior Úszó Világbajnokság járművei számára az autóbusz forgalmi sáv használatáról
- 1497/2019. (VIII. 22.) Korm. határozat 	A Népművészet Mestere díj 2019. évi adományozásáról
- 1498/2019. (VIII. 22.) Korm. határozat A Rákóczi Tábor és Rendezvényközpont komplex fejlesztésének támogatásához szükséges intézkedésekről
- 1499/2019. (VIII. 23.) Korm. határozat A Közép-Duna menti térséget érintő egyes fejlesztésekről
- 1500/2019. (VIII. 23.) Korm. határozat A 2017–2018. évi Komplex Útfelújítási Program befejezéséhez szükséges intézkedésekről
- 1501/2019. (VIII. 23.) Korm. határozat A magyar nemzeti mozgóképipar fejlesztéséért felelős kormánybiztos kinevezéséről és feladatairól
- 1502/2019. (VIII. 23.) Korm. határozat A Semmelweis Egyetem alapítása 250 éves jubileumának megünneplésével kapcsolatos intézkedésekről
- 1503/2019. (VIII. 23.) Korm. határozat A Nemzeti Befektetési Ügynökség (HIPA) által megrendezésre kerülő befektetésösztönzési fókuszú nemzetközi gazdasági konferencia szervezéséről
- 1504/2019. (VIII. 23.) Korm. határozat A Magyar Falu Program keretében megvalósuló egyes programelemekkel összefüggő intézkedések végrehajtásához szükséges feladatokról és a „30 éve szabadon” emlékév programjáról szóló 1124/2019. (III. 13.) Korm. határozat végrehajtásához szükséges, valamint a XI. Miniszterelnökség fejezetet és a XX. Emberi Erőforrások Minisztériuma fejezetet érintő 2019. évi forrásátcsoportosításról
- 1505/2019. (VIII. 23.) Korm. határozat A Nemzeti Várprogram részét képező mosonmagyaróvári Óvári vár állagmegóvó munkáihoz szükséges forrás biztosításáról
- 1506/2019. (VIII. 23.) Korm. határozat Az UEFA 2020 labdarúgó Európa-bajnokság megrendezéséhez kapcsolódó egyes intézkedésekről
- 1507/2019. (VIII. 23.) Korm. határozat A 2022. évi magyar–szlovák közös rendezésű férfi kézilabda Európa-bajnokság megrendezéséhez szükséges további kormányzati intézkedésekről
- 1508/2019. (VIII. 23.) Korm. határozat A rendkívüli kormányzati intézkedésekre szolgáló tartalékból és a Központi Maradvány-elszámolási Alapból történő, illetve fejezeten belüli és fejezetek közötti előirányzat-átcsoportosításról
- 1509/2019. (VIII. 23.) Korm. határozat A KEHOP-1.3.0-15-2015-00007 azonosító számú („Balaton levezető rendszerének korszerűsítése” című) projekt támogatásának növeléséről, valamint a Környezeti és Energiahatékonysági Operatív Program éves fejlesztési keretének megállapításáról szóló 1084/2016. (II. 29.) Korm. határozat módosításáról
- 1510/2019. (VIII. 23.) Korm. határozat Az iraki jezidi menekültek helyben maradását és hazatérését támogató projektek megvalósításáról és a Hungary Helps Program keretében történő támogatásáról
- 1511/2019. (VIII. 26.) Korm. határozat a Budapest Diákváros – Déli Városkapu Fejlesztési Programban érintett belügyi vagyonkezelésű ingatlanok kiváltásához szükséges ingatlanok biztosításával kapcsolatos további intézkedésekről
- 1512/2019. (VIII. 26.) Korm. határozat a Szeged-Szabadka vasútvonal fejlesztéséről
- 1513/2019. (VIII. 27.) Korm. határozat A Kormány által alapított közalapítványokkal és alapítványokkal kapcsolatos időszerű intézkedésekről szóló 1159/2010. (VII. 30.) Korm. határozat által előírt felülvizsgálati eljárás megállapításai alapján szükséges intézkedésekről szóló 1316/2010. (XII. 27.) Korm. határozat módosításáról
- 1514/2019. (VIII. 30.) Korm. határozat A Kormányzati Ellenőrzési Hivatal feladatainak bővítéséről, valamint az Állami Számvevőszékkel Való Kormányzati Kapcsolattartásért Felelős Tárcaközi Bizottság létrehozásáról

#### Szeptember (1515–1561)[76]
- 1515/2019. (IX. 4.) Korm. határozat Az 1997. évi I. törvénnyel kihirdetett, a Nemzetközi Atomenergia Ügynökség keretében Bécsben, 1994. szeptember 20-án létrejött a Nukleáris Biztonságról szóló Egyezmény szerinti Nyolcadik Nemzeti Jelentésről és a részes országok nemzeti jelentéseit megvitató felülvizsgálati értekezleten való magyar részvételről
- 1516/2019. (IX. 4.) Korm. határozat A központi költségvetés címrendjének a Kormány tagjainak feladat- és hatásköréről szóló kormányrendelettel összefüggő módosításáról
- 1517/2019. (IX. 4.) Korm. határozat A Beruházás ösztönzési célelőirányzat megnevezésű fejezeti kezelésű előirányzat előirányzat-módosítás nélküli túllépésének engedélyezéséről
- 1518/2019. (IX. 4.) Korm. határozat Egyes Beruházás Előkészítési Alapból finanszírozott egyházi támogatásokról szóló kormányhatározatok módosításáról
- 1519/2019. (IX. 4.) Korm. határozat A Nemzeti Szabadidős – Egészség Sportpark Program keretében megvalósuló egyes beruházásokhoz szükséges fedezet biztosításáról
- 1520/2019. (IX. 4.) Korm. határozat A „30 éve szabadon” emlékév programjáról szóló 1124/2019. (III. 13.) Korm. határozat egyes rendelkezéseinek a visszavonásáról és kiegészítéséről
- 1521/2019. (IX. 4.) Korm. határozat A Modern Városok Program keretében Magyarország Kormánya és a megyei jogú városok önkormányzatai között első ütemben kötött együttműködési megállapodásokkal összefüggő intézkedésekről szóló 1038/2016. (II. 10.) Korm. határozat módosításáról
- 1522/2019. (IX. 4.) Korm. határozat A Szeged-Csanád Egyházmegye beruházásainak támogatása érdekében szükséges kormányzati intézkedésekről szóló 1236/2018. (IV. 25.) Korm. határozat módosításáról
- 1523/2019. (IX. 5.) Korm. határozat A KEHOP-1.4.0-15-2016-00015 azonosító számú („Esztergom árvízvédelmének fejlesztése I. ütem” című) projektnek a Környezeti és Energiahatékonysági Operatív Program éves fejlesztési keretében előkészítési célú kiemelt projektként történő nevesítéséről, támogatási szerződése módosításáról, valamint a Környezeti és Energiahatékonysági Operatív Program éves fejlesztési keretének megállapításáról szóló 1084/2016. (II. 29.) Korm. határozat módosításáról
- 1524/2019. (IX. 5.) Korm. határozat A Magyarország Kormánya és Montenegró Kormánya között a Magyar Népköztársaság/Magyar Köztársaság és a Jugoszláv Szövetségi Népköztársaság/Jugoszláv Szocialista Szövetségi Köztársaság/Jugoszláv Szövetségi Köztársaság/Szerbia és Montenegró között létrejött kétoldalú nemzetközi szerződésekben való államutódlásról szóló Jegyzőkönyv szövegének végleges megállapítására adott felhatalmazásról
- 1525/2019. (IX. 5.) Korm. határozat 	A balatonfüredi Lóczy Lajos Gimnázium fejlesztéséről
- 1526/2019. (IX. 10.) Korm. határozat A Modern Városok Program keretében a veszprémi Kittenberger Kálmán Növény- és Vadaspark fejlesztéséhez és bővítéséhez szükséges többletforrás biztosításáról
- 1527/2019. (IX. 12.) Korm. határozat A Nemzeti Földügyi Központ működésének megkezdéséhez szükséges egyes feladatokról szóló 1393/2019. (VI. 28.) Korm. határozat módosításáról
- 1528/2019. (IX. 17.) Korm. határozat A Központi Maradványelszámolási Alapból történő, illetve fejezeten belüli és fejezetek közötti előirányzat-átcsoportosításról, valamint egyes kormányhatározatok módosításáról
- 1529/2019. (IX. 17.) Korm. határozat A Magyar Falu Program keretében az orvosi eszköz mintaprogram megvalósításáról
- 1530/2019. (IX. 17.) Korm. határozat A Békéscsabán a Modern Városok Program keretében kialakítandó SMART Grid rendszer II. ütem és Intelligens közlekedésvezérlő és környezetkímélő közösségi közlekedési rendszer kialakítása tárgyú beruházások előkészítésének a Beruházás Előkészítési Alapból történő támogatásáról
- 1531/2019. (IX. 17.) Korm. határozat A Kecskemét Fejlődéséért Alap átalakításáról
- 1532/2019. (IX. 18.) Korm. határozat Állami ingatlan versenyeztetés mellőzésével történő értékesítéséről és egyes kapcsolódó intézkedésekről
- 1533/2019. (IX. 18.) Korm. határozat A Türk Nyelvű Államok Együttműködési Tanácsa magyarországi Képviseleti Irodája működtetéséhez szükséges intézkedésekről
- 1534/2019. (IX. 18.) Korm. határozat A Moholy-Nagy Művészeti Egyetem Design Kompetencia Központjának létrehozásáról
- 1535/2019. (IX. 18.) Korm. határozat A tatabányai multifunkciós csarnok beruházás megvalósításáról
- 1536/2019. (IX. 18.) Korm. határozat A Győri Gárdonyi Géza Általános Iskola fejlesztéséről
- 1537/2019. (IX. 20.) Korm. határozat Magyarország új buszstratégiai koncepciójával és a Zöld Busz Mintaprojekttel kapcsolatos feladatokról
- 1538/2019. (IX. 20.) Korm. határozat A Nemzeti Autóbusz Beszerzési Bizottságról szóló 1357/2016. (VII. 13.) Korm. határozat módosításáról
- 1539/2019. (IX. 20.) Korm. határozat A Magyar Falu Program végrehajtásával összefüggésben szükséges 2019. évi előirányzat-átcsoportosításról
- 1540/2019. (IX. 25.) Korm. határozat A 2020–2022. évekre vonatkozó oltóanyag-beszerzésekről
- 1541/2019. (IX. 25.) Korm. határozat A Budapest Környéki Törvényszék elhelyezéséhez szükséges beruházás megvalósításáról
- 1542/2019. (IX. 25.) Korm. határozat A Balmazújváros közigazgatási területén található földrészletek beruházási célterületté nyilvánításáról
- 1543/2019. (IX. 25.) Korm. határozat A Debrecen megyei jogú város külterületén található földrészletek beruházási célterületté nyilvánításáról szóló 1147/2018. (III. 26.) Korm. határozat módosításáról
- 1544/2019. (IX. 25.) Korm. határozat A Dunakeszin alap- és középfokú oktatási intézmények és kulturális központ létrejöttét célzó beruházás előkészítéséhez szükséges intézkedésekről
- 1545/2019. (IX. 25.) Korm. határozat Az Európai Határregisztrációs Rendszer, valamint az Európai Utasinformációs és Engedélyezési Rendszer fejlesztéséhez szükséges kormányzati intézkedéseket koordináló munkacsoport létrehozásáról szóló 1538/2018. (X. 30.) Korm. határozat módosításáról
- 1546/2019. (IX. 25.) Korm. határozat Az egyes Kárpát-medencei gazdaságélénkítő programok és összehangolt fejlesztési feladatok, valamint turisztikai fejlesztések koordinációjáért felelős kormánybiztos kinevezéséről és feladatairól szóló 1253/2018. (V. 30.) Korm. határozat módosításáról és az Agro Rehab Nonprofit Korlátolt Felelősségű Társaság felett tulajdonosi jogokat gyakorló személy kijelölésével kapcsolatos feladatokról
- 1547/2019. (IX. 25.) Korm. határozat A Váci és Pápai Tankerületi Központ fenntartásában működő köznevelési intézmények infrastrukturális fejlesztésének megvalósításáról
- 1548/2019. (IX. 25.) Korm. határozat Az Erdélyi Református Egyházkerület, a Királyhágómelléki Református Egyházkerület ingatlan beruházásainak, valamint a Diakónia Keresztyén Alapítvány programjának finanszírozásához szükséges forrás biztosításáról
- 1549/2019. (IX. 25.) Korm. határozat A Magyar Pálos Rend Első Remete Szent Pál Rendje Boldog Özséb Programjának, illetve hargitafürdői további fejlesztésének támogatásával összefüggő feladatokról szóló 1200/2018. (IV. 4.) Korm. határozat módosításáról
- 1550/2019. (IX. 26.) Korm. határozat A 2018. évi kötelezettségvállalással terhelt költségvetési maradványok felhasználásának engedélyezéséről
- 1551/2019. (IX. 26.) Korm. határozat Települési önkormányzatok fejlesztési és működési támogatásáról
- 1552/2019. (IX. 26.) Korm. határozat Az IKOP 1. prioritási tengelyén támogatott, „M70 autóút Letenye–Tornyiszentmiklós közötti szakasz 2×2 sávra történő bővítése kiegészítő munkák” tárgyú projekt műszaki tartalmának pontosításáról és az Integrált Közlekedésfejlesztési Operatív Program éves fejlesztési keretének megállapításáról szóló 1247/2016. (V. 18.) Korm. határozat módosításáról
- 1553/2019. (IX. 26.) Korm. határozat A KEHOP-5.2.2-16-2016-00104 azonosító számú („Kiemelt épületenergetikai fejlesztések a Somogy Megyei Kormányhivatalnál” című) projekt támogatásának növeléséről, valamint a Környezeti és Energiahatékonysági Operatív Program éves fejlesztési keretének megállapításáról szóló 1084/2016. (II. 29.) Korm. határozat módosításáról
- 1554/2019. (IX. 26.) Korm. határozat A Terület- és Településfejlesztési Operatív Program 1., 2., 3., 4. és 6. prioritása keretében finanszírozott egyes projektek támogatásának növeléséről
- 1555/2019. (IX. 26.) Korm. határozat A „Kecskemét Megyei Jogú Város vasútállomás intermodális átszállókapcsolatainak fejlesztése és P+R parkolók kialakítása”, valamint a „Bicske vasútállomás intermodális átszállókapcsolatainak fejlesztése és P+R parkolók kialakítása” című projektjavaslatokkal kapcsolatos egyes kormányhatározatok módosításáról
- 1556/2019. (IX. 26.) Korm. határozat A Modern Városok Program keretében a Békéscsabai Röplabda Akadémia infrastrukturális feltételeinek megteremtésére, valamint a Békéscsabai Sportcentrumban a Sportok Háza kialakítására irányuló beruházások megvalósításához szükséges többletforrás biztosításáról
- 1557/2019. (IX. 26.) Korm. határozat A Modern Városok Program keretében a „Zalaegerszegi Mindszenty József Múzeum és Zarándokközpont fejlesztése, zalaegerszegi „Mindszenty Út” megvalósítása” részeként a „Göcseji Múzeum fejlesztése” projektelemhez szükséges támogatás biztosításáról
- 1558/2019. (IX. 26.) Korm. határozat A Magyar Köztársaság és a Pakisztáni Iszlám Köztársaság között a kettős adóztatás elkerülésére a jövedelemadók területén Islamabadban, 1992. február 24. napján aláírt Egyezmény módosításáról szóló Jegyzőkönyv szövegének végleges megállapítására adott felhatalmazásról
- 1559/2019. (IX. 30.) Korm. határozat Az Új Nemzedék Központ Nonprofit Közhasznú Korlátolt Felelősségű Társaság állami tulajdonú üzletrészének az Erzsébet a Kárpát-medencei Gyermekekért Alapítvány részére történő ingyenes tulajdonba adásáról
- 1560/2019. (IX. 30.) Korm. határozat A Nemzetközi Távközlési Egyesület rendezvényei átmeneti elhelyezésének felajánlására és a tárgyalások megkezdésére való felhatalmazásról
- 1561/2019. (IX. 30.) Korm. határozat Az Esztergomi kistérség hosszú távú árvízi biztonsága és ármentesítése érdekében szükséges árvízvédelmi fejlesztések forrásának biztosításáról

#### Október (1562–1626)[77]
- 1562/2019. (X. 4.) Korm. határozat Az Oroszországban található magyar vonatkozású levéltári anyagok feltárásának és gyűjtésének előmozdításáról
- 1563/2019. (X. 4.) Korm. határozat A 2020. évi ISU Műkorcsolya és Jégtánc Junior Grand Prix megrendezésére benyújtandó pályázat érdekében szükséges kormányzati intézkedésekről
- 1564/2019. (X. 4.) Korm. határozat A KIRÁLY Sportlétesítmény fejlesztése II. ütemének megvalósításához szükséges pénzügyi fedezet biztosításáról
- 1565/2019. (X. 4.) Korm. határozat A központi költségvetés címrendjének a Hungary Helps Ügynökség Nonprofit Zrt. szakmai feladatainak ellátása jogcímmel történő kiegészítéséről
- 1566/2019. (X. 4.) Korm. határozat A Modern Városok Program keretében a nagykanizsai multifunkcionális sport- és rendezvénycsarnok fejlesztéséhez szükséges többlettámogatás biztosításáról
- 1567/2019. (X. 4.) Korm. határozat A Hortobágy-Berettyó, Mezőtúr belterületi szakasz szabályozása érdekében szükséges előkészítési, tervezési feladatok forrásának biztosításáról
- 1568/2019. (X. 4.) Korm. határozat A Tihanyi Bencés Apátság műemléki és kiegészítő fejlesztéseinek támogatásáról
- 1569/2019. (X. 4.) Korm. határozat Az ukrajnai Beregszászi járásban működő II. Rákóczi Ferenc Kárpátaljai Magyar Főiskolán tervezett tanuszoda- és tornaterem-fejlesztés megvalósításához szükséges többlet forrásigény biztosításáról
- 1570/2019. (X. 4.) Korm. határozat A Honvédelmi Igazgatási Koordinációs Tárcaközi Munkacsoport létrehozásáról, valamint szervezeti és működési rendjének meghatározásáról szóló 1525/2013. (VIII. 12.) Korm. határozat módosításáról
- 1571/2019. (X. 14.) Korm. határozat „A terrorizmushoz vezető radikalizáció megelőzése: regionális politikai válaszok és kockázatcsökkentés” című regionális konferenciáról szóló, levélváltás útján létrejövő megállapodás szövegének végleges megállapítására adott felhatalmazásról
- 1572/2019. (X. 14.) Korm. határozat A Magyarország Kormánya és a Marokkói Királyság Kormánya között létrejött, az elítélt személyek átszállításáról szóló egyezmény szövegének végleges megállapítására adott felhatalmazásról
- 1573/2019. (X. 14.) Korm. határozat A Magyarország és a Marokkói Királyság között létrejött kiadatási egyezmény szövegének végleges megállapítására adott felhatalmazásról
- 1574/2019. (X. 14.) Korm. határozat A Magyarország Kormánya és a Török Köztársaság Kormánya között a nemzetközi közúti személyszállításról és árufuvarozásról szóló Megállapodás szövegének végleges megállapítására adott felhatalmazásról
- 1575/2019. (X. 14.) Korm. határozat A Magyarország Biskeki Nagykövetségének megnyitásához szükséges intézkedésekről

- 1585/2019. (X. 16.) Korm. határozat A Nemzeti Bűnmegelőzési Stratégia 2020–2021. évekre szóló intézkedési tervéről
- 1586/2019. (X. 16.) Korm. határozat A Hibrid Fenyegetések Elleni Európai Kiválósági Központhoz való magyar csatlakozásról
- 1587/2019. (X. 16.) Korm. határozat A szakképzésért és felnőttképzésért felelős miniszter által alapított és fenntartott szakképzési centrumok tagintézményeiben történő világításkorszerűsítési feladatok elvégzéséről
- 1588/2019. (X. 16.) Korm. határozat A 2021. évi Európai Unió Természettudományos Diákolimpia és a 2022. évi Európai Lány Matematikai Diákolimpia megvalósításáról
- 1589/2019. (X. 16.) Korm. határozat A 2022. évi Férfi Kézilabda Európa-bajnokság magyar–szlovák társrendezéséhez szükséges forrás biztosításáról
- 1590/2019. (X. 16.) Korm. határozat A 2022. évi vagy a 2023. évi Férfi Labdarúgó Európa-liga döntő megrendezésére benyújtandó pályázat érdekében szükséges kormányzati intézkedésekről
- 1591/2019. (X. 16.) Korm. határozat A rendkívüli kormányzati intézkedésekre szolgáló tartalékból és a Központi Maradványelszámolási Alapból történő, illetve fejezetek közötti előirányzat-átcsoportosításról, valamint egyes kormányhatározatok módosításáról
- 1592/2019. (X. 16.) Korm. határozat A XV. Pénzügyminisztérium fejezet és a XI. Miniszterelnökség, valamint a XII. Agrárminisztérium fejezet közötti előirányzat-átcsoportosításról
- 1593/2019. (X. 16.) Korm. határozat A Hungarikum Liget beruházás megvalósításához szükséges kormányzati intézkedésekről
- 1594/2019. (X. 16.) Korm. határozat A Modern Városok Program keretén belül a salgótarjáni Szent Lázár Megyei Kórház komplex fejlesztése megvalósítása érdekében szükséges 2019. évi forrás átcsoportosításáról és a szükséges többlettámogatás biztosításáról
- 1595/2019. (X. 16.) Korm. határozat A fejlesztéspolitikai intézményrendszer informatikai és telekommunikációs tevékenységeinek finanszírozásáról
- 1596/2019. (X. 16.) Korm. határozat A fejlesztéspolitikai adatbázis és információs rendszer finanszírozásáról
- 1597/2019. (X. 16.) Korm. határozat A Versenyképes Közép-Magyarország Operatív Program éves fejlesztési keretének megállapításáról szóló 1011/2016. (I. 20.) Korm. határozat módosításáról
- 1598/2019. (X. 16.) Korm. határozat A Vidékfejlesztési Program éves fejlesztési keretének megállapításáról szóló 1248/2016. (V. 18.) Korm. határozat módosításáról
- 1599/2019. (X. 16.) Korm. határozat A Karmelhegyi Boldogasszony templom és rendház, Kármel kertje felújításának és a Marton Marcell Emlékház létrehozásának befejezéséhez szükséges további támogatásról
- 1600/2019. (X. 16.) Korm. határozat A Budapesti Műszaki és Gazdaságtudományi Egyetem Nukleáris Technikai Intézetének a 2019. évben ellátandó kutatási feladataihoz szükséges támogatás biztosításáról
- 1601/2019. (X. 16.) Korm. határozat A Budapest XVII. kerületi Rákosmenti multifunkcionális csarnok beruházás megvalósításához szükséges többletforrás biztosításáról
- 1602/2019. (X. 16.) Korm. határozat A Kárpát-medencei óvodafejlesztési programmal kapcsolatos egyes Korm. határozatok módosításáról
- 1603/2019. (X. 16.) Korm. határozat A Budapesti Operettszínház támogatásáról
- 1604/2019. (X. 16.) Korm. határozat A nemzetbiztonsági védelem alá eső szervek és létesítmények köréről szóló 2009/2015. (XII. 29.) Korm. határozat módosításáról
- 1605/2019. (X. 16.) Korm. határozat Református templomok és gyülekezeti ház felújításának és építésének támogatásához szükséges kormányzati intézkedésekről
- 1606/2019. (X. 16.) Korm. határozat A Magyarország Kormánya és az Ománi Szultánság Kormánya közötti gazdasági és műszaki együttműködésről szóló Megállapodás szövegének végleges megállapítására adott felhatalmazásról
- 1607/2019. (X. 22.) Korm. határozat Magyarország miniszterelnöke és Budapest Főváros főpolgármestere között 2018. november 17. napján aláírt megállapodás végrehajtásáról
- 1608/2019. (X. 22.) Korm. határozat A Közép-európai Többnemzeti Hadosztály-parancsnokság létrehozásáról és a kapcsolódó kormányzati feladatokról
- 1609/2019. (X. 22.) Korm. határozat Az egyes bűnmegelőzési tárgyú kormányhatározatok módosításáról
- 1610/2019. (X. 22.) Korm. határozat Az intézményi garanciarendszer addicionális finanszírozásának növeléséhez szükséges intézkedésekről szóló 1783/2018. (XII. 21.) Korm. határozatban az agrárminiszter számára meghatározott feladatok végrehajtásáról
- 1611/2019. (X. 22.) Korm. határozat A csíkszeredai Csángó Ház és Kollégium létrehozásához szükséges intézkedésekről
- 1612/2019. (X. 24.) Korm. határozat Az Integrált Jogalkotási Rendszer bevezetéséről és az ahhoz kapcsolódó feladatokról
- 1613/2019. (X. 24.) Korm. határozat Az Európai Hálózatfinanszírozási Eszközből támogatott egyes projektek forrásszerkezetének módosításáról
- 1614/2019. (X. 24.) Korm. határozat A KEHOP-5.2.2-16-2016-00046 azonosító számú („Damjanich János Gimnázium és Mezőgazdasági Szakképző Iskola épületenergetikai fejlesztése” című), valamint a KEHOP-5.2.2-16-2016-00063 azonosító számú („Pécsi Szakképzési Centrum Zsolnay Vilmos Szakgimnáziuma és Szakközépiskolája energetikai korszerűsítése” című) projektek megvalósításához szükséges forrás biztosításáról, valamint a Környezeti és Energiahatékonysági Operatív Program éves fejlesztési keretének megállapításáról szóló 1084/2016. (II. 29.) Korm. határozat módosításáról
- 1615/2019. (X. 24.) Korm. határozat A Versenyképes Közép-Magyarország Operatív Program módosításáról
- 1616/2019. (X. 24.) Korm. határozat A soproni Szent Orsolya Római Katolikus Gimnázium, Általános Iskola, Óvoda és Kollégium felújításának és bővítésének befejezéséhez szükséges további támogatásról
- 1617/2019. (X. 24.) Korm. határozat A 2019-ben Budapesten megrendezendő U23-as Birkózó Világbajnokság járművei számára az autóbusz forgalmi sáv használatáról
- 1618/2019. (X. 28.) Korm. határozat A szlovén Rába-vidék térségfejlesztési program megvalósításának támogatásáról
- 1619/2019. (X. 28.) Korm. határozat A külgazdasági és külügyminiszter feladatkörét érintő egyes kormányhatározatok visszavonásáról és kiegészítéséről
- 1620/2019. (X. 28.) Korm. határozat A Széchenyi Kártya Program egyes konstrukciói támogatásának folytatásáról szóló 2022/2017. (XII. 22.) Korm. határozat módosításáról
- 1621/2019. (X. 28.) Korm. határozat A Terület- és Településfejlesztési Operatív Program 1-4. prioritása keretében finanszírozott egyes projektek támogatásának növeléséről
- 1622/2019. (X. 31.) Korm. határozat A Nemzeti Kutatási, Fejlesztési és Innovációs Alap 2019. évi programstratégiájának jóváhagyásáról
- 1623/2019. (X. 31.) Korm. határozat Az Európai Bizottság Strukturálisreform-támogató Programja 2020. évi pályázati körében benyújtani javasolt pályázatokról
- 1624/2019. (X. 31.) Korm. határozat Az Emberi Erőforrás Fejlesztési Operatív Program éves fejlesztési keretének megállapításáról szóló 1037/2016. (II. 9.) Korm. határozat módosításáról
- 1625/2019. (X. 31.) Korm. határozat A MÁV-csoport közszolgáltatási feladatait érintő időszerű finanszírozási kérdésekről
- 1626/2019. (X. 31.) Korm. határozat A külgazdasági szempontból kiemelt jelentőségű ügylet megvalósításához szükséges kormányzati intézkedésekről szóló 1312/2019. (V. 28.) Korm. határozat módosításáról

#### November (1627–1670)[78]
- 1627/2019. (XI. 8.) Korm. határozat A magyar mikro-, kis- és középvállalkozások megerősítésének stratégiája 2019–2030 elfogadásáról
- 1628/2019. (XI. 8.) Korm. határozat Egyes állami vagyontárgyak ingyenes tulajdonba adásáról
- 1629/2019. (XI. 8.) Korm. határozat A XX. Emberi Erőforrások Minisztériuma és a XLIII. Az állami vagyonnal kapcsolatos bevételek és kiadások fejezet közötti előirányzat-átcsoportosításról
- 1630/2019. (XI. 8.) Korm. határozat Az önkormányzatok adósságot keletkeztető, valamint kezesség-, illetve garanciavállalásra vonatkozó ügyleteihez történő 2019. júliusi és augusztusi előzetes kormányzati hozzájárulásról
- 1631/2019. (XI. 8.) Korm. határozat A Nemzeti Szabadidős – Egészség Sportpark Program keretében megvalósuló egyes beruházásokhoz szükséges fedezet biztosításáról
- 1632/2019. (XI. 8.) Korm. határozat A Modern Városok Program keretében megvalósuló veszprémi beruházások forrásigényének átütemezéséről és a kapcsolódó kormányhatározatok egyéb módosításáról
- 1633/2019. (XI. 8.) Korm. határozat A GINOP-7.1.9-17-2017-00004 azonosító számú („Zalakaros gyógyhely komplex turisztikai fejlesztése” című) projekt támogatásának növeléséről

- 1665/2019. (XI. 27.) Korm. határozat A Budapest Diákváros – Déli Városkapu Fejlesztési Program végrehajtása, a Ferencvárosi Szabadidő- és Sportpark megvalósítása, valamint a 2023. évi IAAF Atlétikai Világbajnokság megrendezése érdekében szükséges további feladatokról
- 1666/2019. (XI. 28.) Korm. határozat Magyarország Kormánya és az Egységes Magyarországi Izraelita Hitközség (Statusquo Ante) közötti megállapodás megkötéséről és az azzal összefüggő feladatokról
- 1667/2019. (XI. 28.) Korm. határozat Az Egészségbiztosítási Alap Gyógyító-megelőző ellátás, a Gyógyszertámogatás és a Gyógyászati segédeszköz támogatás jogcímcsoportok egyes előirányzatainak megemeléséről
- 1668/2019. (XI. 28.) Korm. határozat A rendkívüli kormányzati intézkedésekre szolgáló tartalékból, a Központi Maradványelszámolási Alapból és az Országvédelmi Alapból történő, illetve fejezetek közötti előirányzat-átcsoportosításról, a Nagyvállalati beruházási támogatások előirányzat terhére kötelezettségvállalás engedélyezéséről, valamint egyes kormányhatározatok módosításáról
- 1669/2019. (XI. 29.) Korm. határozat Az Európa Kulturális Fővárosa 2023 Veszprém nyertes pályázati programja megvalósításának koordinálásáért felelős kormánybiztos kinevezéséről és feladatairól
- 1670/2019. (XI. 29.) Korm. határozat A Semmelweis Egyetem II. Sz. Patológiai Intézet Nemzeti Orvosi Innovációs Képző Központjának megvalósításához szükséges intézkedésekről, valamint a beruházás előkészítésének a Beruházás Előkészítési Alapból történő támogatásáról

#### December (1671–1819)[79]
- 1671/2019. (XII. 4.) Korm. határozat A Magyar Honvédség feltölthető beosztásainak számáról
- 1672/2019. (XII. 4.) Korm. határozat A kárpátaljai Magyar Házak program bővítéséről
- 1673/2019. (XII. 4.) Korm. határozat A szabadkai Avilai Szent Teréz székesegyház rekonstrukciója során felmerült statikai problémák megoldásához szükséges intézkedésekről
- 1674/2019. (XII. 4.) Korm. határozat Az Orosz Ortodox Egyház Magyar Egyházmegyéje egyes beruházásainak támogatásáról
- 1675/2019. (XII. 5.) Korm. határozat A XI. Miniszterelnökség és a XVII. Innovációs és Technológiai Minisztérium költségvetési fejezetek közötti előirányzat-átcsoportosításról
- 1676/2019. (XII. 5.) Korm. határozat Az önkormányzatok adósságot keletkeztető, valamint kezesség-, illetve garanciavállalásra vonatkozó ügyleteihez történő 2019. szeptemberi előzetes kormányzati hozzájárulásról
- 1677/2019. (XII. 5.) Korm. határozat Az elektronikus ügyintézési pontok kialakításához szükséges forrás
- 1678/2019. (XII. 5.) Korm. határozat A Büntetés-végrehajtás Egészségügyi Központ beruházás kapcsán a Gróf Tisza István Kórházat érintő komplex fejlesztés végrehajtásának támogatásáról
- 1679/2019. (XII. 5.) Korm. határozat A Modern Városok Program keretében megvalósuló beruházások forrásigényének átütemezéséről
- 1680/2019. (XII. 5.) Korm. határozat' A debreceni autóipari központ kialakításával összefüggő oktatási és innovációs fejlesztésekről
- 1681/2019. (XII. 5.) Korm. határozat A mátészalkai ipari parkban innovatív kutatás-fejlesztési technológia megvalósításához szükséges forrás biztosításáról
- 1682/2019. (XII. 5.) Korm. határozat A Modern Városok Program keretében a Zalaegerszegi Mindszenty József Múzeum és Zarándokközpont (Mindszentyneum) fejlesztése, a zalaegerszegi „Mindszenty Út” megvalósítása elnevezésű projekthez szükséges támogatás biztosításáról
- 1683/2019. (XII. 5.) Korm. határozat A Zalaegerszeg megyei jogú város külterületén fekvő földrészletek beruházási célterületté nyilvánításáról és a terület fejlesztéséhez szükséges intézkedésekről
- 1684/2019. (XII. 5.) Korm. határozat A Gazdaságfejlesztési és Innovációs Operatív Program éves fejlesztési keretének megállapításáról szóló 1006/2016. (I. 18.) Korm. határozat módosításáról
- 1685/2019. (XII. 10.) Korm. határozat Magyarország Gdański Főkonzulátusa megnyitásához szükséges intézkedésekről
- 1686/2019. (XII. 10.) Korm. határozat A 2020. évi határátlépéssel járó csapatmozgások engedélyezéséről
- 1687/2019. (XII. 10.) Korm. határozat A nemzetközi sportszövetség alapításához szükséges miniszteri támogató nyilatkozat kiadására irányuló eljárással kapcsolatos egyes intézkedésekről
- 1688/2019. (XII. 10.) Korm. határozat A XXII. Miniszterelnöki Kormányiroda fejezeten belüli előirányzat-átcsoportosításról
- 1689/2019. (XII. 10.) Korm. határozat A „Beruházás ösztönzési célelőirányzat” megnevezésű fejezeti kezelésű előirányzat előirányzat-módosítás nélküli túllépésének engedélyezéséről
- 1690/2019. (XII. 10.) Korm. határozat A fővárosi zöldterületek megújításához és a városmajori közparkfejlesztés megvalósításához szükséges egyes kormányzati intézkedésekről
- 1691/2019. (XII. 10.) Korm. határozat A Magyar Falu Program keretében a falu- és tanyagondnoki szolgálatok kiegészítő támogatásáról
- 1692/2019. (XII. 10.) Korm. határozat A Budapesti Agglomerációhoz tartozó Pest megyei településeken működő köznevelési intézmények infrastrukturális fejlesztéseinek előkészítéséről
- 1693/2019. (XII. 10.) Korm. határozat A helyközi autóbuszos személyszállítási közszolgáltatások ellátását biztosító VOLÁNBUSZ Zrt. finanszírozásának időszerű feladatairól
- 1694/2019. (XII. 10.) Korm. határozat A köznevelési célú humánszolgáltatás és működési támogatás jogcímcsoport előirányzat túllépésének jóváhagyásáról
- 1695/2019. (XII. 10.) Korm. határozat A Nemzeti Szabadidős – Egészség Sportpark Program keretében megvalósuló egyes beruházásokhoz szükséges fedezet biztosításáról
- 1696/2019. (XII. 10.) Korm. határozat a szociális intézményi férőhelykiváltás folyamatához kapcsolódó forrás biztosításáról szóló 1716/2017. (X. 3.) Korm. határozatban foglaltak végrehajtásáról
- 1697/2019. (XII. 10.) Korm. határozat egyes települési önkormányzatok fejlesztési és működési feladatainak támogatásáról, valamint a rendkívüli kormányzati intézkedésekre szolgáló tartalékból történő előirányzat-átcsoportosításról és a központi költségvetés címrendjének a kormányzati szerkezetátalakítással összefüggő módosításáról szóló 1156/2017. (III. 20.) Korm. határozat módosításáról
- 1698/2019. (XII. 10.) Korm. határozat A Budapest XXIII. kerület és Dunaharaszti külterületén fekvő földrészletek beruházási célterületté nyilvánításáról
- 1699/2019. (XII. 10.) Korm. határozat A Hungary Helps Program keretében a jeruzsálemi Terra Sancta Múzeum bővítésének támogatásáról
- 1700/2019. (XII. 10.) Korm. határozat A Hajmáskéri Gábor Áron Általános Iskola tornaterem építéséről
- 1701/2019. (XII. 10.) Korm. határozat Az Öcsödi József Attila Általános Iskola tornaterem építéséről
- 1702/2019. (XII. 10.) Korm. határozat A penci Cserhátliget Általános Iskola fejlesztéséről
- 1703/2019. (XII. 10.) Korm. határozat A Sződligeti Gárdonyi Géza Általános Iskola fejlesztéséről
- 1704/2019. (XII. 10.) Korm. határozat A Tomajmonostorai Általános Iskola tornaterem építéséről
- 1705/2019. (XII. 10.) Korm. határozat Egyes kormányhatározatok módosításáról
- 1706/2019. (XII. 10.) Korm. határozat Az országos múzeumok, valamint egyes nemzeti emlékhelyek és műemlékek látogatásáról szóló 1502/2017. (VIII. 11.) Korm. határozat módosításáról
- 1707/2019. (XII. 10.) Korm. határozat A Liszt Ferenc Kamarazenekar Alapítvány támogatásáról szóló 1292/2019. (V. 17.) Korm. határozat módosításáról
- 1708/2019. (XII. 10.) Korm. határozat A „Püspökladány–Debrecen vasútvonal korszerűsítése, Debrecen állomás részleges átépítése és Szajol–Debrecen vasútvonalon ETCS2 vonatbefolyásoló rendszer kiépítése” projekt forrásszerkezetének, valamint ezzel összefüggésben az Integrált Közlekedésfejlesztési Operatív Program éves fejlesztési keretének megállapításáról szóló 1247/2016. (V. 18.) Korm. határozat módosításáról

- 1714/2019. (XII. 17.) Korm. határozat A költségvetési szervek és az egyházi jogi személyek foglalkoztatottjainak 2019. évi kompenzációjához nyújtott támogatással összefüggő előirányzat-átcsoportosításról
- 1715/2019. (XII. 17.) Korm. határozat Az egészségügyi dolgozók lakhatási feltételeinek fejlesztéséhez szükséges beruházások előkészítésének támogatásáról
- 1716/2019. (XII. 17.) Korm. határozat Az egyes élethelyzetekhez kapcsolódó eljárások egyszerűsítéséhez szükséges források biztosításáról
- 1717/2019. (XII. 17.) Korm. határozat A 2020. évben megrendezésre kerülő különféle rendezvények rendészeti biztosításához szükséges források biztosításáról
- 1718/2019. (XII. 17.) Korm. határozat A fejezetek közötti előirányzat-átcsoportosításról
- 1719/2019. (XII. 17.) Korm. határozat A XI. Miniszterelnökség fejezet és a XV. Pénzügyminisztérium fejezet közötti előirányzat-átcsoportosításról
- 1720/2019. (XII. 17.) Korm. határozat A XI. Miniszterelnökség és a XVII. Innovációs és Technológiai Minisztérium, valamint a XI. Miniszterelnökség és a XX. Emberi Erőforrások Minisztériuma költségvetési fejezetek közötti előirányzat-átcsoportosításról
- 1721/2019. (XII. 17.) Korm. határozat A XV. Pénzügyminisztérium fejezet és a XI. Miniszterelnökség, valamint a XII. Agrárminisztérium fejezet közötti előirányzat-átcsoportosításról
- 1722/2019. (XII. 17.) Korm. határozat Az ÉMI Építésügyi Minőségellenőrző Innovációs Nonprofit Korlátolt Felelősségű Társaság komplex közcélú kutatási-fejlesztési feladatainak támogatása érdekében a XI. Miniszterelnökség és XVII. Innovációs és Technológiai Minisztérium költségvetési fejezetek közötti előirányzat-átcsoportosításról
- 1723/2019. (XII. 17.) Korm. határozat A Magyarország – Vidékfejlesztési Program 2014 – 2020 helyi önkormányzati és önkormányzati társulási kedvezményezettjeinek – a támogatási intenzitás megváltozásával összefüggő – többlettámogatásáról és annak finanszírozásáról
- 1724/2019. (XII. 17.) Korm. határozat A Dunakeszi Járási Hivatal új irodaépület és kormányablak kialakításával kapcsolatos beruházás megvalósításához biztosított források felhasználásáról
- 1725/2019. (XII. 18.) Korm. határozat A társasági részesedés magyar állam javára történő megszerzése érdekében szükséges forrás biztosításáról
- 1726/2019. (XII. 19.) Korm. határozat Egyes kormányhatározatok az európai uniós ügyek koordinációjának az igazságügyért felelős miniszter feladat- és hatáskörébe kerülésével összefüggő módosításáról
- 1727/2019. (XII. 19.) Korm. határozat A 2020. évi kiemelt hazai rendezésű, nemzetközi sportesemények, valamint a 2020. évi Kézilabda Olimpiai Kvalifikációs Torna megrendezése érdekében szükséges kormányzati intézkedésekről
- 1728/2019. (XII. 19.) Korm. határozat A 2020. évi ISU Műkorcsolya és Jégtánc Junior Grand Prix megrendezéséhez szükséges kormányzati intézkedésekről
- 1729/2019. (XII. 19.) Korm. határozat A Nemzeti Humán Reprodukciós Programról
- 1730/2019. (XII. 19.) Korm. határozat A 2020. évben kedvezményes villamos energia felhasználásra jogosult költségvetési intézmények kijelöléséről
- 1731/2019. (XII. 19.) Korm. határozat A rendőrség által használt gépjárművek amortizációs cseréjét szolgáló beszerzésekről
- 1732/2019. (XII. 19.) Korm. határozat Egyes önkormányzatok ivóvízellátással, vízkezeléssel kapcsolatos feladatainak támogatásáról
- 1733/2019. (XII. 19.) Korm. határozat A XIV. Belügyminisztérium fejezet, a XVIII. Külgazdasági és Külügymisztérium fejezet, a XXII. Miniszterelnöki Kormányiroda fejezet és a XLIII. Az állami vagyonnal kapcsolatos bevételek és kiadások fejezet közötti előirányzat-átcsoportosításról
- 1734/2019. (XII. 19.) Korm. határozat A Dunaújvárosi Egyetem Paksi Kompetencia- és Kutatóközpontjának kialakításához szükséges, a XI. Miniszterelnökség és a XVII. Innovációs és Technológiai Minisztérium költségvetési fejezetek közötti előirányzat átcsoportosításról
- 1735/2019. (XII. 19.) Korm. határozat A Budapest Főváros XXI. és XXIII. kerületében a szilárd burkolat nélküli utak szilárd burkolattal történő ellátása érdekében a csapadékvíz-elvezetés kiépítéséhez szükséges intézkedésekről
- 1736/2019. (XII. 19.) Korm. határozat A Széchenyi Kártya Program egyes konstrukciói támogatásának folytatásáról
- 1737/2019. (XII. 19.) Korm. határozat A Magyar Falu Program keretében megvalósuló civil programelem – civil közösségi tevékenységek és feltételeinek támogatásáról
- 1738/2019. (XII. 19.) Korm. határozat A Magyar Falu Program részeként megvalósuló nagyfelületű burkolatjavítási program végrehajtásához szükséges intézkedésekről, valamint a Magyar Falu Program részeként ütemezetten megvalósuló, kistelepüléseket érintő útfelújításokról szóló 1792/2018. (XII. 21.) Korm. határozat módosításáról
- 1739/2019. (XII. 19.) Korm. határozat A VOLÁN Buszpark Kereskedelmi és Szolgáltató Korlátolt Felelősségű Társaság tőkeemeléséről
- 1740/2019. (XII. 19.) Korm. határozat A Pannónia Szíve Program keretében a Váli Örökség turisztikai célú fejlesztéséről
- 1741/2019. (XII. 19.) Korm. határozat A Záhony logisztikai és ipari övezet konzorciumhoz kapcsolódó pénzügyi intézkedésekről
- 1742/2019. (XII. 19.) Korm. határozat A Szikszó város külterületén fekvő földrészletek beruházási célterületté nyilvánításáról
- 1743/2019. (XII. 19.) Korm. határozat Állami tulajdonban álló gazdasági társaságok támogatásához szükséges forrás biztosításáról
- 1744/2019. (XII. 19.) Korm. határozat A Modern Városok Program keretében a salgótarjáni Főplébánia templom és környezetének megújításához szükséges többlettámogatás biztosításáról
- 1745/2019. (XII. 19.) Korm. határozat Templom építéséhez szükséges forrás biztosításáról
- 1746/2019. (XII. 19.) Korm. határozat A Kastélydombi Általános Iskola fejlesztéséről
- 1747/2019. (XII. 19.) Korm. határozat A Kozma István Magyar Birkózó Akadémia Alapítvány 2020. és 2021. évi sportszakmai működésének támogatásáról
- 1748/2019. (XII. 19.) Korm. határozat A kárpátaljai médiafejlesztési program működéséhez és technikai fejlesztéséhez szükséges forrás biztosításáról
- 1749/2019. (XII. 19.) Korm. határozat A vajdasági magyarság nemzeti jelentőségű fejlesztései és programjai támogatásához szükséges forrás biztosításáról
- 1750/2019. (XII. 19.) Korm. határozat A Kormány által alapított közalapítványokkal és alapítványokkal kapcsolatos időszerű intézkedésekről szóló 1159/2010. (VII. 30.) Korm. határozat által előírt felülvizsgálati eljárás megállapításai alapján szükséges intézkedésekről szóló 1316/2010. (XII. 27.) Korm. határozat módosításáról
- 1751/2019. (XII. 19.) Korm. határozat A Magyar Műszaki és Közlekedési Múzeum elhelyezése érdekében szükséges intézkedésekről szóló 2011/2017. (XII. 22.) Korm. határozat módosításáról
- 1752/2019. (XII. 19.) Korm. határozat A hazai kommunikációért felelős kormánybiztos kinevezésének visszavonásáról
- 1753/2019. (XII. 19.) Korm. határozat A hazai kommunikációért felelős kormánybiztos kinevezéséről és feladatairól
- 1754/2019. (XII. 20.) Korm. határozat Az egyes kormányhatározatoknak a Nemzetbiztonsági Kabinet működését érintő módosításáról
- 1755/2019. (XII. 20.) Korm. határozat A Központi Maradványelszámolási Alapból és az Országvédelmi Alapból történő, illetve fejezetek közötti előirányzat-átcsoportosításról, valamint egyes kormányhatározatok módosításáról
- 1756/2019. (XII. 20.) Korm. határozat Az állami tulajdonú gazdasági társaság felett tulajdonosi jogokat gyakorló személy kijelölésével kapcsolatos feladatokról
- 1757/2019. (XII. 20.) Korm. határozat A kormányzati szektorba nem sorolt, 100%-os önkormányzati tulajdonban álló gazdasági társaságok adósságot keletkeztető ügyleteihez történő 2019. júliusi és augusztusi előzetes kormányzati hozzájárulásról
- 1758/2019. (XII. 20.) Korm. határozat' A kormányzati szektorba nem sorolt, 100%-os önkormányzati tulajdonban álló gazdasági társaságok adósságot keletkeztető ügyleteihez történő 2019. októberi és novemberi előzetes kormányzati hozzájárulásról
- 1759/2019. (XII. 20.) Korm. határozat A Gazdaságfejlesztési és Innovációs Operatív Program 5. számú módosításáról
- 1760/2019. (XII. 20.) Korm. határozat A Terület- és Településfejlesztési Operatív Program 1., 3. és 4. prioritása keretében finanszírozott egyes projektek támogatásának növeléséről
- 1761/2019. (XII. 23.) Korm. határozat A központi költségvetés költségvetési bevételeinek és költségvetési kiadásainak, valamint költségvetési egyenlegének és az államadósságnak a 2020–2022. évekre tervezett összegéről
- 1762/2019. (XII. 23.) Korm. határozat A Nemzeti Köznevelési Infrastruktúra Fejlesztési Program II. ütemében tervezett iskolafejlesztések előkészítésének a Beruházás Előkészítési Alapból történő további támogatásáról
- 1763/2019. (XII. 23.) Korm. határozat A Kommunizmus Áldozatai Emlékmúzeum felállításához való magyar kormányzati hozzájárulásról
- 1764/2019. (XII. 23.) Korm. határozat A Debrecen Nemzetközi Repülőtér fejlesztéseinek és működésének támogatásáról
- 1765/2019. (XII. 23.) Korm. határozat A Szegedi Tudományegyetemen megvalósuló Integrált Fejközpont előkészítésének támogatásáról
- 1766/2019. (XII. 23.) Korm. határozat A Science Park Szeged projekthez kapcsolódó fejlesztésekhez szükséges források biztosításáról
- 1767/2019. (XII. 23.) Korm. határozat A Baján megvalósuló Honvédelmi Sportközpont építéséről
- 1768/2019. (XII. 23.) Korm. határozat A Balassagyarmaton megvalósuló Honvédelmi Sportközpont építéséről
- 1769/2019. (XII. 23.) Korm. határozat A Szarvason megvalósuló Honvédelmi Sportközpont építéséről
- 1770/2019. (XII. 23.) Korm. határozat A Szigetváron megvalósuló Honvédelmi Sportközpont építéséről
- 1771/2019. (XII. 23.) Korm. határozat A dabasi Gyóni Géza Általános Iskola fejlesztéséről
- 1772/2019. (XII. 23.) Korm. határozat A Hevesi tanuszoda építéséről
- 1773/2019. (XII. 23.) Korm. határozat A Lenti Kézilabda Munkacsarnok építéséről
- 1774/2019. (XII. 23.) Korm. határozat A Márton Áron Szakkollégium felújításáról és a kollégiumi infrastruktúra javításáról
- 1775/2019. (XII. 23.) Korm. határozat A Mezőszilasi Németh László Általános Iskola tornaterem építéséről
- 1776/2019. (XII. 23.) Korm. határozat A perbáli Kis-forrás Német Nemzetiségi Általános Iskola fejlesztéséről
- 1777/2019. (XII. 23.) Korm. határozat A Rumi Rajki István Általános Iskola tornaterem építéséről
- 1778/2019. (XII. 23.) Korm. határozat Az Újfehértón megvalósuló Honvédelmi Sportközpont építéséről
- 1779/2019. (XII. 23.) Korm. határozat A Modern Városok Program keretében Békéscsaba komplex energetikai programja megvalósításának támogatásáról
- 1780/2019. (XII. 23.) Korm. határozat A Bicskei Egészségügyi Központ felújítását célzó beruházás előkészítési feladatainak megvalósításához szükséges forrás biztosításáról
- 1781/2019. (XII. 23.) Korm. határozat A Nemzeti Kastélyprogram és Nemzeti Várprogram részét képező egyes projektek visszavonásáról, valamint az így felszabaduló források átcsoportosításáról
- 1782/2019. (XII. 23.) Korm. határozat A Virtuózok Kamaraegyüttes és a Kis Virtuózok Alapítvány által működtetett programok támogatásáról
- 1783/2019. (XII. 23.) Korm. határozat A Borsod-Abaúj-Zemplén megyei Központi Kórház sugárterápiás eszközfejlesztésének támogatásáról szóló 1269/2019. (V. 8.) Korm. határozat módosításáról
- 1784/2019. (XII. 23.) Korm. határozat A Bakonyerdő Erdészeti és Faipari Zártkörűen Működő Részvénytársaságnak a Vidékfejlesztési Program VP5-8.5.1-17 azonosító jelű, „Az erdei ökoszisztémák ellenálló képességének és környezeti értékének növelését célzó beruházások” című, gazdaságfejlesztést célzó projektek megvalósítására irányuló felhívásra, támogatási kérelem benyújtásához történő hozzájárulásról
- 1785/2019. (XII. 23.) Korm. határozat Az EFOP-1.1.1-15-2015-00001 azonosító számú („Megváltozott munkaképességű emberek támogatása” című) projekt támogatásának növeléséről, az EFOP-1.9.3-VEKOP-17-2017-00001 azonosító számú („A foglalkozási rehabilitáció szakmai folyamatainak fejlesztése” című) projekt támogatási szerződése módosításáról, valamint az Emberi Erőforrás Fejlesztési Operatív Program éves fejlesztési keretének megállapításáról szóló 1037/2016. (II. 9.) Korm. határozat módosításáról
- 1786/2019. (XII. 23.) Korm. határozat A Terület- és Településfejlesztési Operatív Program éves fejlesztési keretének megállapításáról szóló 1005/2016. (I. 18.) Korm. határozat módosításáról
- 1787/2019. (XII. 23.) Korm. határozat A TOP-6.1.3-15-DE1-2016-00001 azonosító számú, „Szabadtéri piac létesítése a Tócóskertben” című projekt támogatásának növeléséről
- 1788/2019. (XII. 23.) Korm. határozat A TOP-1.2.1-15-SB1-2016-00013 azonosító számú („Történelmi városközpont turisztikai rekonstrukciója Mátészalka városában” című) és a TOP-1.4.1-15-BS1-2016-00046 azonosító számú („Óvodák felújítása Orosházán” című) projekt támogatásának növeléséről
- 1789/2019. (XII. 23.) Korm. határozat A 2014–2020 közötti programozási időszakban uniós forrásból megvalósítani tervezett nagyprojektekkel kapcsolatos feladatokról szóló 1374/2017. (VI. 13.) Korm. határozat módosításáról
- 1790/2019. (XII. 23.) Korm. határozat A fejlesztéspolitikai intézményrendszer informatikai és telekommunikációs tevékenységeinek finanszírozásáról szóló 1595/2019. (X. 16.) Korm. határozat módosításáról
- 1791/2019. (XII. 23.) Korm. határozat Az Európai Unió Régiók Bizottsága Nemzeti Delegáció tagjainak és póttagjainak jelöléséről
- 1792/2019. (XII. 23.) Korm. határozat A 2020 és 2025 közötti időszakra vonatkozó nemzetközi fejlesztési együttműködési stratégiáról
- 1793/2019. (XII. 23.) Korm. határozat A Stipendium Hungaricum ösztöndíjprogram stratégiai összefüggéseiről
- 1794/2019. (XII. 23.) Korm. határozat A stratégiai zajtérképek és intézkedési tervek jövőbeni felülvizsgálatához szükséges intézkedésekről
- 1795/2019. (XII. 23.) Korm. határozat A közösségi bormarketing agrárpolitikáért felelős miniszter részére történő átadásával járó feladatokról
- 1796/2019. (XII. 23.) Korm. határozat A Beruházási Előkészítési Alap terhére biztosított források átcsoportosításáról, valamint a Semmelweis XXI. Fejlesztési Projekthez kapcsolódó intézkedésekről szóló 1314/2019. (V. 30.) Korm. határozat módosításáról
- 1797/2019. (XII. 23.) Korm. határozat A Szent László lovagkirály-zarándokút megvalósításával összefüggő intézkedésekről és a Szent László lovagkirály-zarándokút intézményes kereteinek megteremtéséről és a kapcsolódó célkitűzések megvalósításáról szóló 1735/2018. (XII. 18.) Korm. határozat visszavonásáról
- 1798/2019. (XII. 23.) Korm. határozat Egyes egészségügyi kérdésekről
- 1799/2019. (XII. 23.) Korm. határozat Egyes feladatok forrásszükségletének biztosításáról
- 1800/2019. (XII. 23.) Korm. határozat Fejezetek közötti előirányzat-átcsoportosításról, a központi költségvetést érintő címrendi módosításról, valamint egyes kormányhatározatok módosításáról
- 1801/2019. (XII. 23.) Korm. határozat Az önkormányzatok adósságot keletkeztető, valamint kezesség-, illetve garanciavállalásra vonatkozó ügyleteihez történő 2019. októberi–novemberi előzetes kormányzati hozzájárulásról
- 1802/2019. (XII. 23.) Korm. határozat A kormányzati szektorba nem sorolt, 100%-os önkormányzati tulajdonban álló gazdasági társaságok adósságot keletkeztető ügyleteihez történő 2019. decemberi előzetes kormányzati hozzájárulásról
- 1803/2019. (XII. 23.) Korm. határozat A kormányzati szektorba nem sorolt, 100%-os önkormányzati tulajdonban álló gazdasági társaságok adósságot keletkeztető ügyleteihez történő 2019. decemberi előzetes kormányzati hozzájárulásról II.
- 1804/2019. (XII. 23.) Korm. határozat Az önkormányzatok adósságot keletkeztető, valamint kezesség-, illetve garanciavállalásra vonatkozó ügyleteihez történő 2019. decemberi előzetes kormányzati hozzájárulásról
- 1805/2019. (XII. 23.) Korm. határozat A Városmajori Gimnázium és Kós Károly Általános Iskola infrastrukturális fejlesztése előkészítésének támogatásáról
- 1806/2019. (XII. 27.) Korm. határozat A fegyveres testületeknél szolgálatot teljesítő személyek 2019. évi fegyveres testületi juttatásának biztosítása érdekében szükséges intézkedésekről
- 1807/2019. (XII. 27.) Korm. határozat Az egyes feladatok forrásszükségletének biztosításáról
- 1808/2019. (XII. 27.) Korm. határozat Egyes egyházi célú beruházásokhoz és egyéb feladatokhoz szükséges kormányzati intézkedésekről
- 1809/2019. (XII. 27.) Korm. határozat Határon túli célú költségvetési támogatások biztosításáról
- 1810/2019. (XII. 27.) Korm. határozat A Maecenas Universitatis Corvini Alapítvány támogatásáról
- 1811/2019. (XII. 27.) Korm. határozat Fejezetek közötti előirányzat-átcsoportosításról
- 1812/2019. (XII. 30.) Korm. határozat Az Idősügyi Infokommunikációs Program folytatásáról
- 1813/2019. (XII. 30.) Korm. határozat A Tokaj-hegyaljai történelmi borvidék kultúrtáj világörökségi védelmével kapcsolatos egyes feladatokról
- 1814/2019. (XII. 30.) Korm. határozat A MÁV-START Zrt. személyszállítási közszolgáltatási tevékenységének ellátásához szükséges IC+ vasúti személykocsi állomány biztosításáról
- 1815/2019. (XII. 30.) Korm. határozat A Makovecz Imre-életmű gondozásának folytatásával összefüggő további intézkedésekről
- 1816/2019. (XII. 30.) Korm. határozat A Makovecz Imre Bástyája projekt keretében a piliscsabai Iosephinum területén megvalósuló beruházásokkal összefüggő további intézkedésekről
- 1817/2019. (XII. 30.) Korm. határozat Az Állatorvostudományi Egyetem kampuszának komplex infrastrukturális fejlesztéséhez szükséges intézkedésekről
- 1818/2019. (XII. 30.) Korm. határozat Az IKOP-3.2.0-15-2017-00031 azonosító számú („Szeged–Hódmezővásárhely tram-train rendszerhez szükséges járműtelep építése” című) projekt támogatásának növeléséről, az Integrált Közlekedésfejlesztési Operatív Program éves fejlesztési keretének megállapításáról szóló 1247/2016. (V. 18.) Korm. határozat módosításáról
- 1819/2019. (XII. 30.) Korm. határozat A 2023. évi IAAF Atlétikai Világbajnokság megrendezése és az atlétikai központ megvalósítása érdekében szükséges további feladatokról

### A köztársasági elnök határozatai
- 18/2019. (I. 15.) KE határozat államtitkári felmentésről (Aszódi Attila)
- 250/2019. (VI. 28.) KE határozat Miniszteri felmentésről

## A miniszterelnök határozatai
- 17/2019. (II. 22.) ME határozat A Szellemi Tulajdon Nemzeti Hivatala elnökének felmentéséről
- 31/2019. (III. 20.) ME határozat A Szellemi Tulajdon Nemzeti Hivatala elnökének kinevezéséről

## Európai Unió

### Irányelvek
Az Európai Parlament és a Tanács (EU) 2019/904 irányelve (2019. június 5.) egyes műanyagtermékek környezetre gyakorolt hatásának csökkentéséről